# 反對逃犯條例修訂草案運動過程 (2020年1月)
反對《逃犯條例》修訂草案運動起於2019年初，2020年後該運動仍持續進行，但於2020年1月下旬受冠状病毒病疫情肆虐所影響，主辦單位陸續取消部份行動。同年1月26日晚上的「毋忘魚蛋革命」集會結束後，香港境內要求其政府落實五大訴求的大型行動被迫暫停。
| 2019年          | 尚未開始 | 尚未開始 | 3月至6月 | 3月至6月 | 3月至6月 | 3月至6月 | 7月 | 8月 | 9月    | 10月   | 11月   | 12月 |
| 2020年          | 1月      | 2月至4月 | 2月至4月 | 2月至4月 | 5月      | 6月      | 7月 | 8月 | 9月    | 10月   | 11月   | 12月 |
| 2021年          | 1月      | 2月      | 3月      | 4月      | 5月      | 6月      | 7月 | 8月 | 9-11月 | 9-11月 | 9-11月 | 12月 |
| 2022年1月或以後 |          |          |          |          |          |          |     |     |        |        |        |      |

## 1日

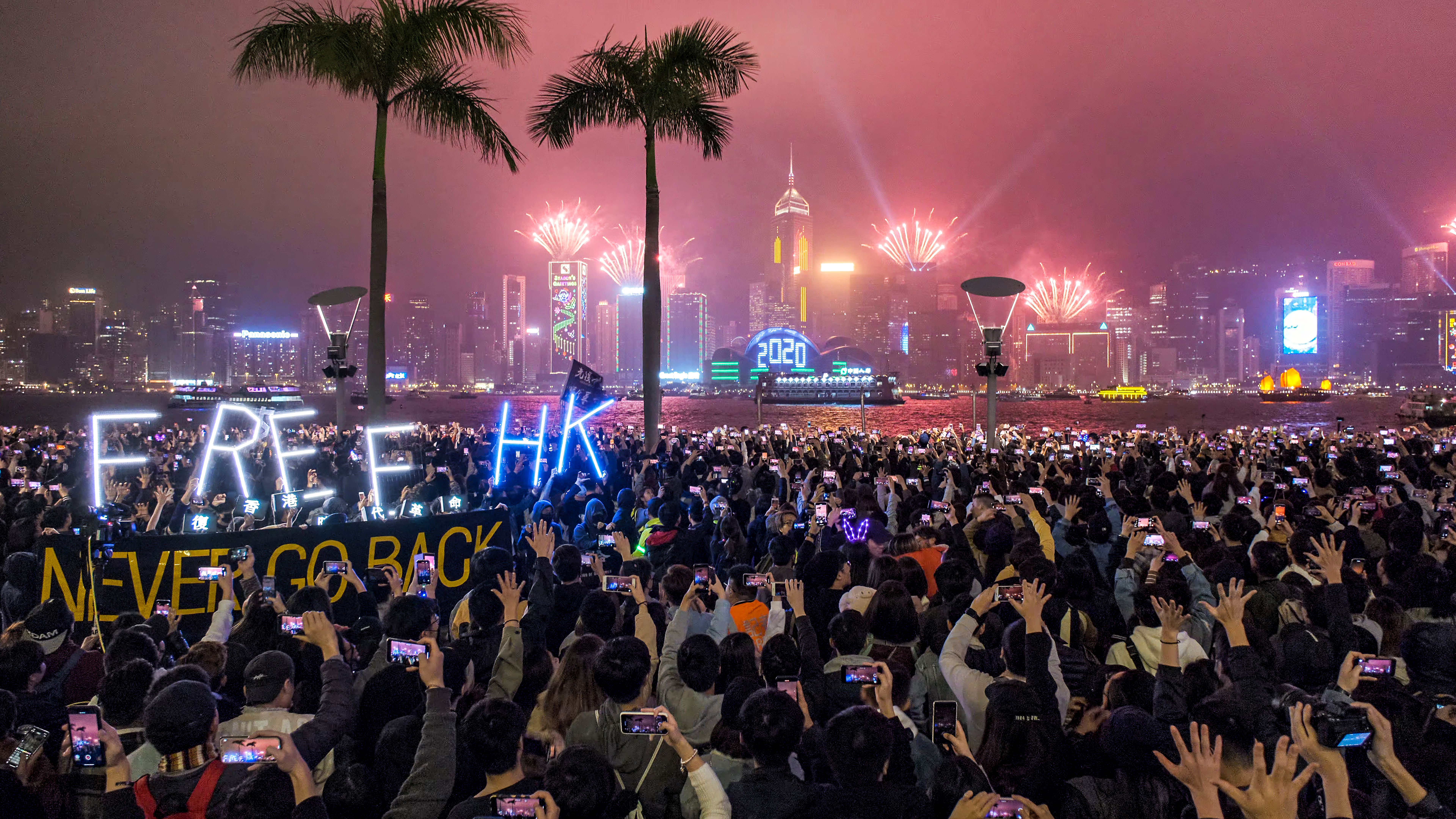
倒數活動期間，在尖沙咀海旁有市民舉起「FREE HK」紙牌和高舉「五大訴求、缺一不可」手勢

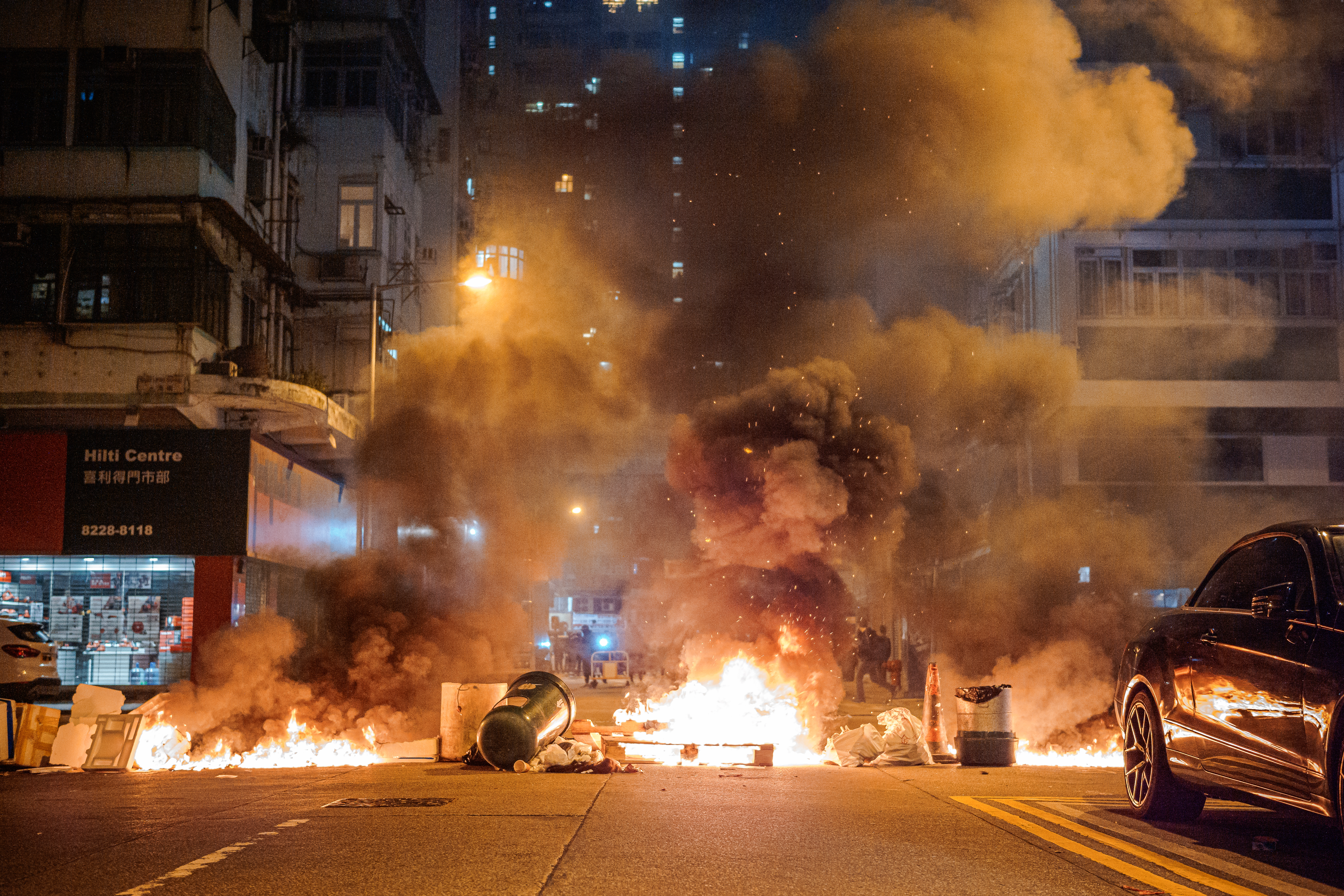
凌晨0時8分，有人在旺角近登打士街的馬路焚燒雜物

### 除夕倒數活動
有人發起除夕倒數活動，晚上在維港兩岸、西九文化區及蘭桂芳倒數。一批防暴警察已在銅鑼灣及尖沙咀一帶巡邏戒備，而在蘭桂坊附近亦早已擺放水馬及雪糕筒（三角錐），以分隔車路及行人路。期間在尖沙咀海旁，有巿民在2019年最後10秒倒數，大叫10、9後，以抗爭口號代替最後八秒和「Happy New Year」。於登打士街及咸美頓街一段的彌敦道，則有示威者放煙花慶祝新一年的來臨。到凌晨0時8分，有人在旺角近登打士街的馬路焚燒雜物，警方施放催淚彈驅散示威者，導致一名女子面部受傷。

### 政府發聲明反駁18國40議員
18國40名國會議員和宗教領袖，聯署公開信予林鄭月娥，表示對於香港警方在聖誕期間武力升級的震驚及關注。但香港政府凌晨發聲明「嚴正反駁外國政客和人士聯署公開信中的失實誤導言論」，指出「任何政府都不會容忍這種行為或向這種壓力屈服」，並指「警方執法行動克制」。

### 5人涉以無線電向示威者提供警方布防資訊而被捕
香港警方留意到每逢有大型公眾活動，如2019年10月1日、31日和11月17日，都有人在背後非法利用無線電進行廣播，涉嫌向前線示威者提供警方的布防、警車位置及警員人數等，協助他們進行衝擊或逃避警方追捕。警方經深入調查後，拘捕涉嫌協助暴動及干犯《電訊條例》的3男2女，包括兩名在跑馬地渣甸山鋪設網絡的男子、一間任職於電訊公司的男性工程師、業餘無線電通訊組織的成員等，認為當中有人負責在高點安裝中轉器材，以加強無線電覆蓋範圍；有人負責向示威者通報消息，並將無線電通訊機派發予示威者。警方亦檢獲一個座枱無線電收發器、天線及高頻無線電對講機。警方指提供物資或金錢支援、窩藏罪犯、幫助遮擋外貌等都屬協助暴動，而本案人士則涉嫌提供通訊支援。

### 民陣元旦大遊行

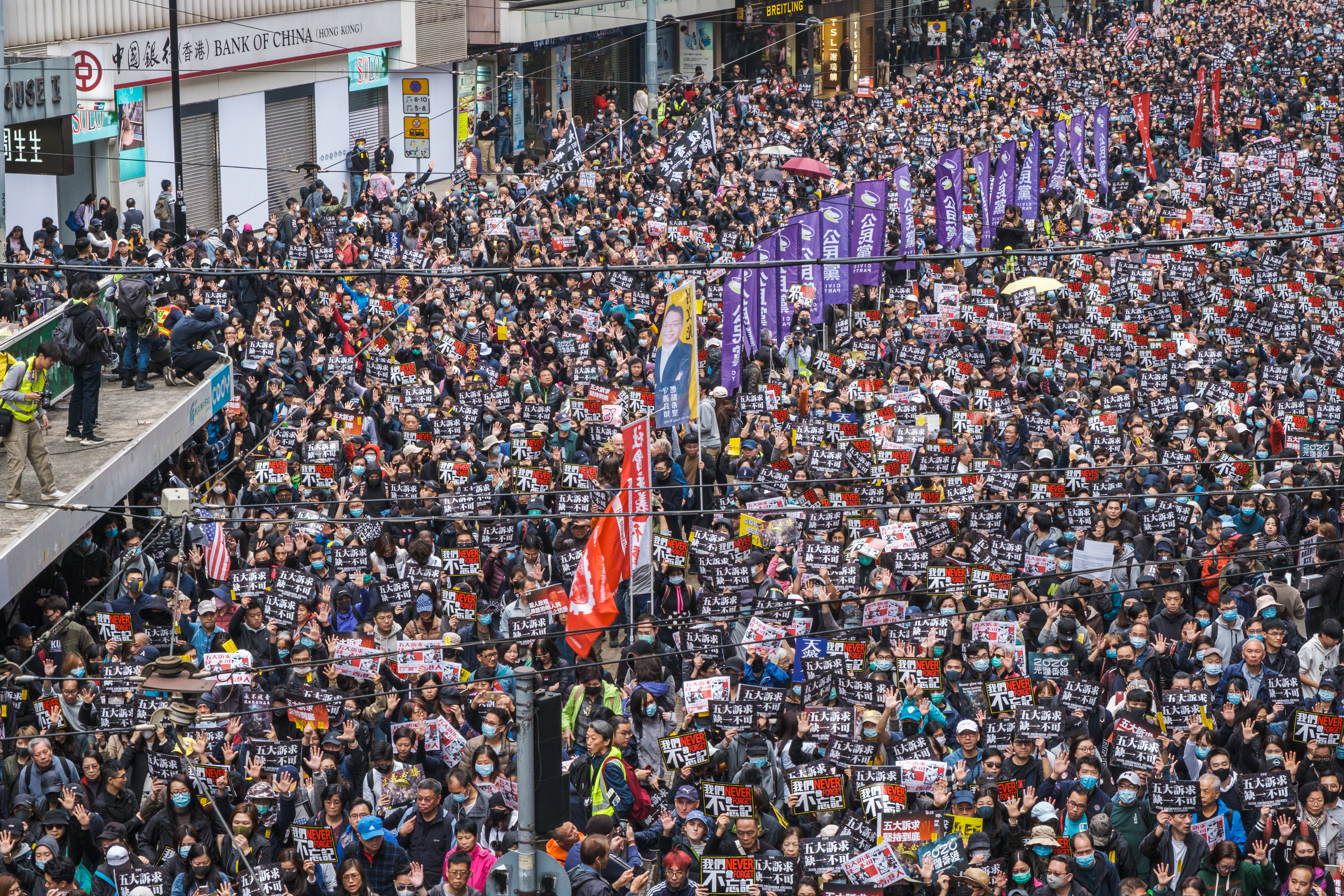
元旦大遊行期间的人潮

民間人權陣線於1月1日（元旦日）發起遊行，該遊行以「毋忘承諾，並肩同行」為主題，同時仍以五大訴求為主軸，並為香港政府向教育界「開刀」、凍結星火同盟資金、警察薪酬上調建議等表達反對。
遊行以維多利亞公園中央草坪為起點，遊行至遮打道行人專用區。民陣指參與遊行的人數超過103萬。

## 2日

### 中環和你Lunch：一齊行完佢
有網民召集「和你Lunch」集會，於下午1時許，中環皇后像廣場有約100名市民聚集，參與人士在場呼叫口號，部分人手持標語，抗議警方濫用武力。就現場所見，人稱「劉公子」的富商劉定成亦有在場參與。至約1時45分，人群沿路往畢打街方向步行，防暴警跟隨戒備。其後人群高呼「聽日見」後解散，十多名防暴警員續留在畢打街戒備。

### 首名反修例運動被捕者罪成入獄
22歲無業男子在2019年10月13日「18區開花」行動中，在將軍澳被警方追截，被告隨即逃跑，警方曾經捉到被告，但被告脫去上衣逃走及棄置背囊，警員最終在尚德停車場二樓制服被告，並在其背囊發現兩支汽油彈及打火機等易燃物品。被告承認一項在公眾地方管有攻擊性武器罪，法官以21個月為量刑起點，考慮被告認罪，扣減三分一刑期及酌情扣減2個月刑期後，判入獄12個月。他是首名反修例運動被捕者罪成入獄。

### 反極權集氣祈禱會
成都秋雨聖約教會牧師王怡近日因「煽動顛覆國家政權罪」及「非法經營罪」被判囚9年，好鄰舍北區教會主辦「反打壓宗教自由、聲援被判刑的秋雨聖約教會王怡牧師集氣祈禱會」。晚上7時許，愛丁堡廣場約有30人聚集，他們手持手機或印有歌詞的紙張，部分人士戴口罩。他指現時中國對信仰的理解和實踐需要依附在黨派之下，令宗教自由受到打壓，很多宗教的教誨需加入「愛國愛教」內容。區認為香港亦開始受到不同程度的打壓，團體需思考未來該如何改變。在晚上近9時，有約20人轉到中聯辦外唱詩歌，仇勁剛牧師讀出王怡牧師在2018年收押期間的聲明，有數位教友分享感受後結束祈禱會。

## 3日

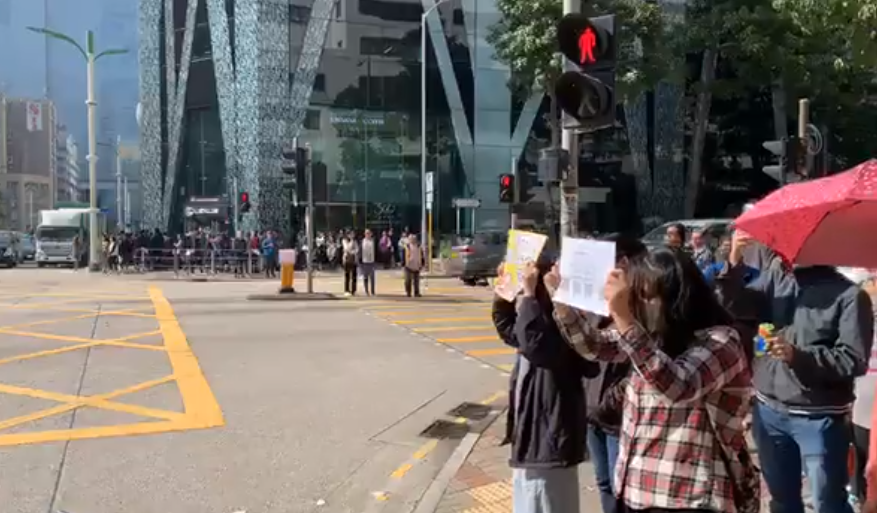
九龍灣「和你 Lunch」午間快閃遊行，示威者在常悅道和宏照道十字路口叫口號

### 多區和你Lunch
示威者繼續發起多區「和你Lunch」活動，觀塘、九龍灣及太古均有人號召集會。在九龍灣零碳天地對開，有警車抵達戒備，惟車上警員未有下车，少量示威者聚集高舉標語，並在常悅道和宏照道十字路口不停過馬路及叫口號。而在觀塘駿業街遊樂場，则有約50多人聚集，部分人手持標語高叫口號。之後聚集人數增至過百人，人群起步往駿業街方向遊行，沿途高舉旗幟。在隊伍行至巧明街時，十多名防暴警察到場舉起藍旗戒備，期間有警員以攝錄機拍下在場人士，現場人士呼籲「上番行人路」，其後示威者沿路與防暴警對峙。而在太古，則原定於港島東中心集合遊行及重建「連儂牆」，惟現場一度僅有數名市民到達高叫口號。至下午1時20分，隊伍沿華蘭路前往太古連儂牆位置張貼標語，期間有人打開雨傘，部分人士穿着黑衣。

### 立法会成立小组检视教材
香港立法会教育事务委员会成立小组委员会，研究幼稚园、中小学教科书及教材编制，审视校本政策对教科书与教材编制及监管的影响等。

### 教育界集會

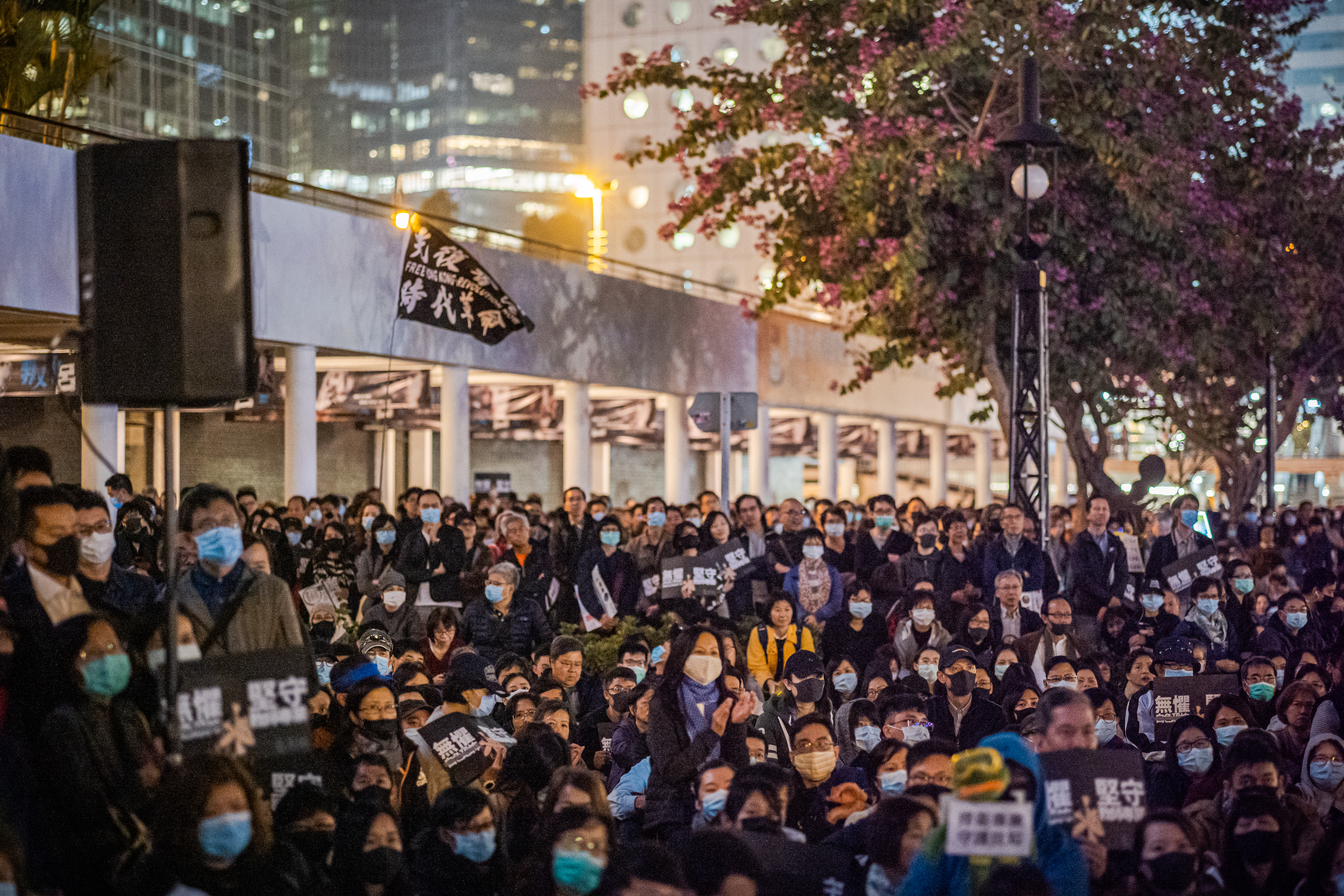
中環愛丁堡教育界集會上的人潮

香港教育專業人員協會于当晚7時在中環愛丁堡廣場集會，抗議教育局打壓，集會安排教育工作者、退休校長及工會代表發言，約逾2000人參加，他們大部分戴上口罩，部分人手持旗幟及高叫口號。集會在晚上9時02分結束，共有2萬人参与集會。

## 4日

### 駱惠寧接任中聯辦主任
1月4日，國務院免去王志民的中央人民政府駐香港特別行政區聯絡辦公室主任職務，其職位由駱惠寧接任。此次调整是因應「近期香港情況的變化」，委任「更符合香港現實發展」的官員擔當中聯辦工作。但在此前的2019年香港區議會選舉后，路透社報導了因中央政府不滿中聯辦脫離民眾，長期與富豪階層及在港的中國權貴攪和往來，考慮撤換中聯辦主任王志民，而外交部驻港公署則否認該說法。

## 5日

### 上水和你行

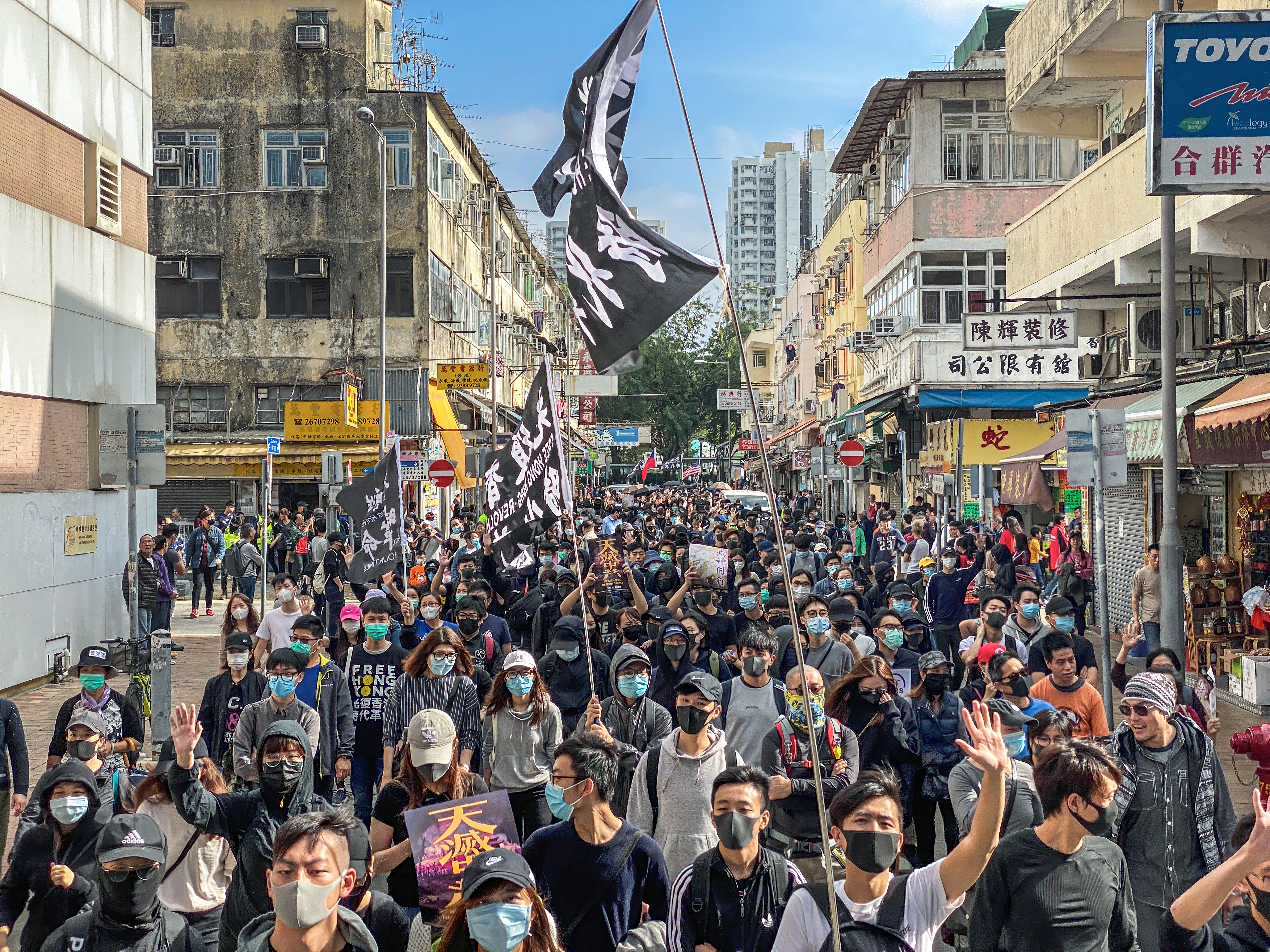
上水和你行期间的人潮

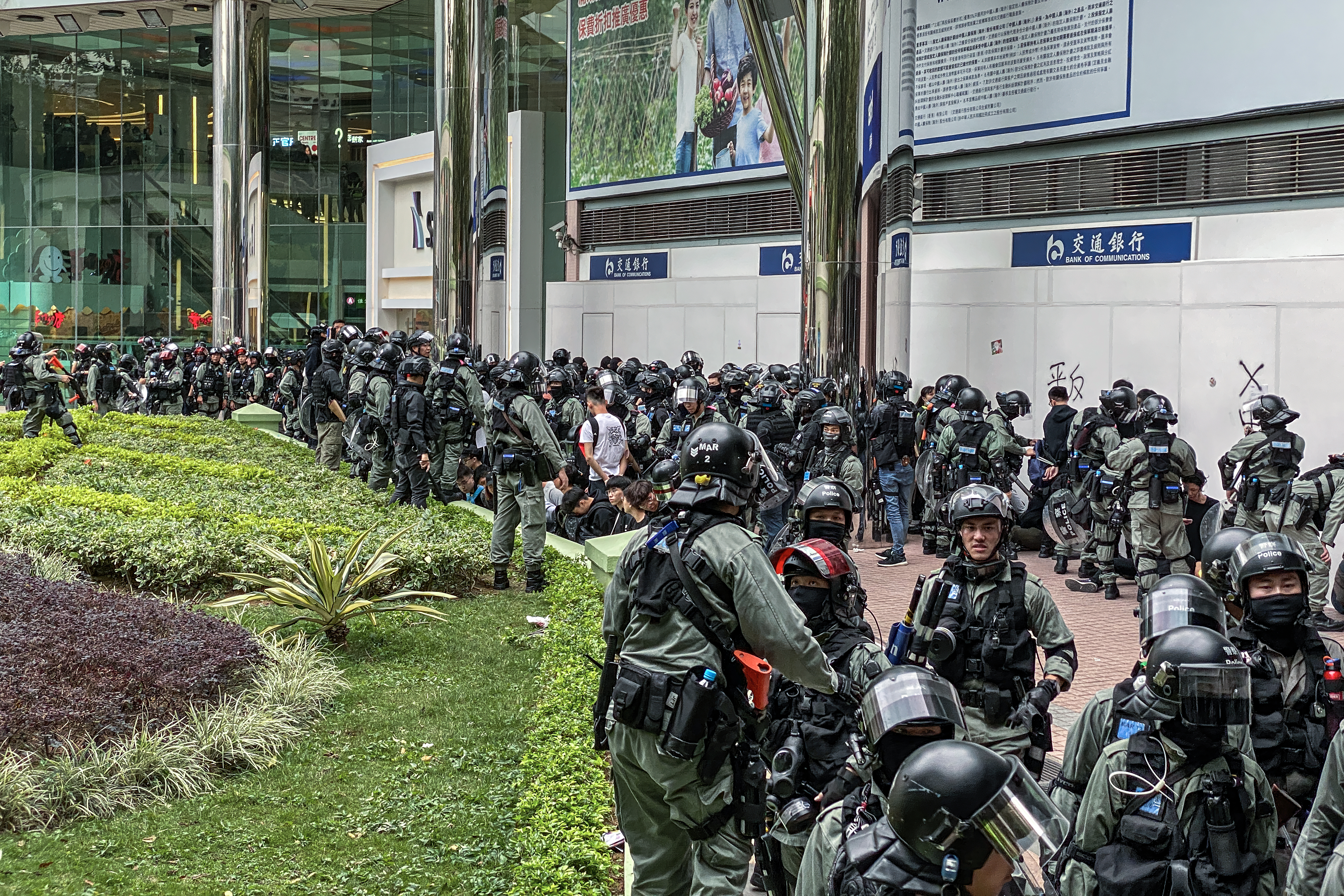
下午4時，警方在上水中心對出的上水花園第4號突襲圍捕百多人

民主黨北區區議員與區內市民在上水發起「和理行之不要水貨辦年貨」集會及遊行，要求政府關注水貨客問題。此次遊行已獲警方發出不反對通知書。北區區議員林子琼表示，因此次遊行是和平性質，屆時會安排100名糾察維持秩序，希望警方不會突然無理中止遊行。游行于下午2时半开始，期间警方舉藍旗警告遊行人士散去，更有人在上水中心附近一處牆壁擺放鮮花，悼念在反修例事件中離世人士。不過遊行開始不足半小時後，到下午3時，議員林卓廷便宣布遊行結束，而不少民眾滯留街頭和商場內。防暴警察下午4時在上水中心對出的上水花園第4號突襲圍捕百多人，並向未有反抗的民眾和記者發射胡椒噴劑。同一時間，數十名蒙面便衣警員在上水中心商場內制服數人，一名警員疑誤中胡椒噴霧。有自稱居於上水中心的男子要求內進被拒後被制服。而警方封鎖商場其中一個出口時，有一名黑衣男子踢向商場玻璃門，隨即被防暴警員衝前制服。
事件中，共有35男7女被捕，其中一名被捕人士，是曾在去年7月13日於光復上水遊行中，為逃避防暴警追捕險墮天橋的科大生。游行期间，有示威者向上水警署內投擲汽油彈，有警車被熏黑，暫時無人受傷。其后警方用催淚煙驅散示威者。

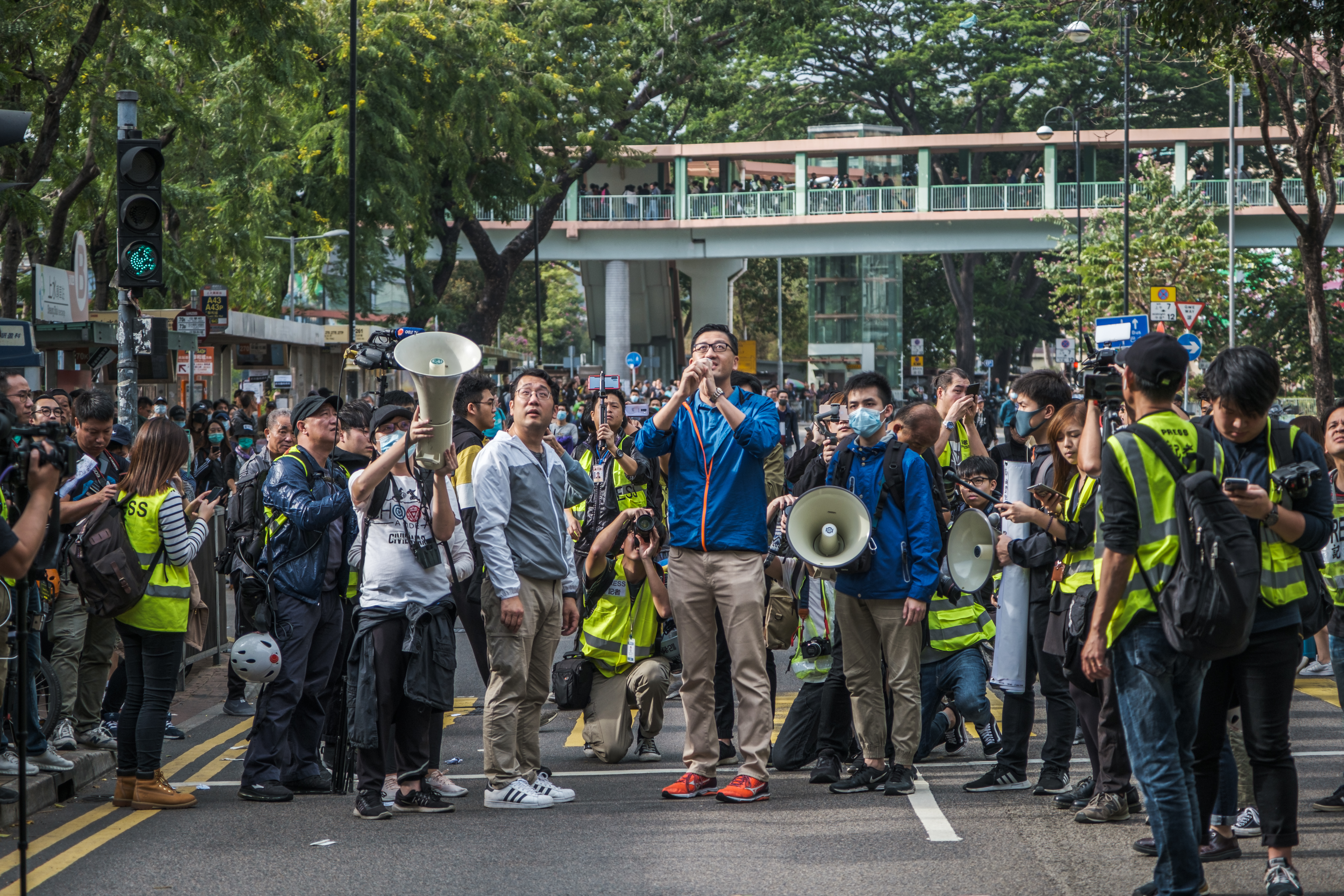
下午3時，議員林卓廷宣布遊行結束
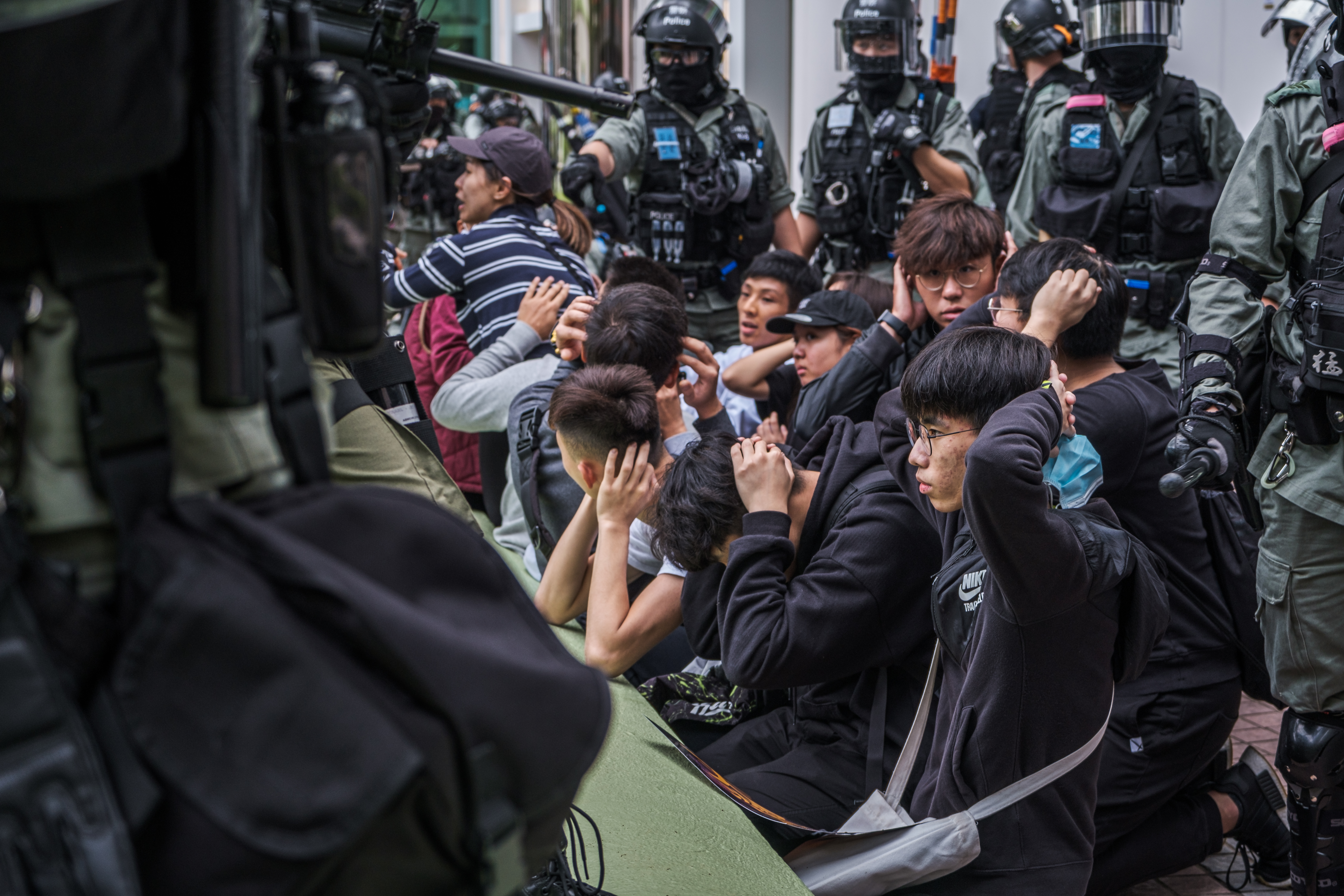
多人雙手放頭，蹲下或坐在地上
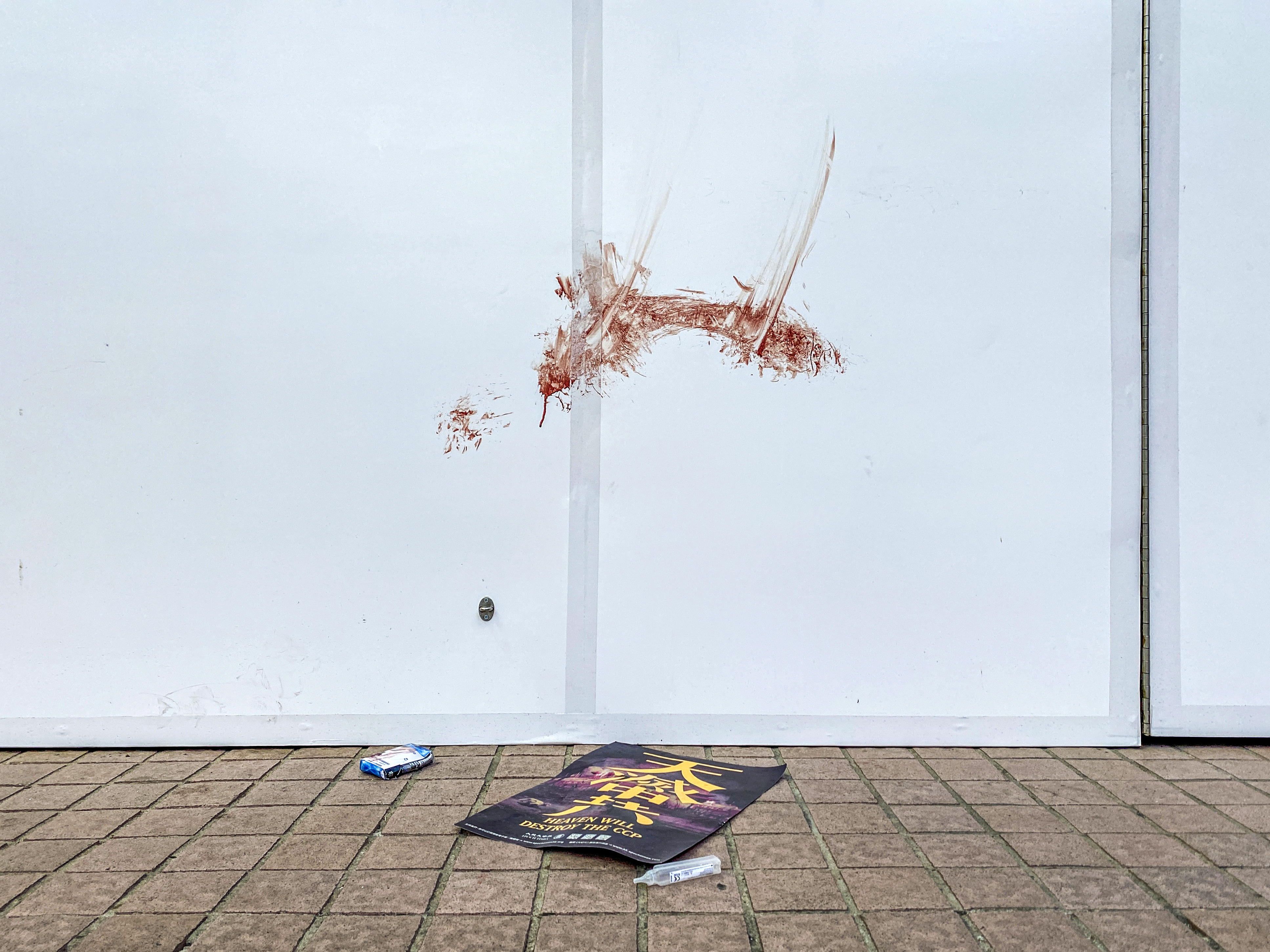
上水中心的圍板留下防暴警察圍捕的血跡
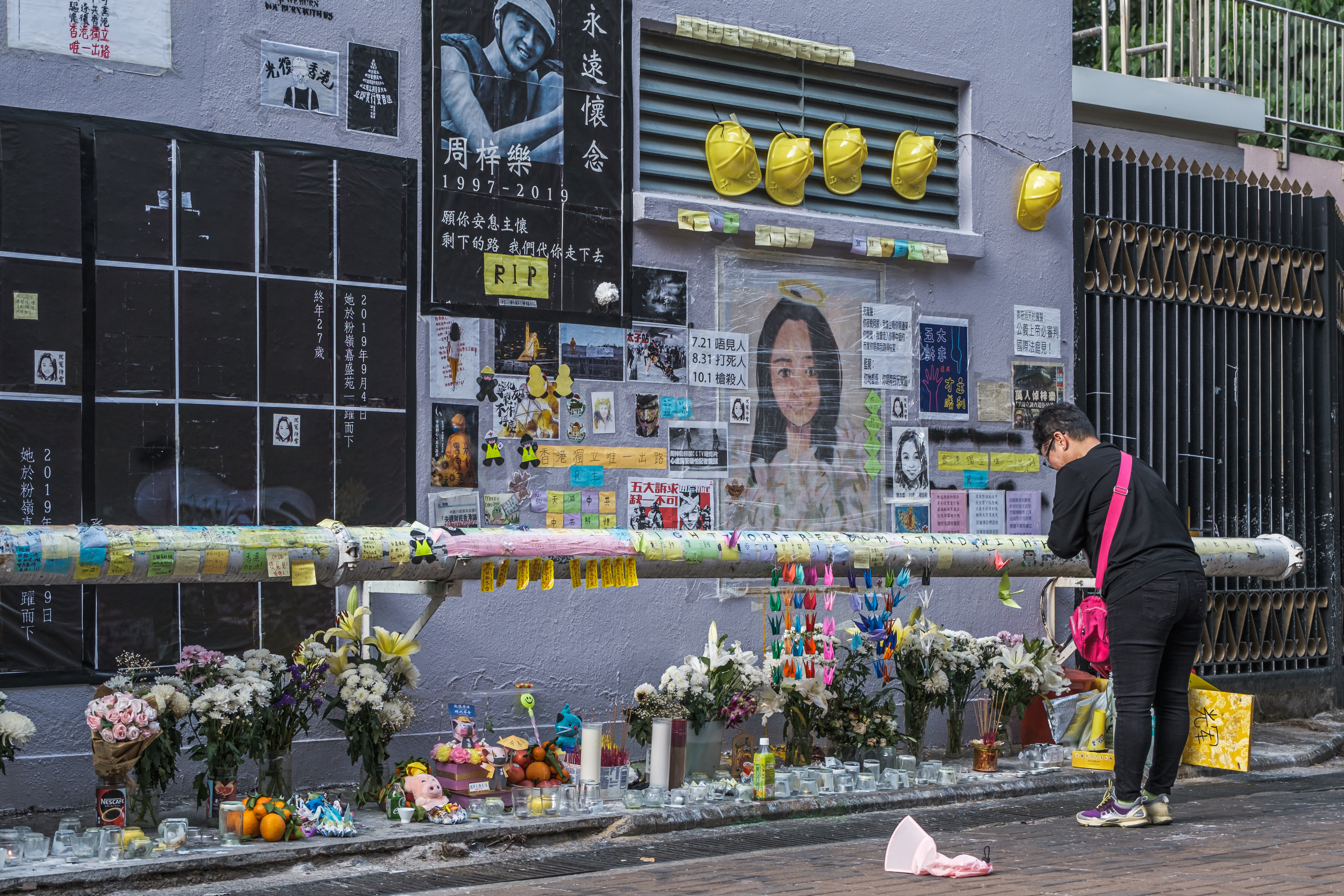
有人在上水中心附近一處牆壁擺放鮮花，悼念在反修例事件中離世人士
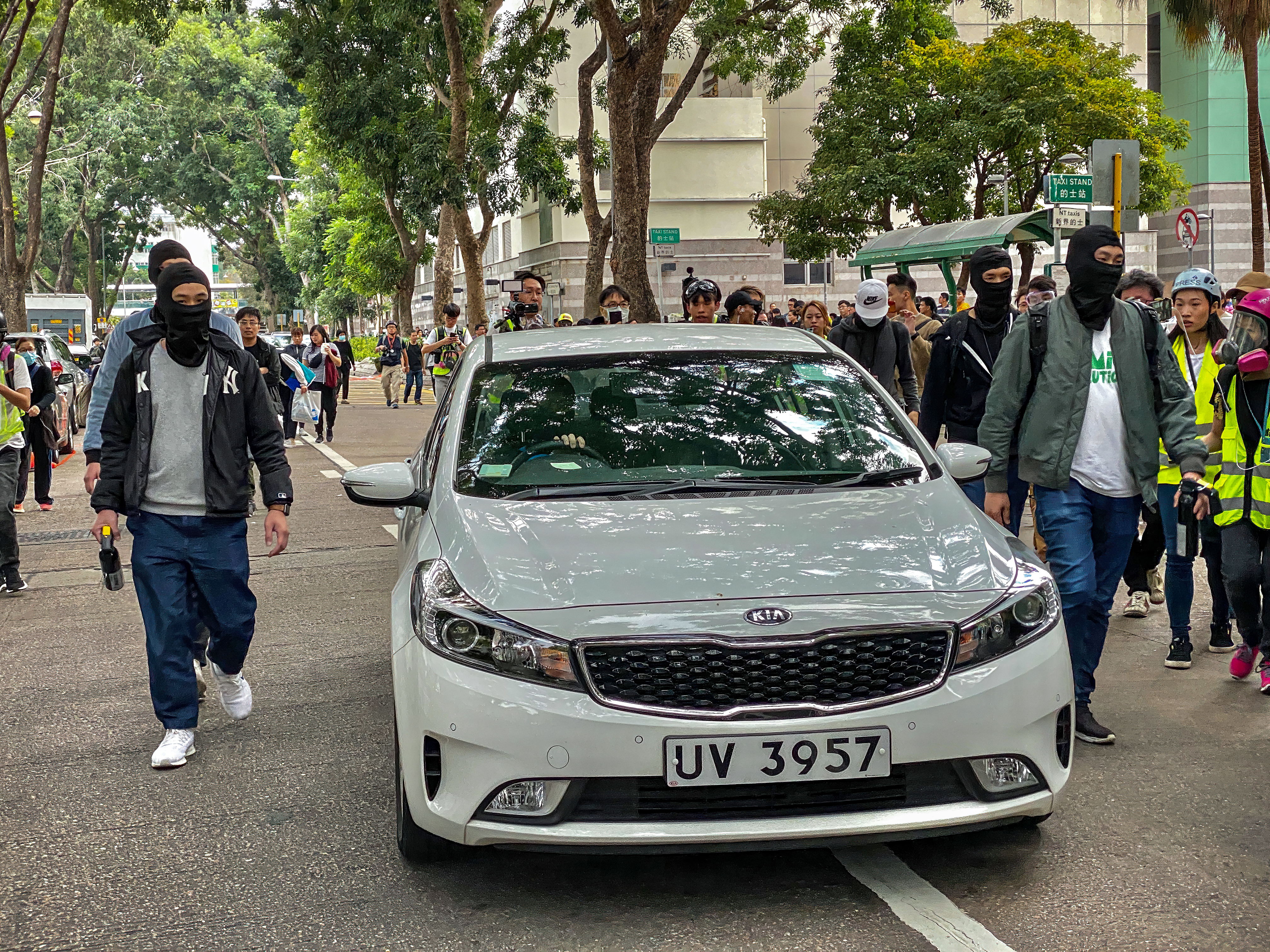
蒙面便衣警員護送警方私家車離開

## 6日

### 毛孟靜言論引起爭議
元旦日遊行期間有銀行和商店被破壞。香港立法會議員毛孟靜接受英國傳媒Sky News訪問時表示，元旦日遊行有兩名卧底警員搗亂商店，被和平示威人士揭發後，立刻跑到警方防線高叫是警方的人。有網民不滿毛孟靜言論，發起向警務處處長鄧炳強發電郵行動，認為警方必須盡快向Sky News澄清，並要求毛孟靜提供證據，「否則追究起誹謗、抹黑警察責任。」

### 多區和你Lunch
有網民在多區繼續發起「和你Lunch」活動。其中，在灣仔及銅鑼灣，示威者沿軒尼詩道及莊士敦道等道路步行，有人舉起自製標語及高叫口號。

## 7日

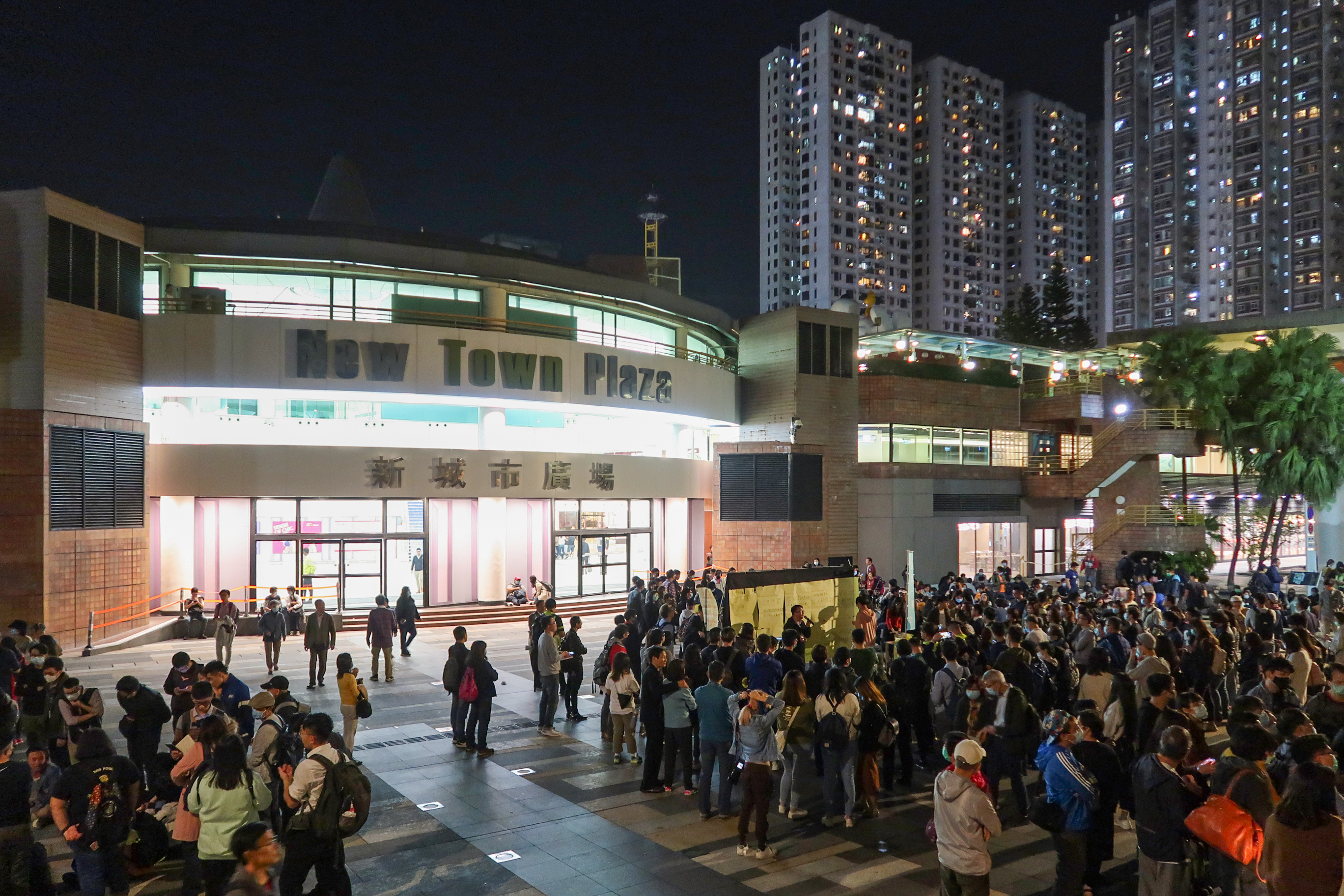
2020年1月7日，逾30名沙田區議員及百多名市民，在沙田大會堂「百步梯」參與「和你plan」活動，讓市民討論社區事務

### 多區和你Lunch
有網民再發起「和你Sing」及「和你Lunch」，九龍灣零碳天地及中環國際金融中心均有市民響應號召集會，示威和平進行，未有警方與示威者衝突發生。

### 沙田和你Plan全民區議會
沙田新城市廣場外百步梯晚上舉行「和你Plan」民間區議會活動，逾十名當區區議員擔任嘉賓，數百名市民出席。期間有沙田區議會主席程張迎和副主席黃學禮發言，講解區議會撥款，包括各開支科包括「發展、房屋及工商」、「財務、常務及其他大型活動」、「地區設施管理」等，並談及警暴、設連儂牆、辦墟市、地區設施等議題，以及組織民間團體。在場市民在活動尾聲高叫反修例運動口號，近10時半陸續散去。

## 8日

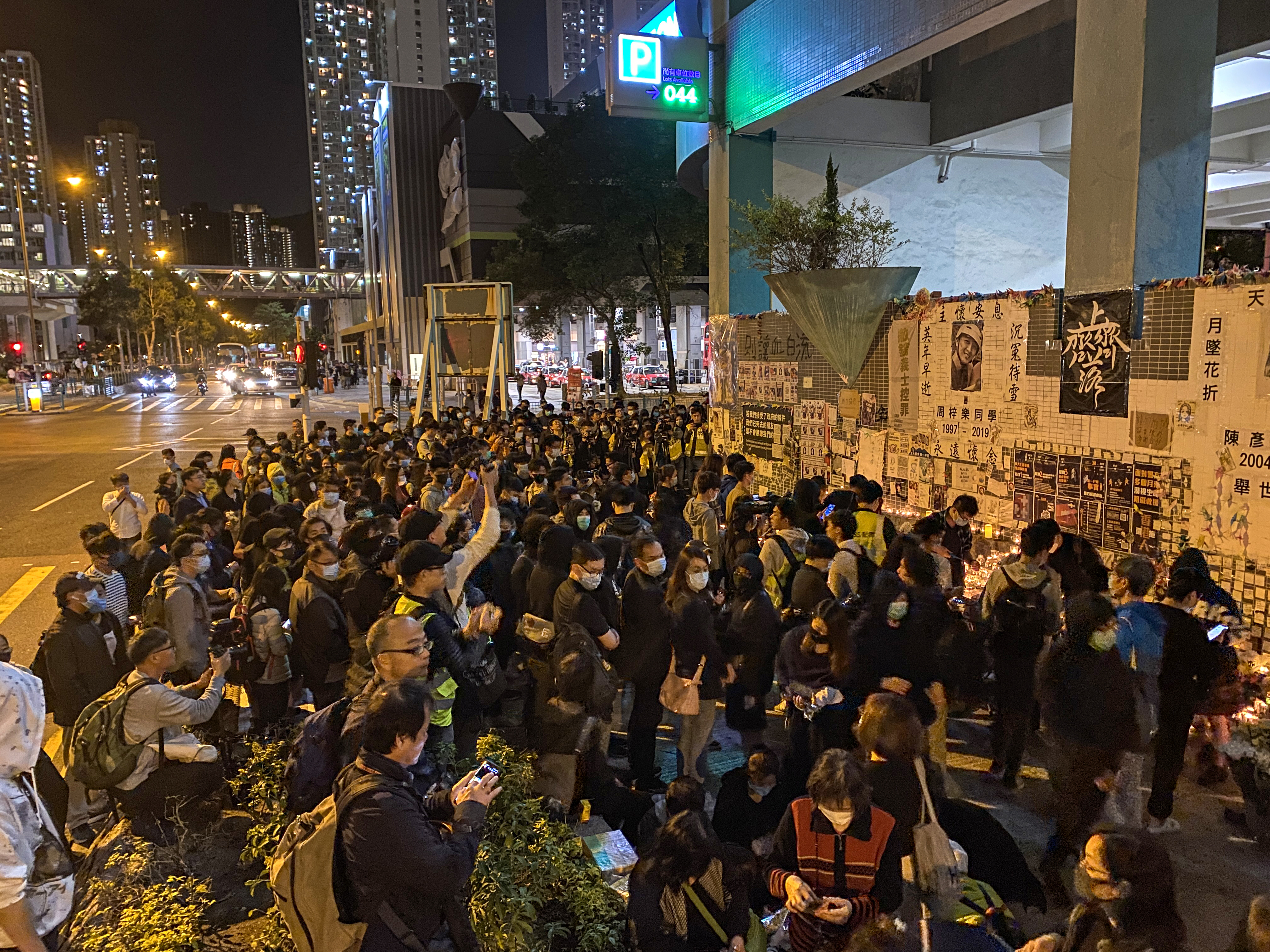
晚上8時，逾百名市民到將軍澳尚德邨停車場外悼念逝世已有2個月的周梓樂

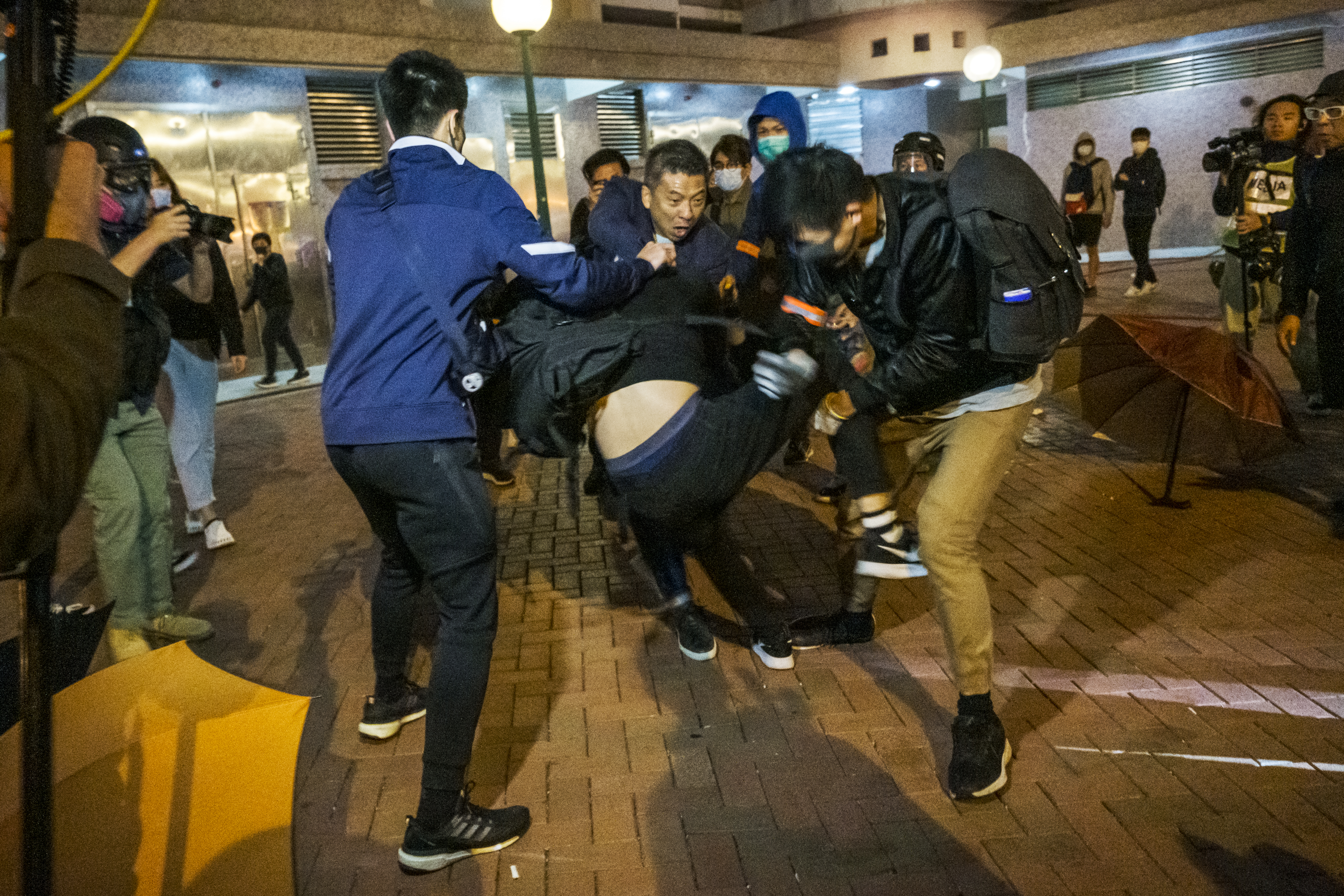
晚上10時39分，多名便衣警員混入示威者，在屋苑範圍制服一人

### 聲援元朗襲擊事件被捕者
親建制組織珍惜群組及中華傳統文化交流協會早上到粉嶺裁判法院聲援元朗襲擊事件中被控暴動罪及串謀有意圖而傷害兩罪的被告鄧英斌，他們手持國旗及區旗，及舉起口號牌針對當日在元朗亦受襲的民主黨林卓廷，指他是「罪魁禍首」，並「勾引」白衫人犯法。

### 周梓樂逝世2個月悼念會
周梓樂逝世至今，已有2個月。有人發起到其墮樓現場的將軍澳尚德停車場外悼念。晚上8時，逾百名市民到場，眾人默哀、喊口號、點蠟燭及獻花悼念等。期間有三輛警方衝鋒車巡邏，現場一度有示威者設置路障。到晚上10時，有人在十字路口用雜物堵路，防暴警察隨即到場驅趕，並築起防線，其後示威者回到屋苑範圍。到10時20分，防暴警在屋苑車道入口舉藍旗，指集會為非法，其後一度舉黑旗警告施放催淚煙，要求在場人士離開，否則使用橡膠子彈。晚上10時39分，便衣警員在屋苑範圍制服一人，大批防暴警察衝入屋苑施放胡椒噴劑，並制服兩名分別18歲和28歲男子，防暴警曾舉黑旗及施放胡椒噴霧。其中包括區議員李嘉睿的一名義務議員助理。他因持有藤制盾而被警方指藏有攻擊性武器。他被捕時面部被噴藍色噴劑，更遭警員用膝頭攻擊，送上警車時神志不清。警方以涉嫌非法集結及襲警罪控告李嘉睿，被扣留調查。

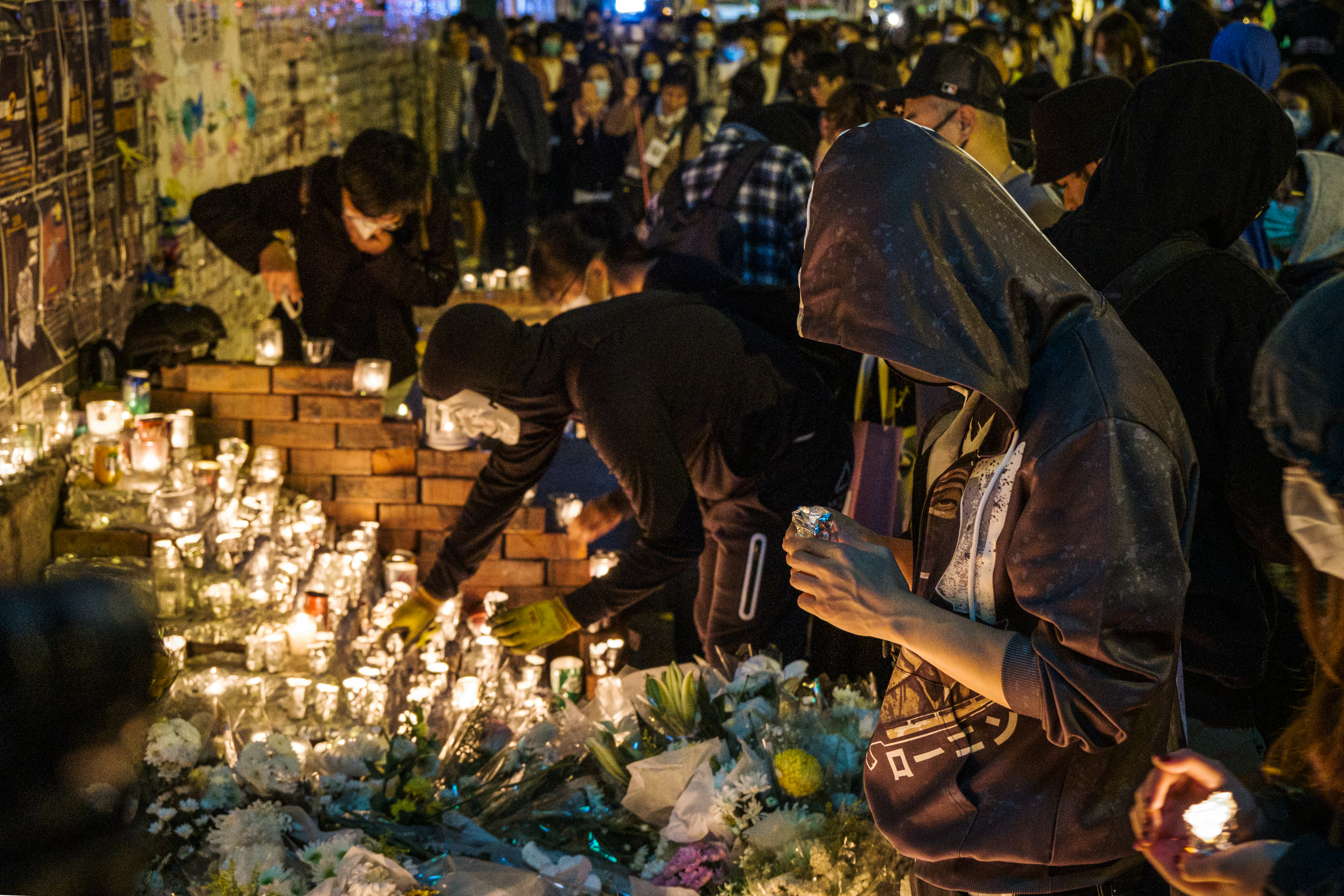
市民到場點蠟燭悼念
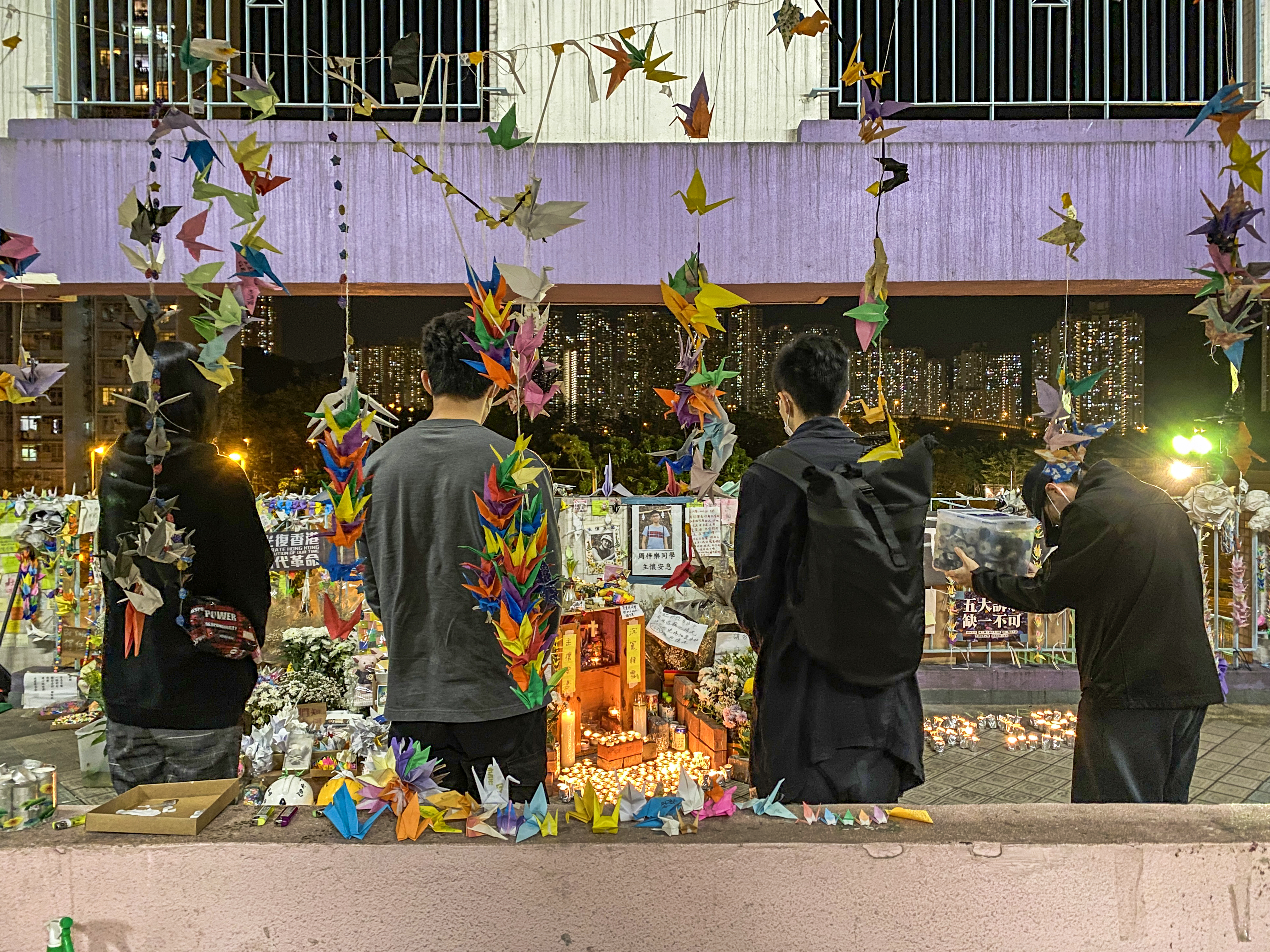
停車場內有市民默哀悼念
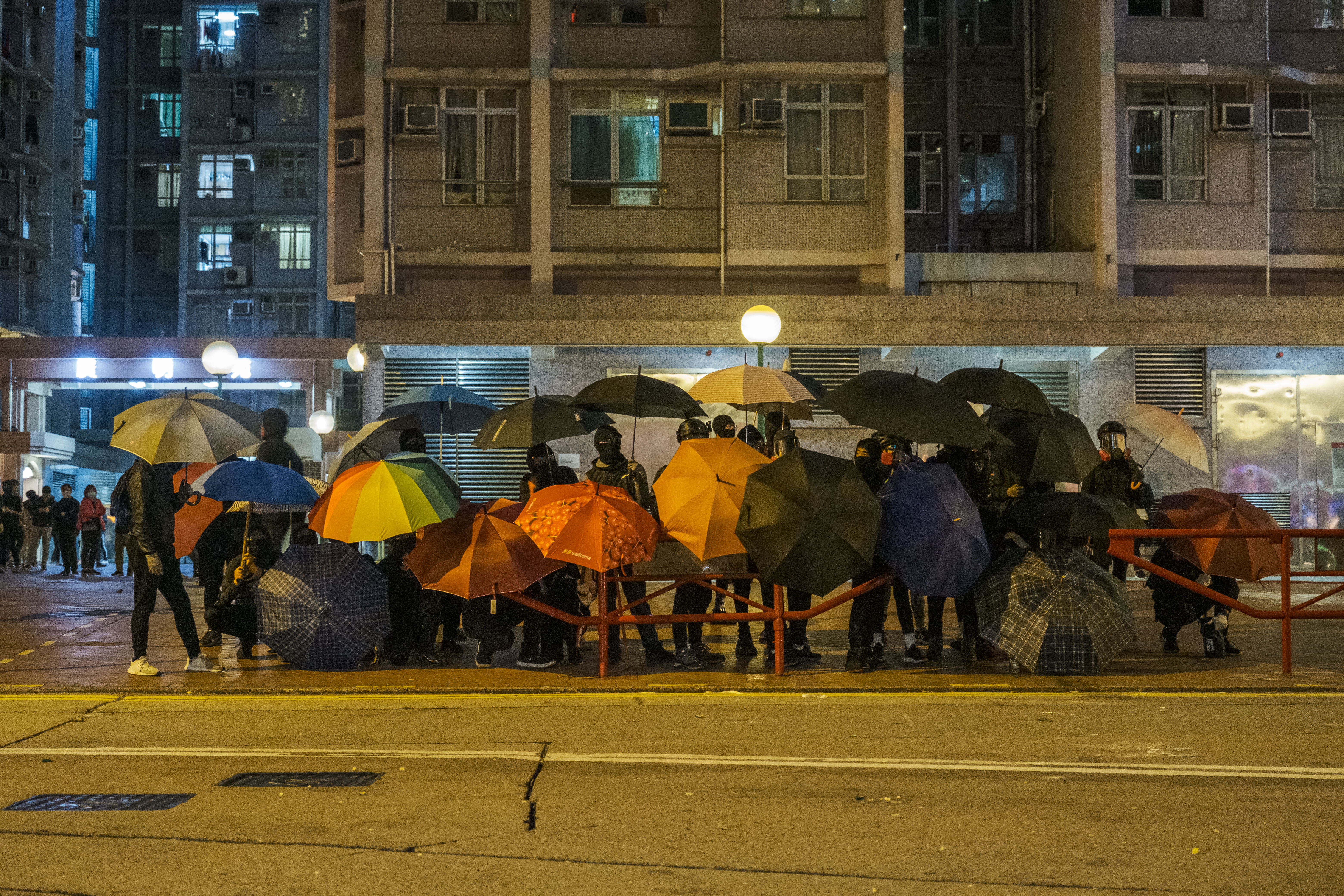
晚上10時34分，示威者以雨傘作保護
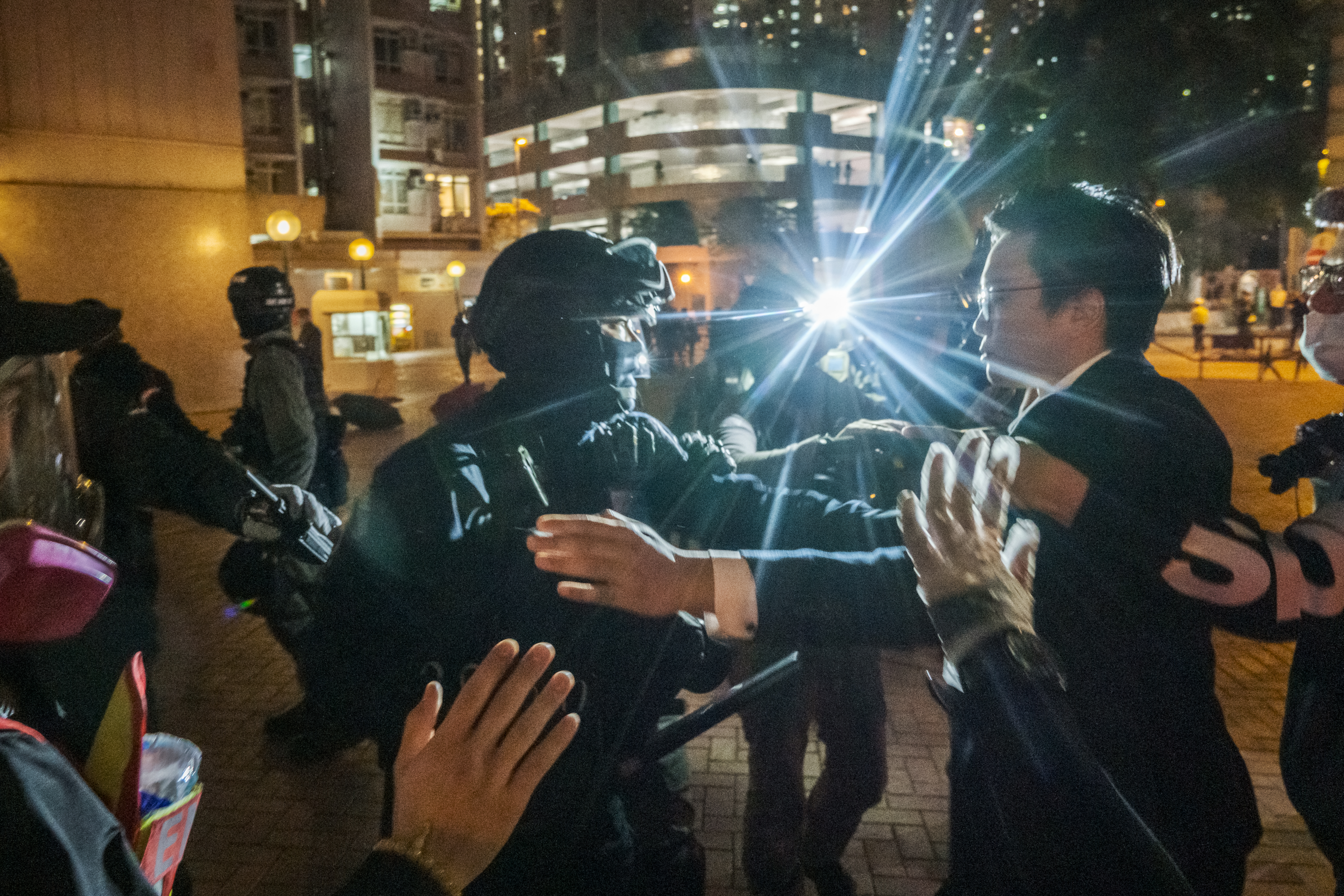
防暴警未有理會尚德區議員李嘉睿
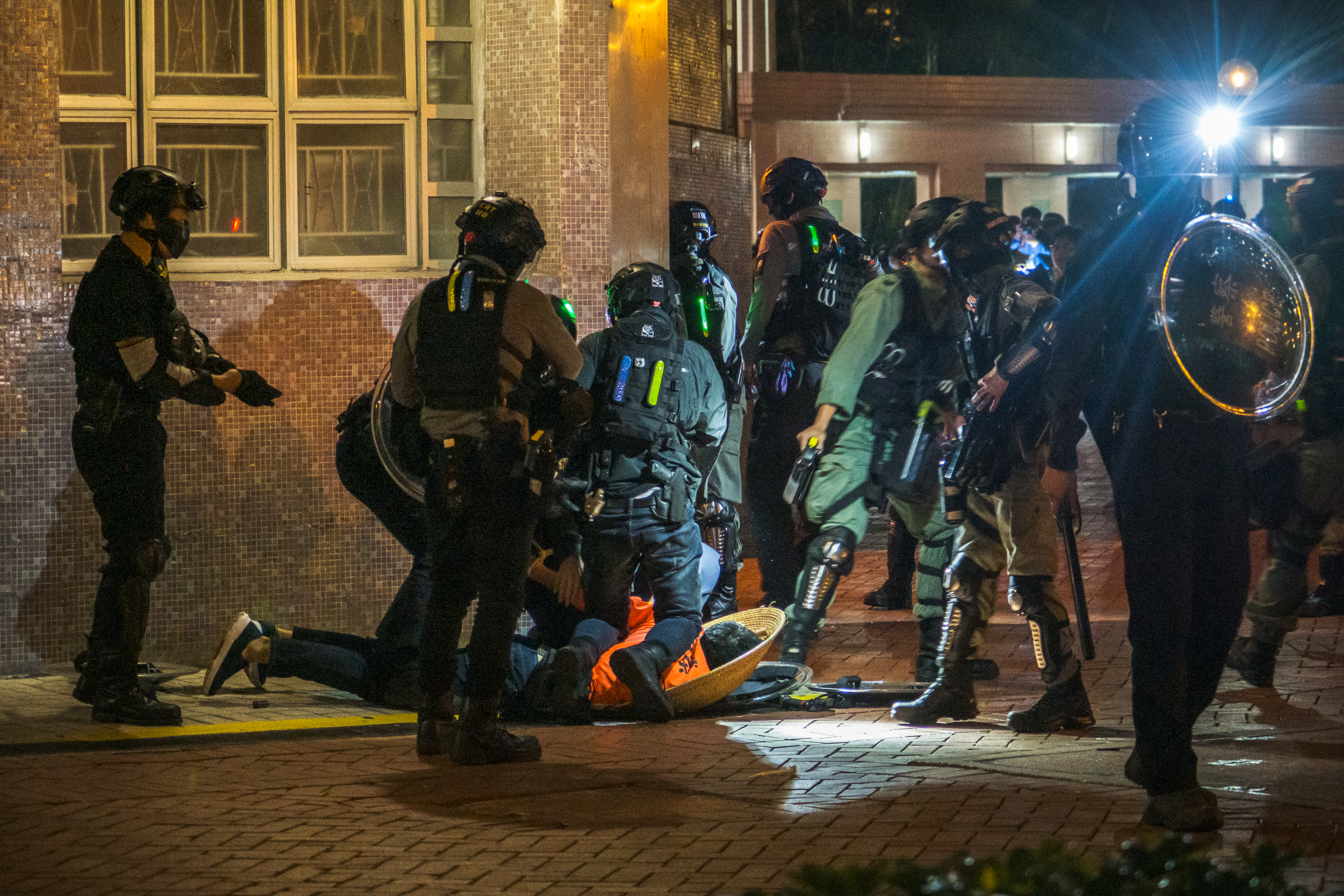
李嘉睿的一名義務議員助理被防暴警按壓在地上，當時他正持一藤製盾牌，臉部被噴上藍色水劑

### 觀塘順利邨「和你唱」

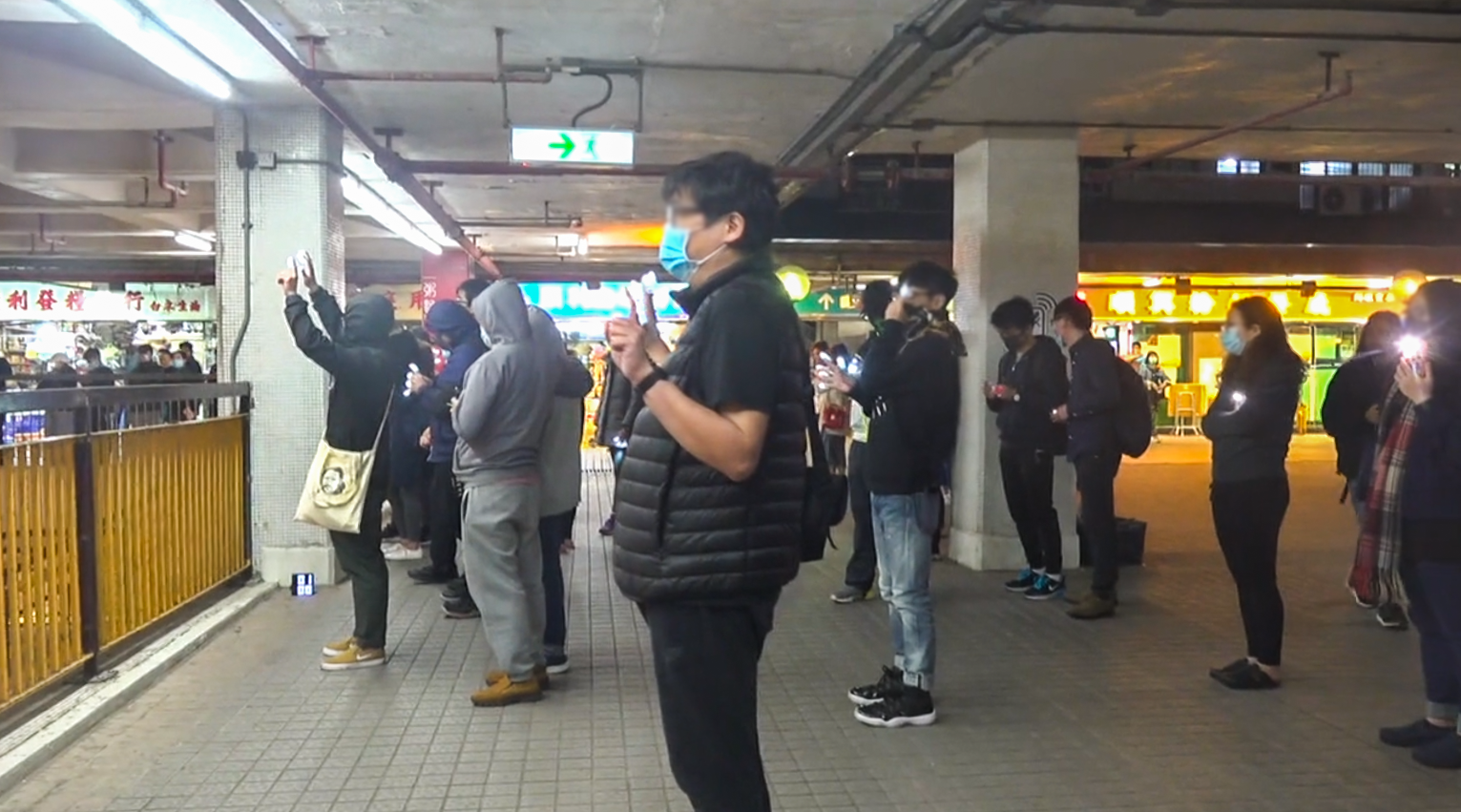
晚上有人發起在觀塘順利邨舉行「和你唱」活動

晚上，有人發起在觀塘順利邨舉行「和你唱」活動，有10多人參與，之後在邨內遊走和叫口號，防暴警察在邨外戒備。

## 9日

### 九龍灣和你寫集會
有網民號召下午1時在九龍灣零碳天地舉行「和你寫送暖到台灣」集會，高峰時有約30名市民在場撰寫信件，並由召集人收集，其後將轉交至赴台的反修例示威者。現場大致平靜，未見有人高叫口號，大部分參與者於寫完信件後自行離開。活動期間有防暴警察在現場一帶戒備。

### 聲討林卓廷請願遊行
保衛香港運動約60人，早上在鰂魚涌站外聚集，展示「借爆料搏出位」及「爆受查人身份，已犯防賄條例」等標語，遊行往廉政公署總部，並向職員遞交請願信。遊行人士不滿立法會議員林卓廷，早前向傳媒披露負責一宗打鬥事件的警司正被廉署調查。根據《防止賄賂條例》30(1)條，如無合法權限及合理辯解而向公眾、或任何特定人士披露受調查人的身份，即屬違法。

### Telegram群組管理員提堂
警方起訴Telegram群組「阿囝搵老豆老母」的1名女管理員，2020年1月9日於東區裁判法院提堂。
24歲許姓餐廳兼職侍應，被控煽惑他人縱火及煽惑他人傷人罪。她被控於2019年11月14日在香港連同其他人，非法煽惑流動應用程式Telegram的使用者無合法辯解而用火損壞屬於他人的財產，並於同年11月17日在香港連同其他人非法煽惑Telegram的使用者非法及惡意傷害他人。
因群組內出現煽惑他人針對警方的信息，控方表示不排除日後會加控被告更嚴重控罪。裁判官應控方申請押後，待警方進一步調查及徵詢法律意見，並拒絕被告保釋還押。案件押後至2020年2月20日再訊。
2020年1月21日，被告在高等法院申請保釋，法庭終批准她以5000元現金、3萬元人事擔保等條件保釋外出。另外每天早上9時至中午12時到屯門警署報到、不得離港，以及遵守每晚9時至翌晨7時的宵禁令。
因疫情關係，聆訊日期由2020年2月20日延至2020年4月16日再訊，控方另外加控3罪，包括2項煽惑他人刑事損壞罪，及1項串謀作出具煽動意圖作為的交替控罪。控罪詳情指，女被告在2019年8月12日至2019年11月28日，煽動流動應用程式Telegram的使用者使用暴力。
她另於2019年9月3日非法煽惑流動應用程式Telegram的使用者，損壞他人財產，即一部載有流動應用程式WhatsApp 的裝置。據了解，女被告在群組內著成員癱瘓一個電話號碼的WhatsApp程式。
被告繼續保釋，案件將於5月5日轉介至區域法院提訊。

## 10日

### 多區和你Lunch

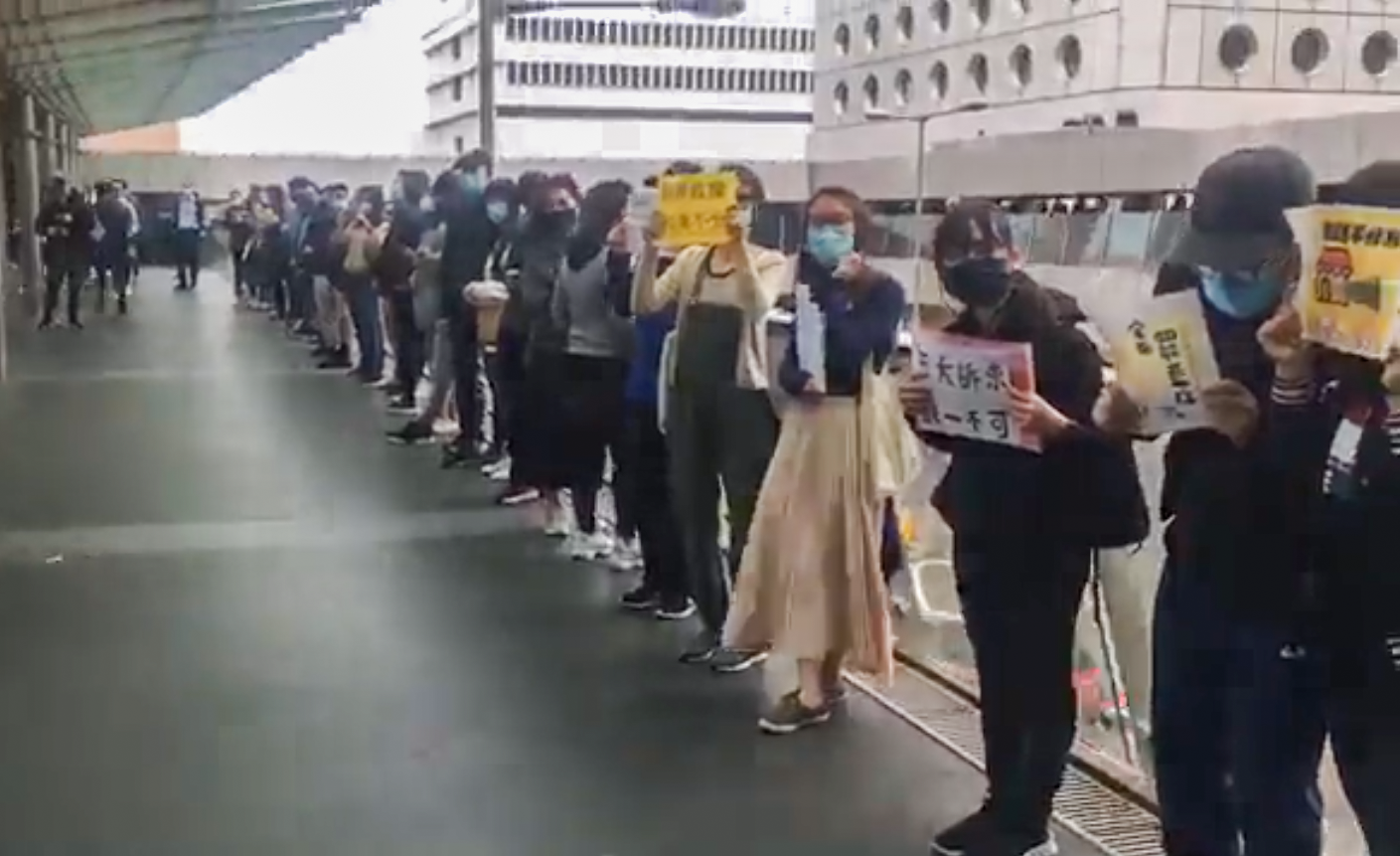
中環干諾道中行人天橋和你lunch-「和勇不分 對準極權」

下午再有網民號召於中環干諾道中行人天橋集合，舉辦「和你lunch」活動。参与者舉起標語，同时高叫「五大訴求，缺一不可」等口號，亦有参与者在场演唱《願榮光歸香港》，更有示威者踐踏在地上的中共中央及香港政府官員相片，包括中共中央總書記習近平、行政長官林鄭月娥、警務處處長鄧炳強、保安局局長李家超等。

### 「國難忠醫」成員廣州失蹤
反修例示威衝突中協助傷者的網上義診平台「國難忠醫」創辦人「細牛醫」表示，成員「肥仔」懷疑在廣州實習期間，遭到行政拘留，至今失聯逾40小時。「國難忠醫」平台創辦人和失聯成員的家人，在立法會議員楊岳橋陪同下見記者。創辦人指，該名成員在本周如常返廣州的醫院實習，前日凌晨雙方通話時，當時對方身處大學宿舍，對方突然表示要開門，之後失去聯絡。組織透過接觸其宿友時，得知該名成員疑遭到內地部門行政拘留。1月15日，广州中医药大学15日向“肥仔”的同班同学发出通告，指“肥仔”因涉嫌嫖娼被民警拘捕。通告指出，广州警方于1月8日晚上11时半在广州市越秀区上苑酒店房内抓获涉嫖娼的“肥仔”。通告又指，警方查明涉事人涉嫌于2019年11月8日及12月16日，以同样方式进行嫖娼的违法行为，又指他对嫖娼行为供认不讳。

## 11日

### 全城連儂日

全港連儂日，西灣河連儂牆有多名防暴警察戒備

有網民在多區發起「全城連儂日」，活動的召集時間為下午2時，在全港最早出現連儂牆的金鐘政府總部大樓附近展開「元祖慶典」，之後由晚上7時起，舉行全港「遍地連儂」活動。警方在多區加強布防。有十多名示威者到金鐘政府總部外「連儂牆」，參與「全城連儂，勇武感謝祭」活動，其後乘坐電車到銅鑼灣，在波斯富街一條行人天橋的玻璃圍板上張貼抗議標語、貼紙和海報。在元朗站公共交通交匯處附近，至少有3人被防暴警帶走。

### 沙田銀髮族「壯大黃色經濟圈」活動

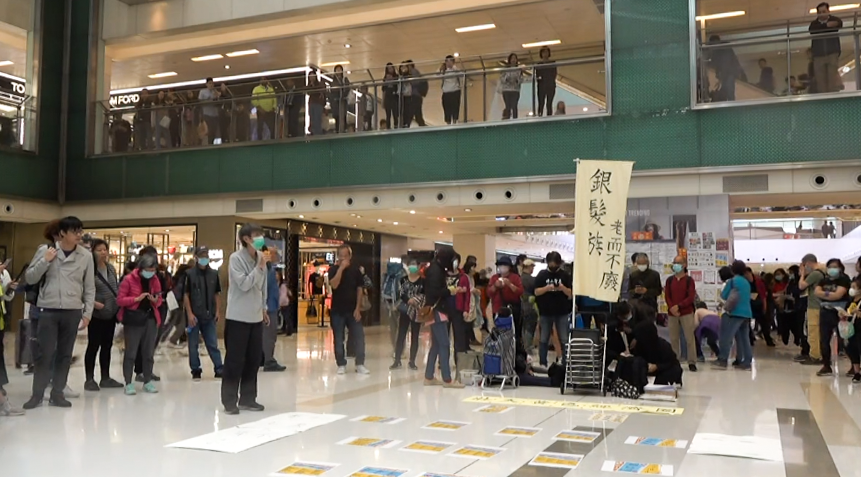
新城市廣場一期中庭有銀髮族發起「壯大黃色經濟圈」活動

有銀髮族在沙田新城市廣場，發起「壯大黃色經濟圈」活動，希望讓市民理解在經濟不好的情況下，盡量光顧支持反修例活動的商戶，防暴警員在商場外戒備，未有干涉。下午2時半過後，有戴口罩及穿黑衣的人士，在商場內掛上有關反修例的文宣物品和在柱上貼揮春，亦留低便利貼紙，讓市民寫下心聲，商場內有保安員巡視。

### 防暴警在英國領事館範圍內執法其後領事館承認主動報警
下午約5時半，大約20名男女青年響應「全城連儂日」活動，在英國駐港總領事館門外張貼及佈置反修例運動文宣時。突然有兩三輛警方衝鋒車駛至，稱接報有人在現場破壞，於是截停現場所有男女搜身並登記身份證，一名15歲女生因檢獲一罐噴漆而被捕。現場人士說，他們身處的灰色的階磚位置是，即領事館大閘及保安崗位的位置，已屬英國領土，以為警方不會在這位置內執法。事後，英國保守黨人權委員會成員 Luke de Pulford 在 Twitter 發文，表示關注和平表達訴求的年輕女生因張貼海報，懷疑是在領事館範圍內被捕，認為需要立即關注。警方晚上回應指，今日下午4時許，收到領事館方面報案，指在對出路壆有人噴漆，故派警員到場調查。事後，英國外交及聯邦事務部回應Hong Kong Free Press的查詢時，承認是英國駐港總領事館主動報警。

## 12日

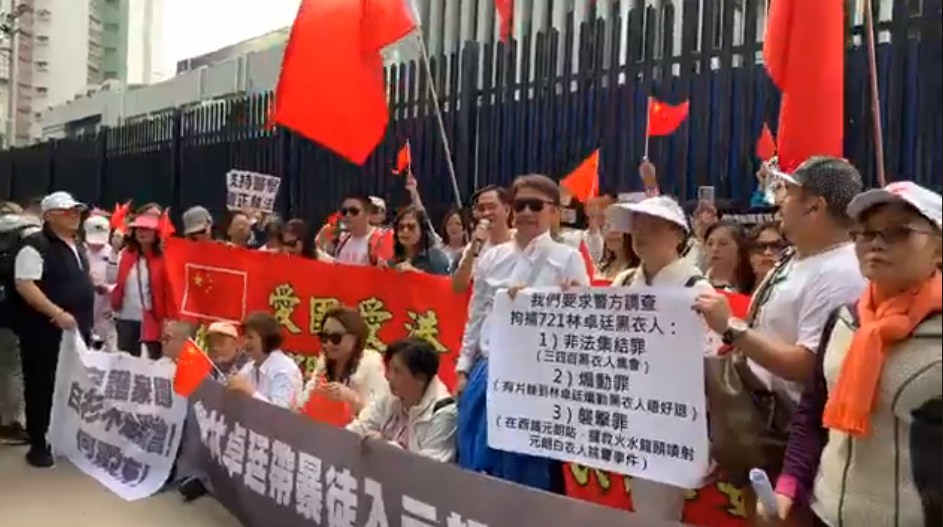
中華傳統文化交流會、珍惜群組等團體下午2時發起「721人打人、831無死人、第一日屈差人」遊行，終點為元朗警署

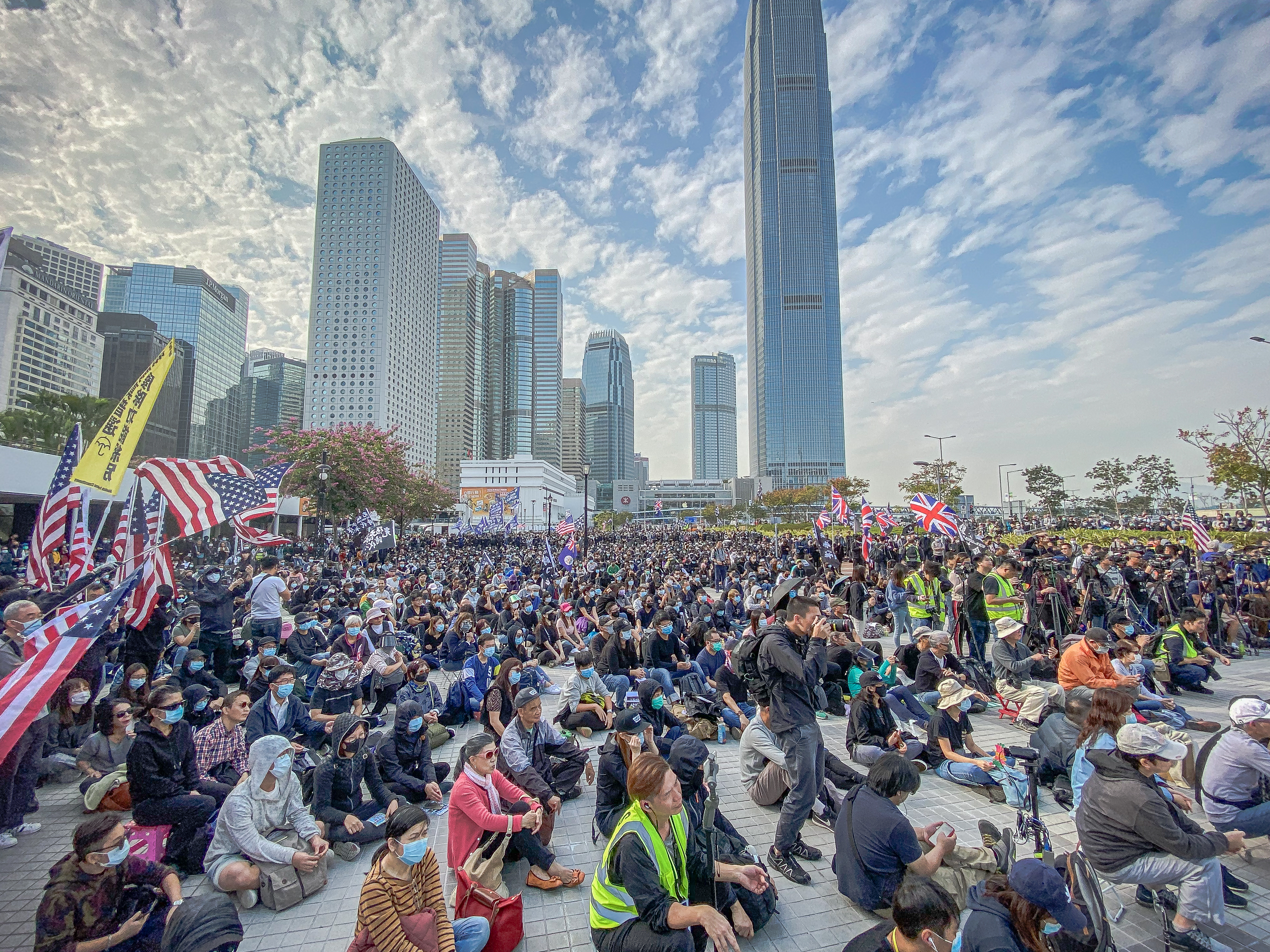
中環愛丁堡廣場「天下制裁集氣大會」集會，以「立即民主政改，否則天下制裁」為主題

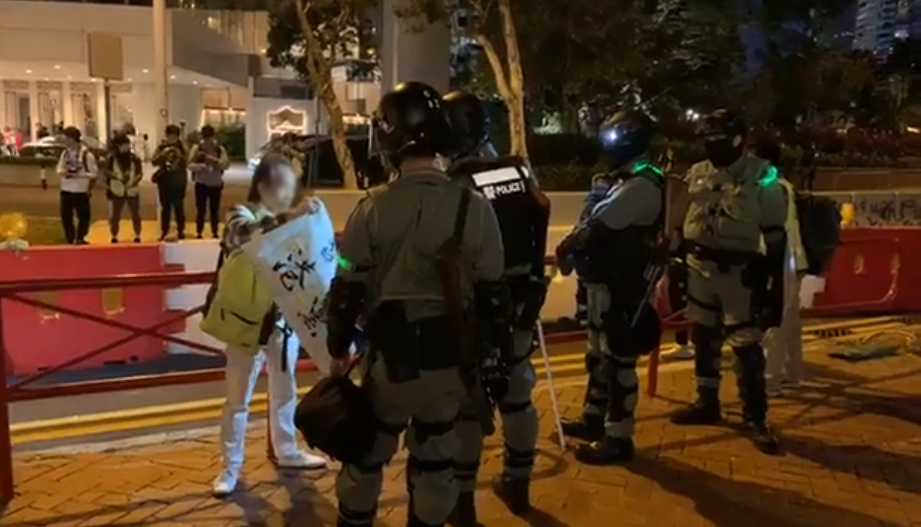
晚上，防暴警察在英國駐港總領事館一帶戒備，並截查市民

### 張建宗主持活動疑被濺水
「香港街馬2020」清晨在東區走廊近北角段起步，有跑手跑經主禮台時向台上射水槍，液體疑濺中主持起步儀式的政務司司長張建宗。事發時，張建宗在主禮台為健兒們打氣。被水槍射中後，他以手抹抹頭部和整理風衣。張建宗在致辭期間，又有跑手向他報以噓聲，並舉起反修例手勢和展示標語。

### 警方回應粉嶺機動部隊基地傳出疑似槍聲
網上流傳一段影片，懷疑拍攝於1月10日深夜時份，鏡頭影向粉嶺機動部隊基地，環境漆黑一片。其間，疑似傳出有人呼叫的聲音後，緊接傳出懷疑槍聲，然後有人以電筒照來照去，疑進行搜索。片段在互聯網瘋傳，引起網民不安。北區區議員劉其烽稱了解事件，並指已向警方查詢，獲回覆指是機動部隊人員進行演練。警方並指警隊不時會進行常規演練，以令人員更專業及有效地執行職務及應付突發事件，惟沒有解釋當晚是否曾進行演練。惟劉其烽指不少居民認為當時的演練並不尋常，故新民主同盟要求警方馬上公開當時所有相關任何事故的紀錄，向公眾作出詳細交代。

### 天下制裁集氣大會
「民間集會團隊」下午在中環愛丁堡廣場發起「天下制裁集氣大會」集會，並以「立即民主政改，否則天下制裁」為主題，並希望政府盡快回應「實現真普選」訴求，在今年的立法會選舉中實現沒有功能組別及沒有政治篩選的選舉，否則會呼籲國際社會對香港作出制裁。下午3時許，一批市民已到場聚集，部分人手持旗幟，亦有人舉起美國國旗及英國國旗。其後，參與者亦在場唱出反修例歌曲。發起集會的「民間集會團隊」宣布有3萬6千人出席集會。警方指高峰有3000人。晚上約6時，在集會結束後，有人呼籲前往英國駐港總領事館，部分人其後向皇后像廣場行人隧道離開，沿途高叫口號，防暴警察則在中環和英國駐港總領事館一帶戒備，並截查多人，亦有部分人被帶上警車。

### 狙擊《萬千星輝頒獎典禮》行動
1月12日是無綫電視一年一度盛事《萬千星輝頒獎典禮》舉行的日子，有網民因不滿無綫新聞報導反修例運動立場偏頗，在Facebook專頁發文召集5000名網民狙擊頒獎典禮，在頒獎典禮時段賣廣告的廣告商Facebook專頁「派嬲、留言」，表達政治訴求。

### “全港服务日”活动
民主建港协进联盟于当日举办“全港服务日”活动，在全港18个区与市民互动交流，介绍民建联的工作与服务。民建联主席李慧琼表示，民建联将继续在地区宣传和弘扬爱国爱港的理念，团结和发展爱国力量，为维护“一国两制”和香港法治发挥作用，帮助香港走出暴力破坏的乱局。

## 13日

### 監警會首階段報告內容曝光
監警會早前已成立專案小組負責審視和整理對警隊的投訴，有報道指該小組已完成首階段報告，當中集中討論去年6月9日、6月12日和7月1日多場示威的情況。監警會就有關報道內容表示，不作任何評論。報道引述消息指，警方做法有多處不足，包括前線指揮官欠溝通、未有分開和平示威者和暴力示威者，以及催淚彈發射指引不清晰，甚至乎前線警員和指揮官本身對於何時「停火」的標準亦不清楚。另外，坊間連月提出成立獨立調查委員會，報告內容亦有提出建議。

### 油塘疑發生「被自殺」案
油塘高翔苑發生墮樓案，一名男子由29樓梯間氣窗墮街身亡，並且網上流傳一段由鄰廈外傭拍攝的片段，拍下了死者墮樓一刻，網上一度傳出事主「被自殺」，又稱是由警方從高處推下致命。不過警方事後發文澄清，並強烈譴責別有用心的人造謠生事，促造謠生事者可以尊重死者及其家人，不要再作毫無根據的揣測及指控。另外，鄰廈有外傭住客以手機拍到事主墮下一刻，網上一度傳出她因涉嫌偷窺，被警方拘捕，不過警方消息指，警方並沒有拘捕該名外傭，而該名外傭亦非任何警務人員的僱傭。

## 14日

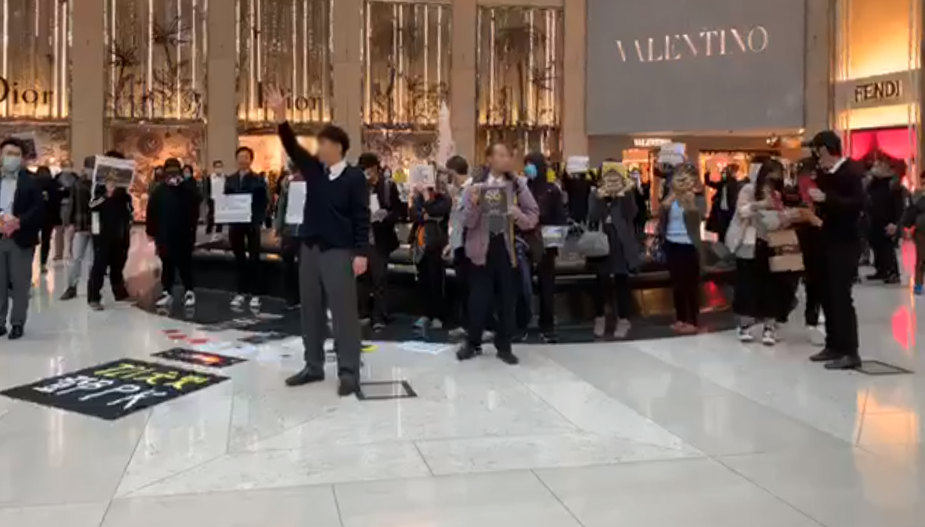
中環置地廣場中庭「和你Lunch」集會有10多人參加

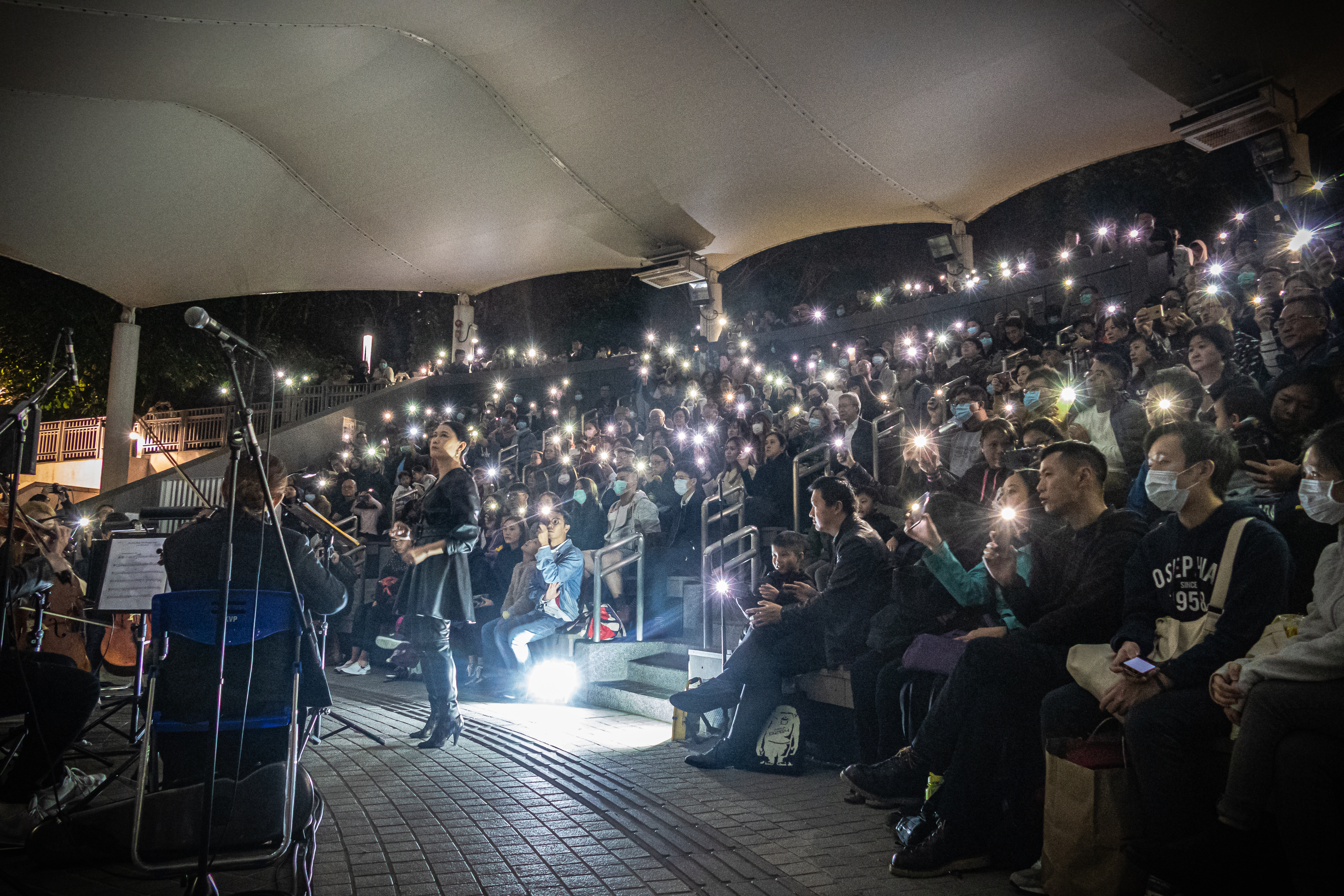
晩上，有市民在將軍澳單車公園露天劇場舉辦《孤星淚社區巡演》，演奏多首孤星淚的歌曲，共逾200名市民參與

### 多區和你Lunch
有市民發起「和你Lunch」集會，至中午近1時，逾數十名市民在中環置地廣場中庭內集合，當中包括有中學生，手持文宣及大叫口號，參加者部分人士打開手提電話電筒並且唱歌。稍後，陸續有市民加入。至中午1時20分，在九龍灣零碳天地約有30人聚集，現場附近有警員戒備。

### 利君雅和何君堯對話
香港電台電視節目《視點31》原定邀請立場對立的藝人黃秋生及立法會議員何君堯對話交鋒，但黃秋生在節目開始前因在家煮食意外受傷需要入醫院治療，同時收到外父亦因哮喘病發不治而未能出席節目，節目亦照常播放，改由節目主持利君雅和何君堯對話。何君堯與利君雅再辯元朗襲擊事件，期間何君堯堅持事件是於事件中受傷的林卓廷帶人挑釁，但利君雅馬上反駁指，當晚第一宗發生在元朗的暴力事件是9時50分，但是林卓廷當晚10時45分才出現在西鐵站。

### 警方於旺角和上水搜獲爆炸品
警方於中午時分，在旺角通菜街利民大廈一住宅單位外截查3名男子，其後攜同法庭搜令，將該3人帶返單位搜查，於單位內搜出一個土製金屬水喉管炸彈及一批涉及於近期示威中使用的物品，隨即將該3名男子拘捕。與此同時，警方到上水的村屋現場搜查，檢獲一批實驗室設施及用具，亦檢獲一批化學物品，相信上址是一個自製實驗室，用作生產爆炸品，並當場拘捕一名男子。

### 孤星淚演奏會
晩上8時至9時半，有市民在將軍澳單車公園露天劇場舉辦《孤星淚社區巡演》，演奏多首孤星淚的歌曲。劇場內外都爆坐滿，共逾200名市民參與。

## 15日

### 抗拒制度暴力集會
港大校友關注組、港大學生會及教職員工會中午在中環愛丁堡廣場舉行「全民力抗制度暴力，你我堅守程序公義」集會，現場有約二百人出席。集會表示港大師生校友不滿在佔中案中的戴耀廷在未完成上訴程序前，校方的「探討充分解僱理由委員會」擬於本月內啟動審理終止教席程序，質疑違反程序公義。

### 英籍夫婦留下遺書自殺
早上10時42分，一男一女由K11 ARTUS酒店式寓館高處墮下，倒卧在4樓露天茶座。救援人員到場經檢驗，證實兩人同告身亡，警方正封鎖現場調查。死者分別為61歲姓梁女子及67歲外籍男子Robert，兩人為夫妻關係，持有英國護照及香港身份證。消息稱，他們最近持英國護照來港，並登記入住酒店。警方表示，現場撿獲遺書，據知兩人遺下中文及英文的遺書，內容透露支持港人反修例，並對最近的社會事件感到不開心。消息稱，兩人於凌晨已墮樓，但至今早才被揭發。兩人被發現時只穿內衣褲，相信由樓上酒店房間墮下。

### 農曆年初二煙花匯演取消
政府宣布取消農曆年初二煙花匯演，民政事務局局長劉江華稱考慮了市民的安全決定取消，他又稱期間維港的幻彩詠香江，及旅發局在西九文化區舉辦的新春嘉年華將會繼續。

### 骆惠宁在新春酒会发表公开讲话
新任香港中联办主任骆惠宁在2020年中联办新春酒会上就对港工作等内容发表公开讲话。在提及反修例风波时，骆惠宁表示，从更长的历史维度看，香港的发展从来不是一帆风顺。他还说，“一国两制”在实践中也“不可避免会遇到各种新情况、新问题”，同时表示“要看清历史大势、保持坚定信心，相信没有任何力量能够阻挡香港‘一国两制’事业的步伐”。

## 16日

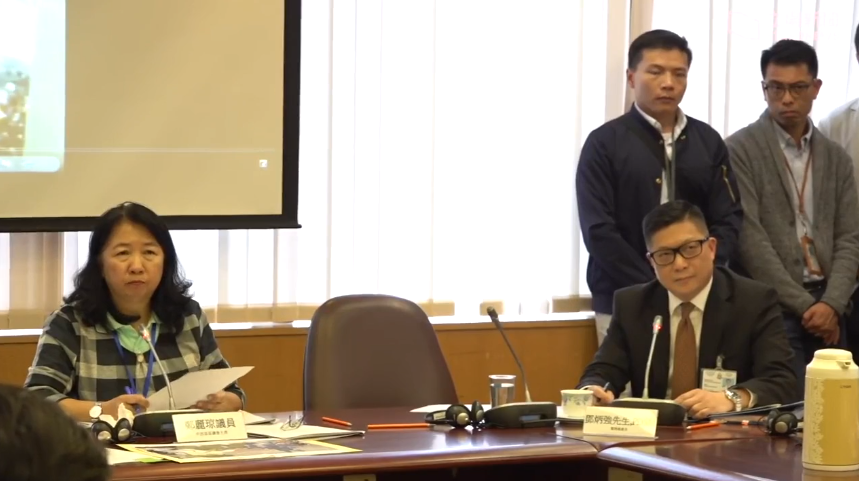
鄧炳強出席中西區區議會會議

### 多區和你Lunch
有网民再发起“和你lunch”，其中在觀塘駿業街遊樂場，有示威者在公園內高叫口號，約百名示威者集合後，人群起步走向巧明街方向，沿途高叫口號宣傳19日的遊行。另外在中環皇后像廣場，亦有网民发起「和你Lunch—和你寫」活動。數十人在場內叫口號及寫揮春，有警員在廣場出入口戒備。

### 鄧炳強出席中西區區議會會議
香港警务处处长鄧炳強出席中西区区议会会议，聆听及回应区议员的提问。會議尾聲有區議員提出臨時動議要求鄧炳強下台，譴責鄧監管不力，縱容警員濫權濫暴，鄧炳強、中西區民政事務專員及在場所有政府官員隨即起身離場。同時區議會议会通過兩項動議，包括“遏止警察暴力才能令香港回复平静”及“强烈谴责警方自去年6月反修例运动以来的滥权、滥暴对待示威者”。对此，香港特区政府发布新闻公报，表示特区政府不认同中西区区议会针对警方和警务处处长作出的临时动议。行政长官林郑月娥也在社交媒体上赞扬邓炳强在现场不卑不亢，据理力争。

### 監警會發聲明指延遲發布報告
監警會於當天召開特別內務會議，檢視會方就去年6月9日起發生的大型公眾活動而展開的審視工作進度，並決定不會按原定計劃發布首份階段性報告。因去年12月20日，高等法院批准一宗就監警會進行審視工作的權力的司法覆核申請，考慮司法覆核結果可能帶來的各種影響後，會議一致通過延遲發布上述審視工作的階段性報告，待司法覆核作出裁決之後再作決定。

## 17日

### 多區和你Lunch

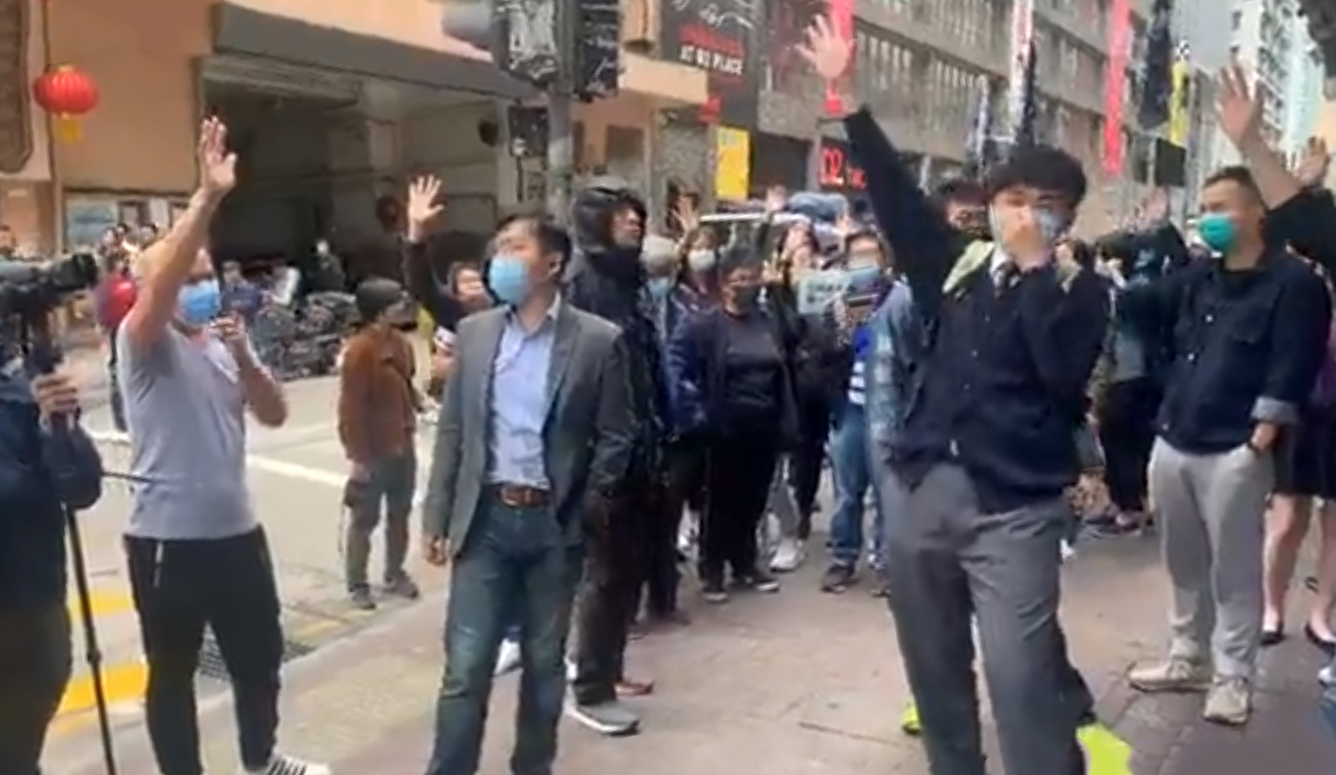
長沙灣「和你lunch」

有网民再在長沙灣和新蒲崗發起「和你lunch」活動。中午1時許，約30人在香港工業中心停車場聚集，沿途人群高叫口號。有防暴警員沿途戒備，行至荔枝角收押所外，約有70名示威人士大叫「釋放義士 還我公義」口號。而在新蒲崗大有街，亦有約50名市民集合，當中包括多名身穿校服的學生，他們其後步行至雙喜街解散，沿途有人高叫口號，而雙喜街對開亦有兩部警車戒備，整体游行相对平静。

### 大埔中學生集會

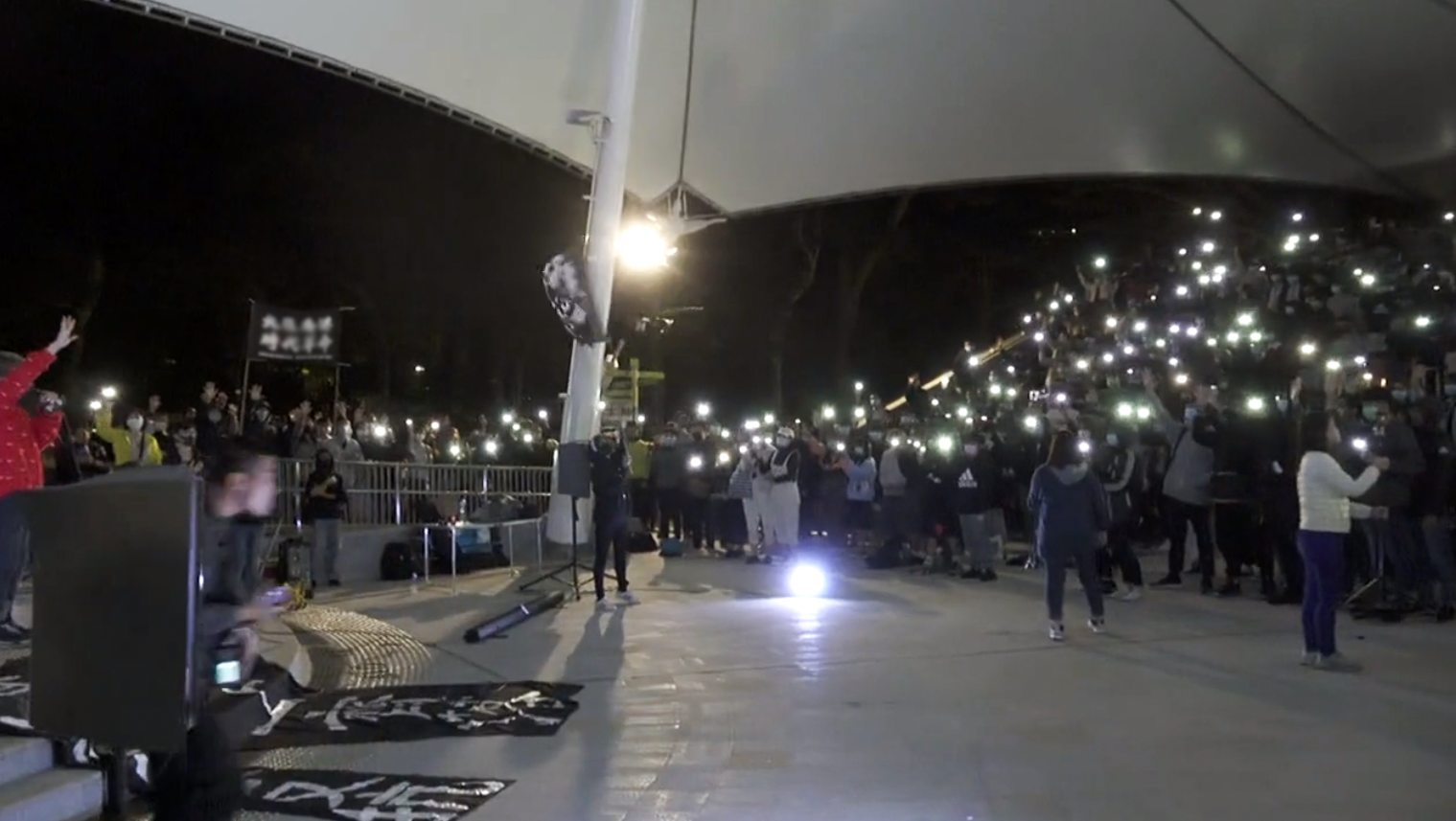
「大埔中學生發言平台」於大埔海濱公園露天廣場舉行集會

由大埔中學生組成的「大埔中學生發言平台」於大埔海濱公園露天廣場舉行集會，明言無懼「白色恐怖」，堅持爭取五大訴求。逾百名市民參與，大會亦邀請多名大埔區議員、藝人王喜和歌手阮民安發言。在集會旁，亦安排「和你寫」活動，讓在場人士寫新年給予流亡台灣的港人。

## 18日

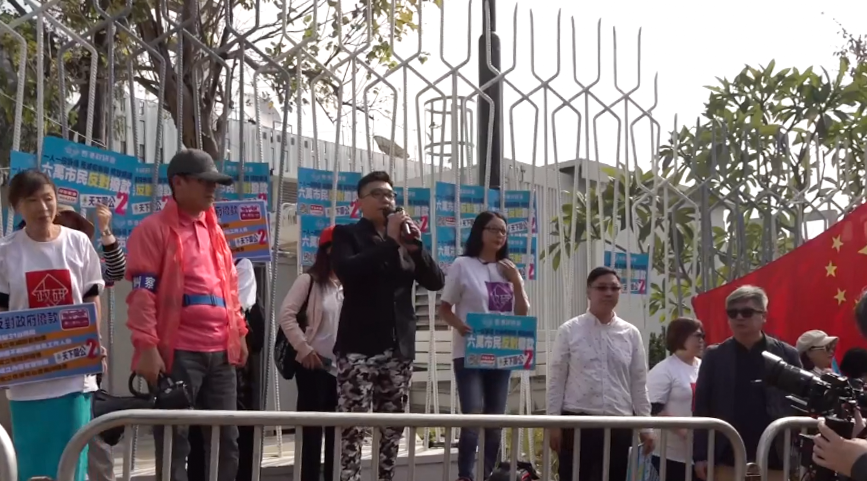
香港政研會前往九龍塘廣播道香港電台廣播大廈發起第二度包圍香港電台

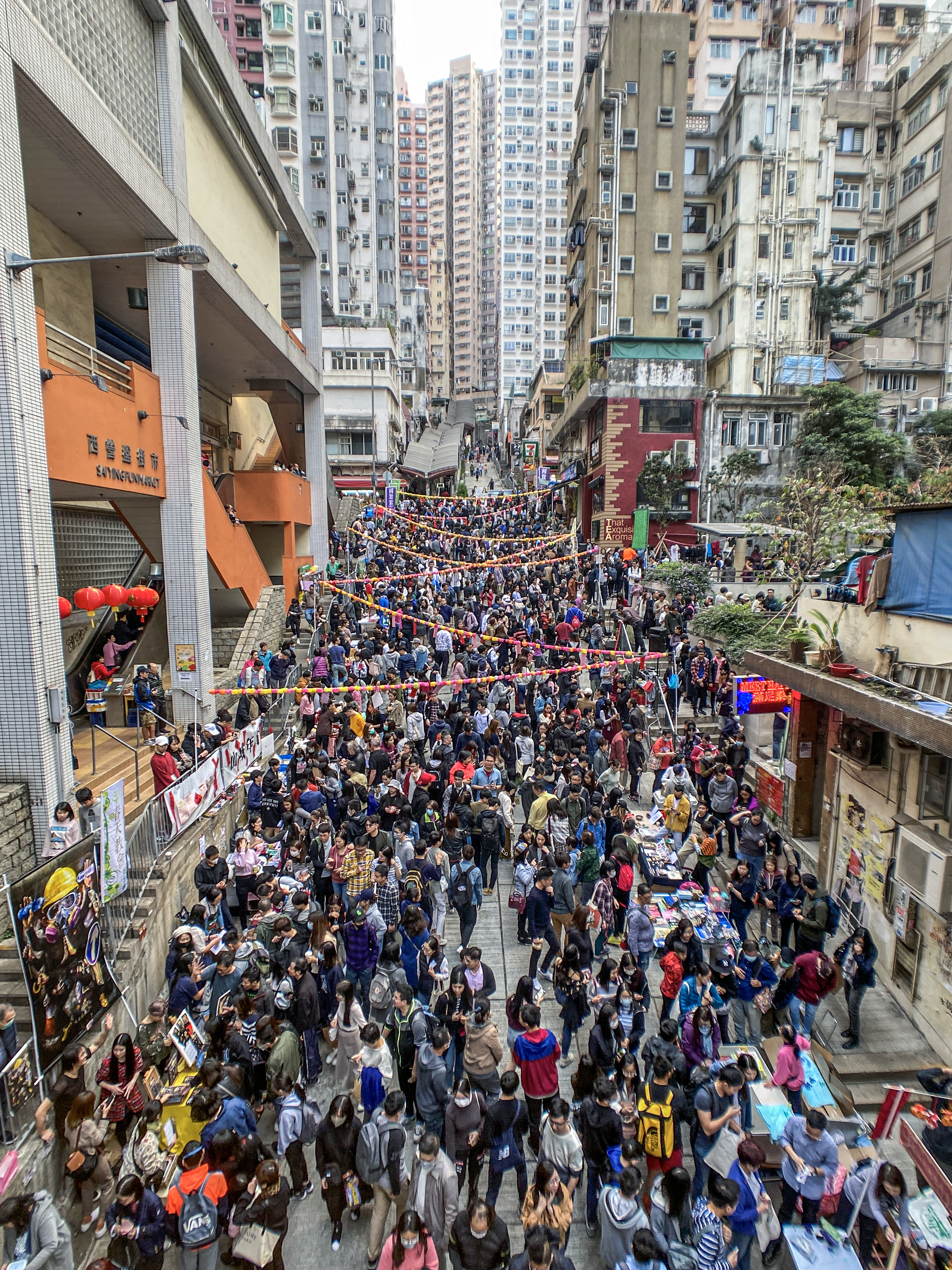
西營盤正街斜路「山城年宵」一連兩日（18及19日）舉行，人潮擠滿街道

### 萬人包圍港台行動
香港政研会发起“萬人包圍港台行動”示威，示威者前往九龍塘廣播道香港電台廣播大廈，近百名人士包圍香港電台廣播大廈正門及對出行人路抗議，在场高喊“反对香港电台”等口号，批評港台節目立場偏頗，要求改革，又發起一人一信作出投訴，並督責廣播處處長梁家榮安排直接對話，否則不排除於下月包圍其私人居所施壓。

### 旺角警署撐警集會
60多名市民中午到旺角警署聚集，支持警方執法及抗議大學製造「暴徒」，他們高呼「支持警察、嚴正執法、忠誠勇毅、止暴制亂」口號，並致送錦旗予警方代表，隨後一行人進入警署與一眾警員合照。

### 多區和你宵
由市民及區議員自發舉辦的年宵，分別在中西區，黃埔及紅磡碼頭等地方舉行。原定在中西區及紅磡碼頭舉行的年宵活動，不獲發臨時娛樂牌照，便改為由區議員發起的賀年街站形式，讓市民參加。不少年宵產品和街站遊戲均與反修例運動有關，吸引不少市民到場支持。期間中西區的賀年街站附近，有近40名警員在場駐守。

## 19日

### 天下制裁集會
民間集會團隊下午在中環遮打道及遮打花園舉行「天下制裁」集會，呼吁港府立即推行民主政改，否則呼籲其他國家制裁侵犯人權的香港官員及警方高層。期间一批防暴警在港鐵中環站內戒備，並搜查部分準備離開車站的人士，另一批防暴警在銀行街附近駐守並截查可疑人士。而水炮車及銳武裝甲車则在高等法院外的金鐘道戒備。約下午4時，有示威者在中環德輔道中包圍警員及投擲水樽等雜物，亦有人以鐵欄、雪糕筒設路障，以及設傘陣，堵塞中環德輔道中及雪廠街一帶，並在馬路上投擲磚頭，期間有人投擲漆彈，並塗污遮打花園附近大廈的外牆，更在中環遮打花園一帶破壞、縱火及堵路。遮打花園有警務人員與主辦單位溝通時受到襲擊，警方使用最低所須武力，施放催淚煙驅散在場人仕。香港特区政府發言人其后回应称，對有人要求外國政府干涉香港事務及實施制裁感極度遺憾，重申外國不應干預港府內部事務。集會申請人劉頴匡見記者後，被警方以「煽動群眾情緒、令遮打花園逼爆、違反集會不反對通知書」的理由作出拘捕。

### 旺角警民衝突

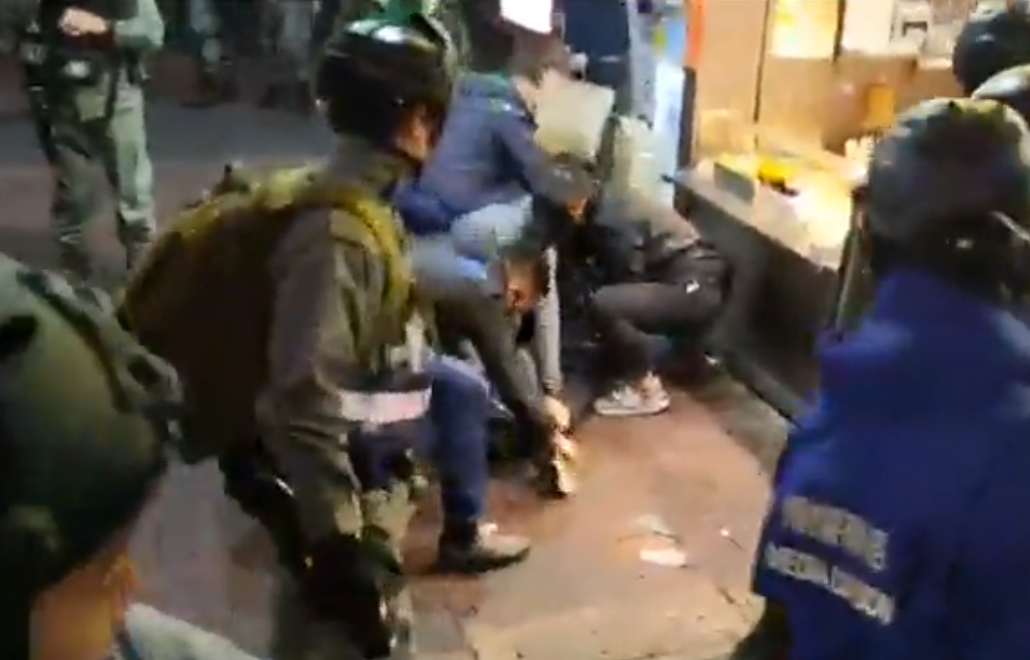
警方突然衝出防線，至少4名便衣警員在西洋菜南街旁的小食店埋伏，有人被制服

晚上約9時半，有黑衣人在旺角彌敦道以垃圾桶堵路，警方派員到場戒備，現場交通受阻，並有圍觀市民指罵警員，警方在場舉起藍旗，警告在場人士或正參與非法集結。期間警員曾向市民和記者方向噴射胡椒噴霧，多名記者被噴中不適。警員之後截查戴口罩人士，一名遇截男子一度與警員口角爭執，1月20日凌晨，再有示威者在豉油街及西洋菜南街街口設置路障，警員隨後進行清理。衝突至少有5人被捕。

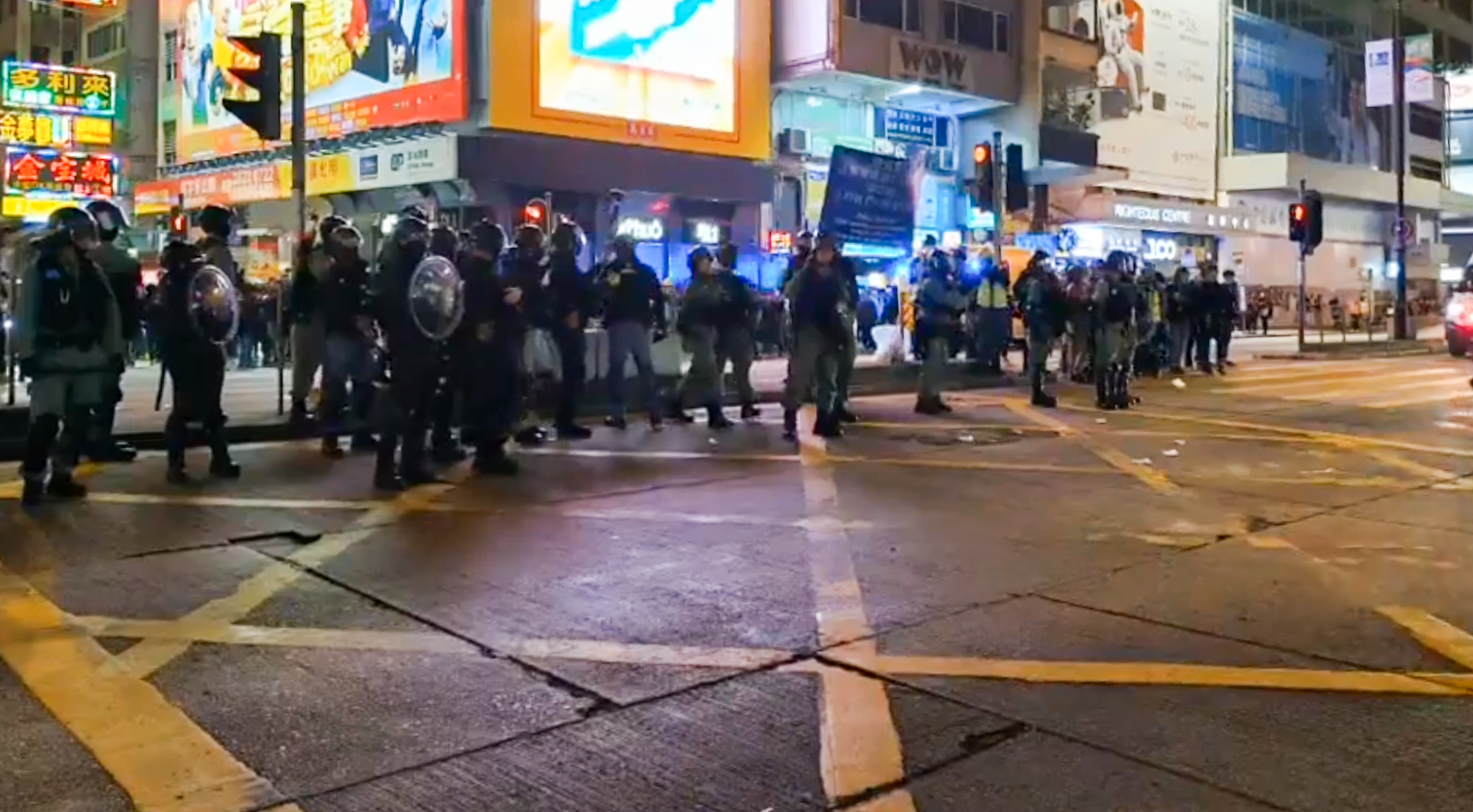
防暴警在旺角彌敦道舉起藍旗，警告在場人士或正參與非法集結
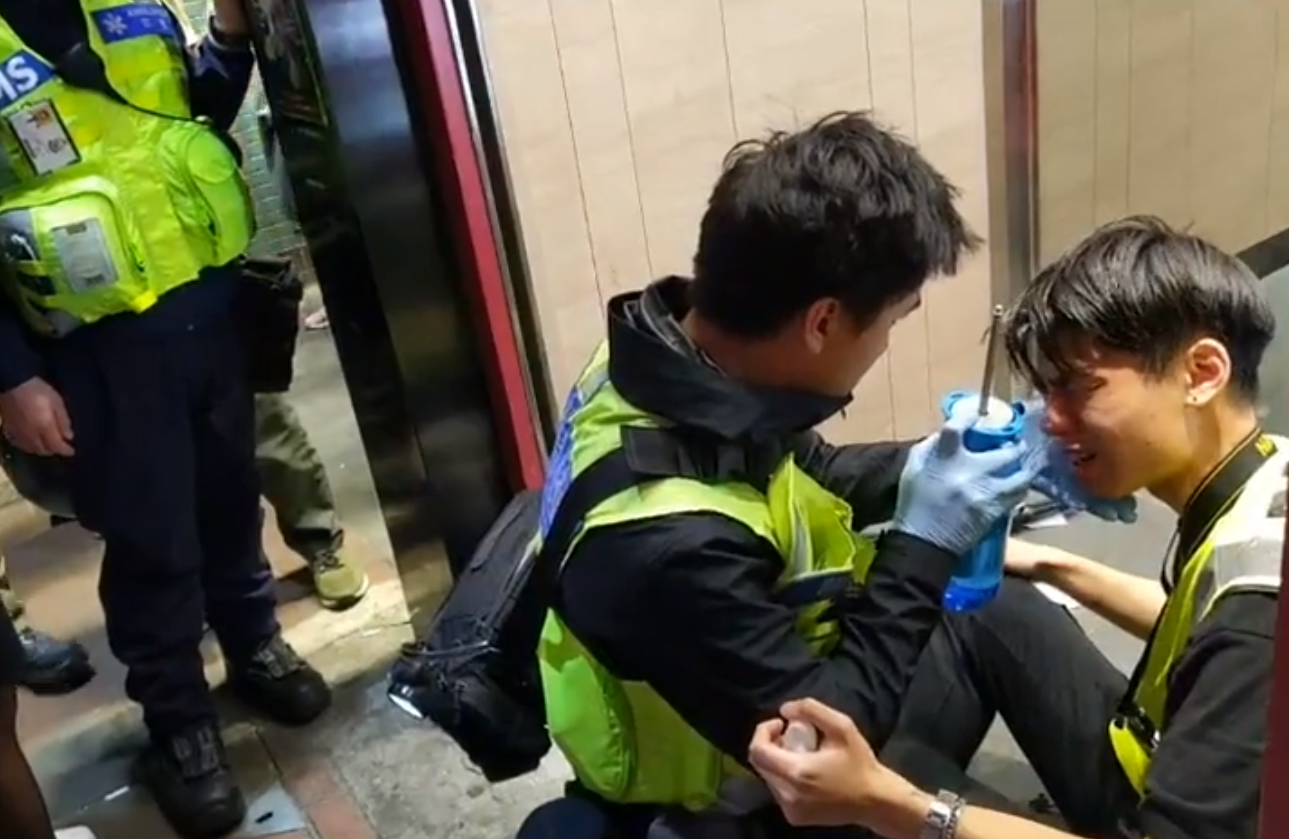
有記者被噴胡椒噴霧感到不適，需要救護員協助
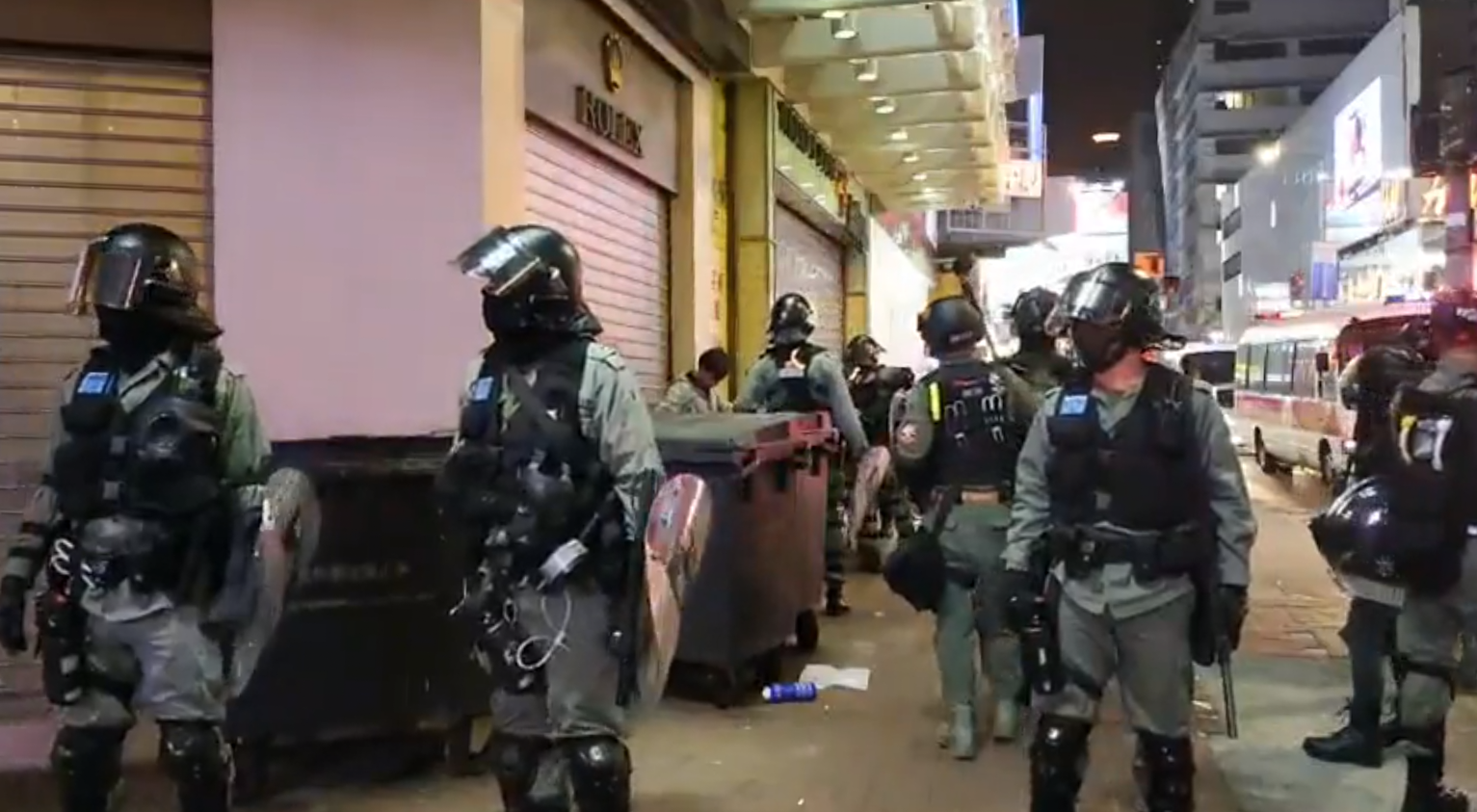
防暴警封鎖登打士街，並截查市民
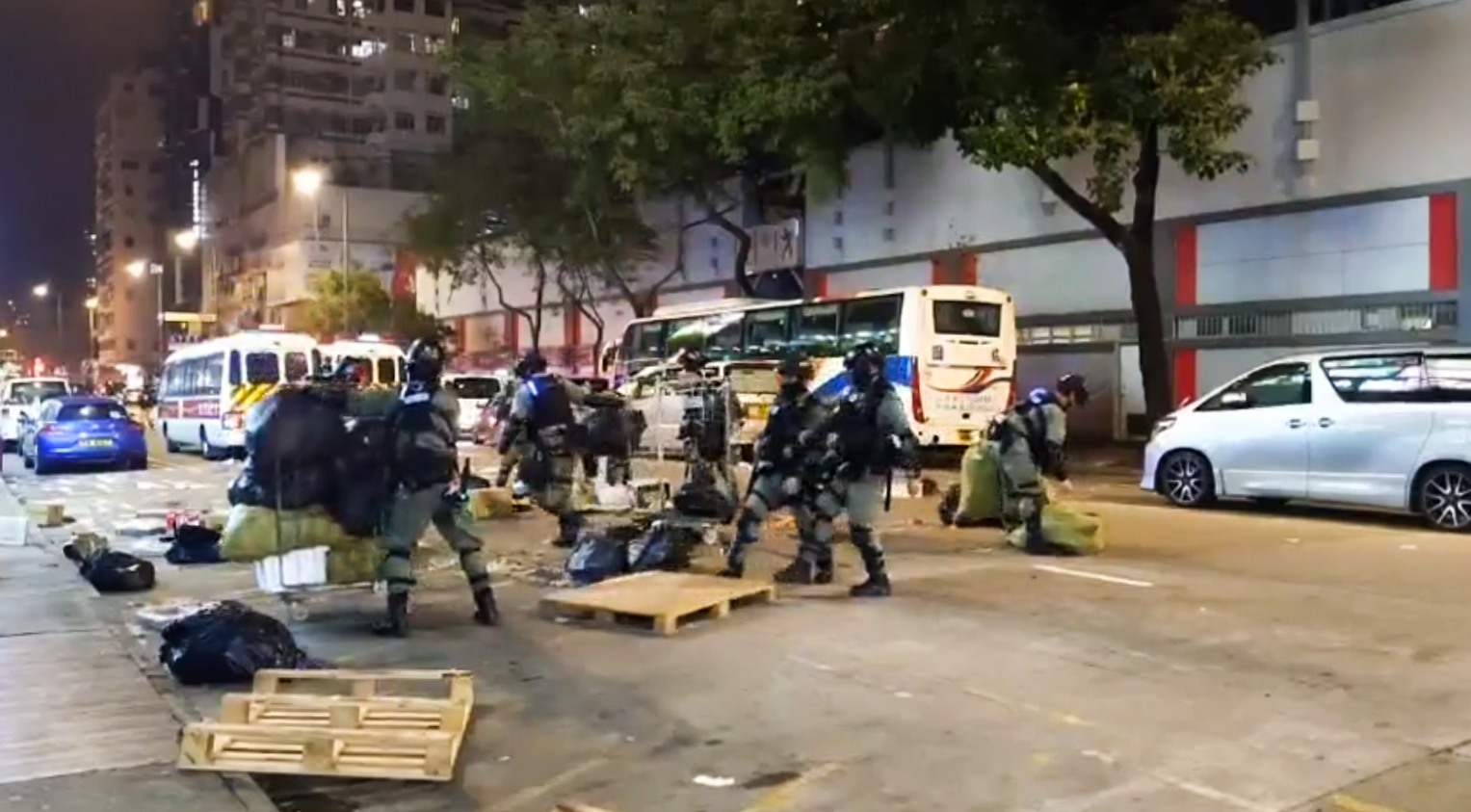
示威者利用垃圾堵路，防暴警到場清理
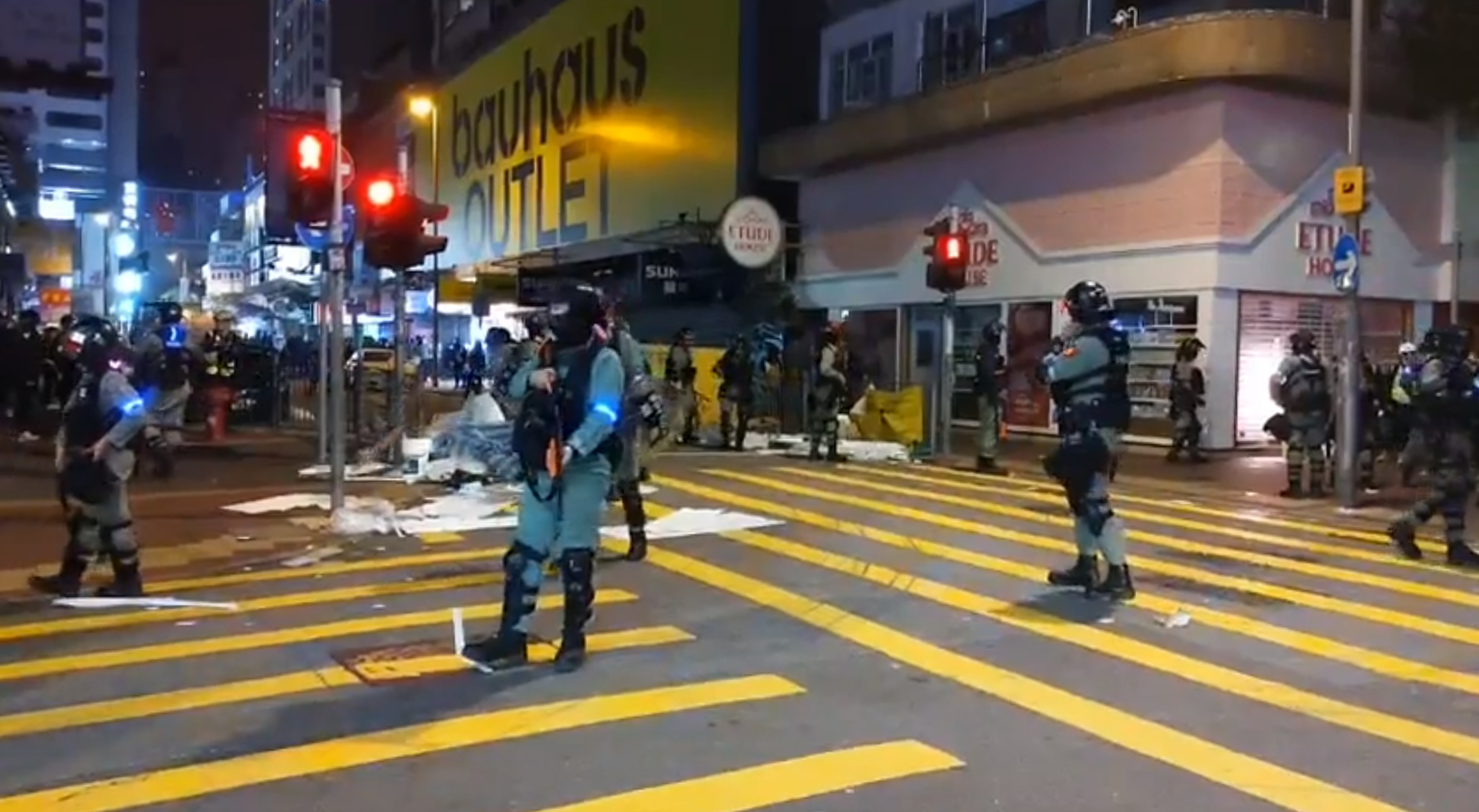
凌晨12時許，防暴警到西洋菜南街清理路障

## 20日

### 中環和你Lunch

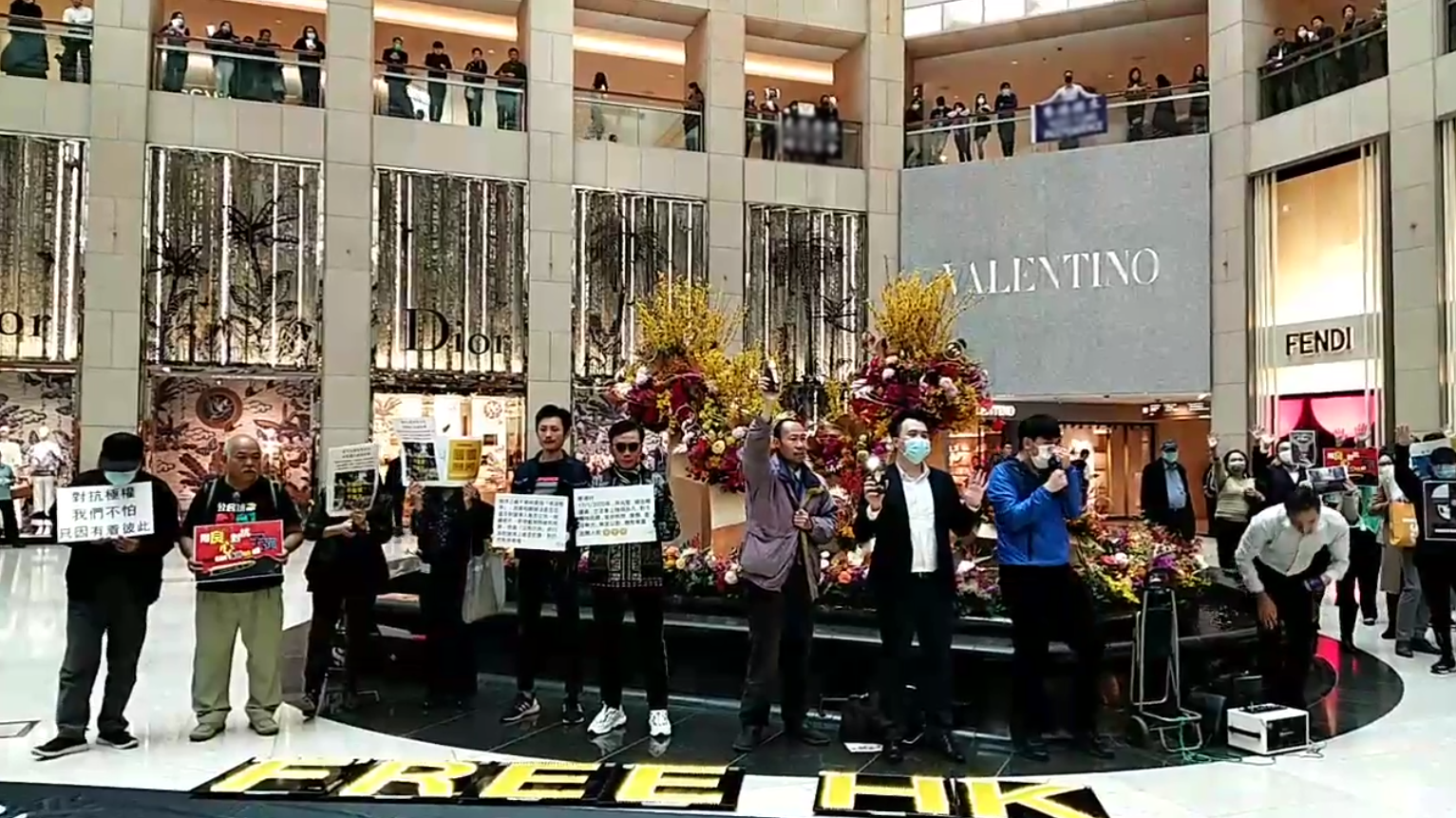
中环置地廣場「和你lunch」，中庭範圍有不少人參與

中午時分，近百名市民聚集中环置地廣場中庭參與「和你lunch」活動，高呼反修例運動口號，亦有針對警隊的「解散警隊，刻不容緩」、「忠誠勇毅，不知所謂」。下午2時，一名男子到場稱在場人士高叫「黑警死全家」，之后雙方發生爭執，期間曾阻擋一名記者拍攝，保安到場嘗試調停但未成功。

### 毋忘7.21半週年集會

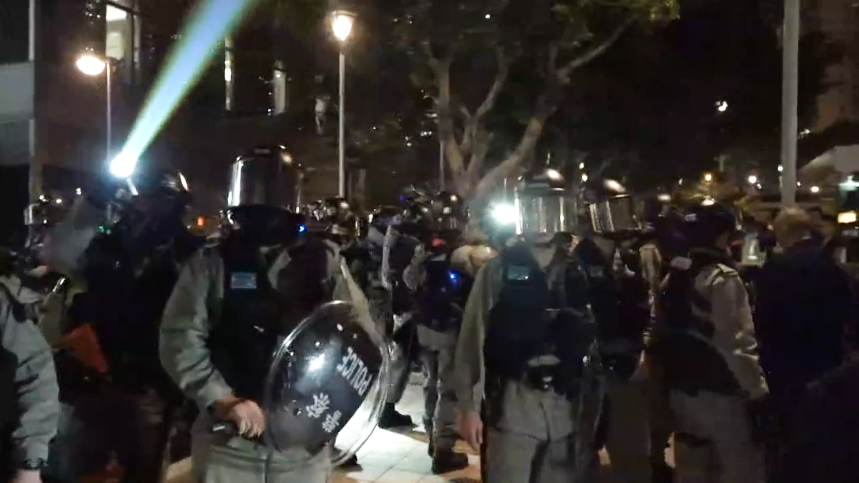
集會結束前，一名紅衣男子懷疑拍攝在場人士照片而被「私了」，大批防暴警察很快到場築起封鎖線

有團體于2020年1月20日在天水圍嘉湖銀座外的廣場舉辦7.21「半周年」集會，以「守護真相，毋忘185/6=721」為主題。晚上7時半約有百名市民參與，集會以話劇形式開始，內容講述市民在7月21日西鐵元朗站等待警方來臨的39分鐘所經歷的事情。不過到晚上約9時半後，集會結束前，一名紅衣男子懷疑拍攝在場人士照片而被「私了」，面部受損有血迹。大批防暴警察很快到場築起封鎖線，在商場外圍和天水圍公園推進，截查最少3人，搜查隨身背包後獲得放行。

## 21日

### 李國能拒絕加入獨立檢討委員會
《明報》引述消息指政府曾邀請前終審法院首席法官李國能擔任獨立檢討委員會主席。惟李國能認為只有具獨立調查權的獨立調查委員會才能解決社會問題，因而拒絕加入欠缺調查權的獨立檢討委員會。

### 長沙灣和你Lunch
下午1时，有市民在长沙湾道香港工业中心举行“和你lunch”集会。有示威者高举旗帜，大批警员和防暴警察到荔枝角戒备，一度警告市民正参与非法集结，随后在荔枝角站B2出口外截查游行市民。

### 元朗襲擊事件六個月靜坐

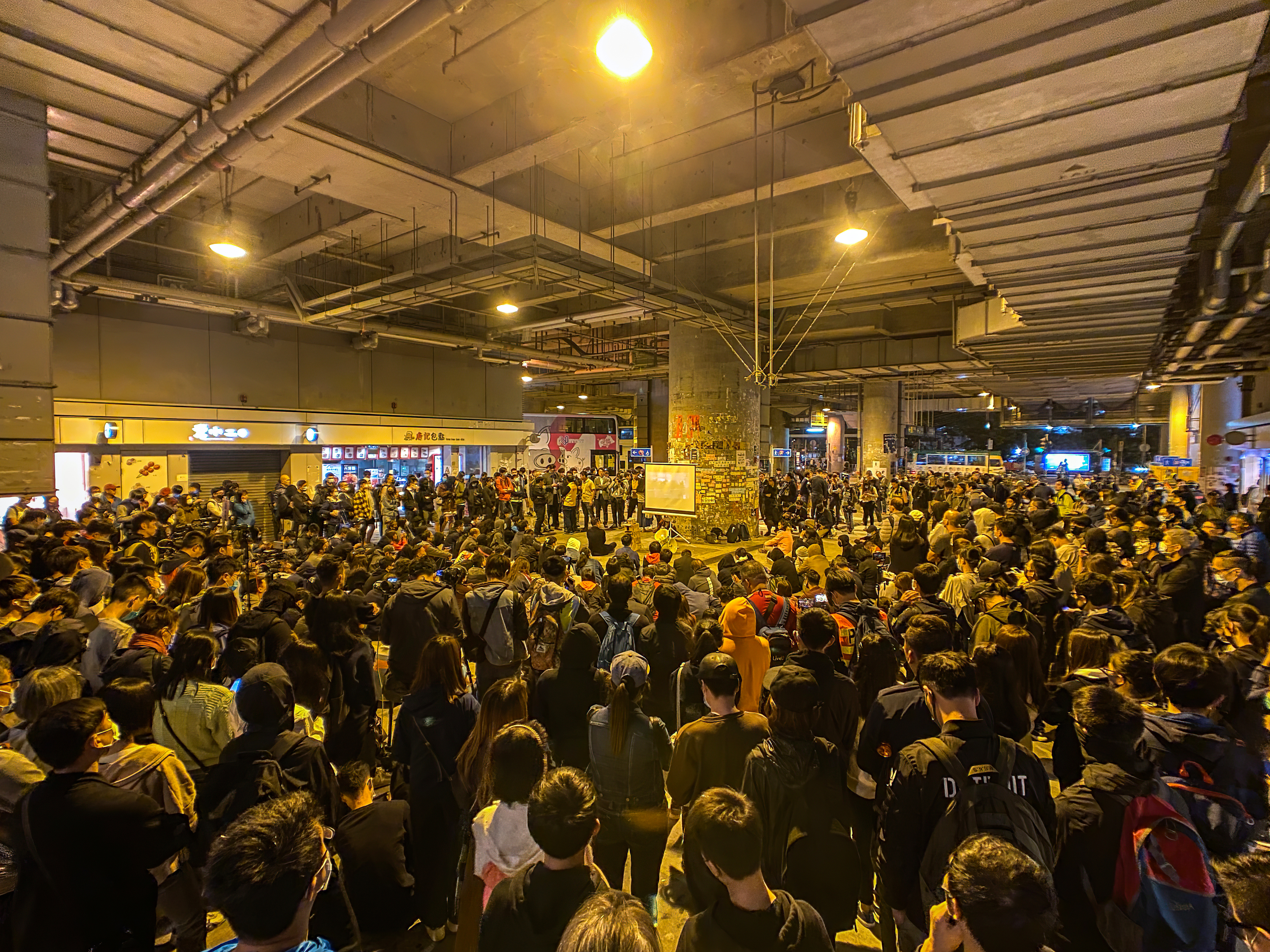
721事件半周年，市民在元朗站地面靜坐

1月21日正值元朗襲擊事件事发满六個月，有網民發起在多個港鐵站靜坐。其中在銅鑼灣站約50名市民聚集，他們大部分人都戴上口罩，不時高呼反修例口號，又播放反修例歌曲。在元朗，一批民主派議員舉行放映會，並促請當局徹查721事件。其後大批防暴警到場，胡亂向市民施放胡椒噴霧。其中2名路過的少年被便衣警拉入公園噴椒及膝壓在地制服，兩人涉嫌刑事毀壞被捕，其中15歲男童亦同時涉嫌無牌管有無線電通訊器具被捕。

## 22日

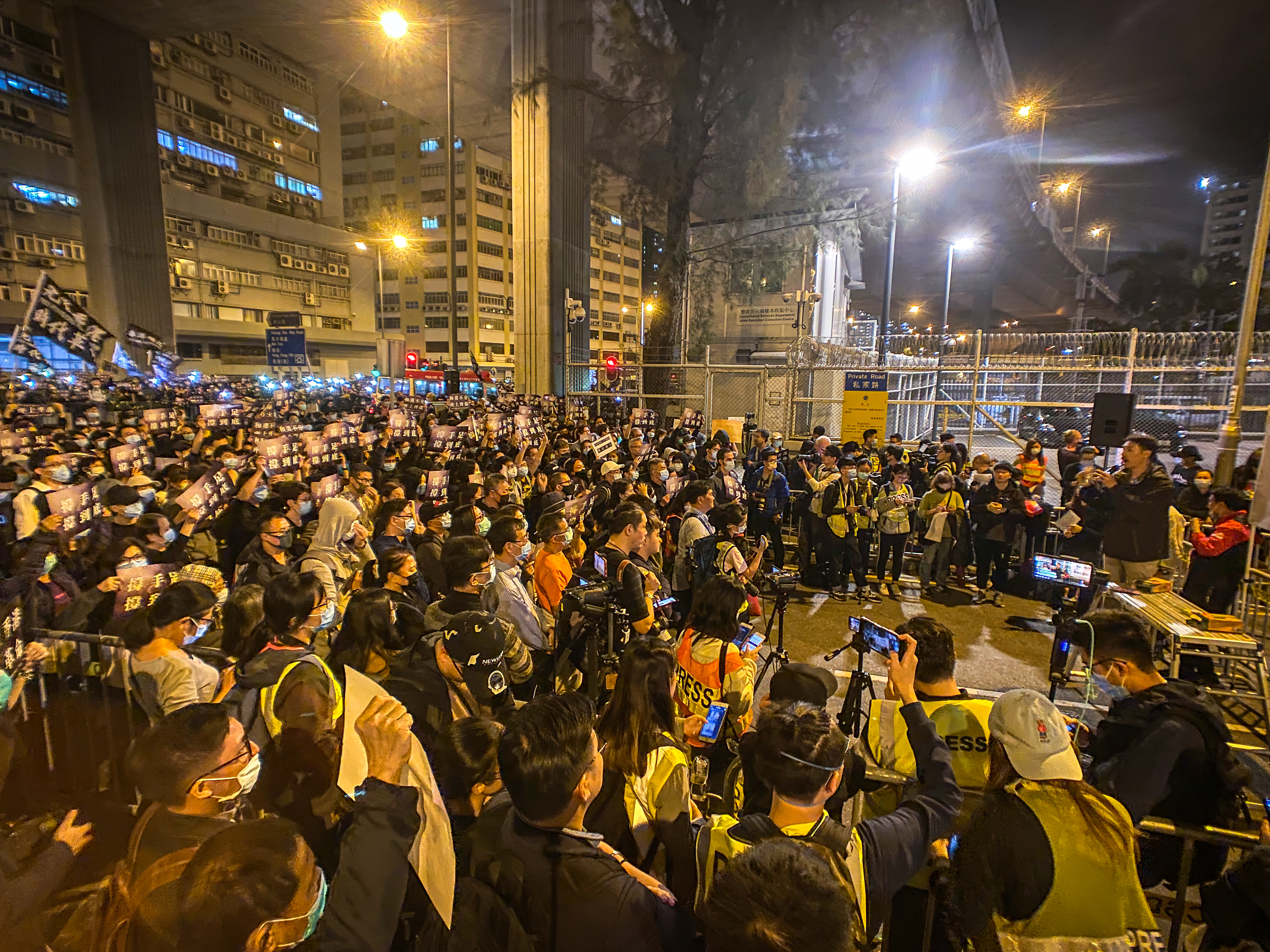
邵家臻指「和你團年飯」集會有8000人出席

### 鄧炳強出席荃灣區議會會議
警務處處長鄧炳強出席荃灣區議會會議，接受區議員質詢。有支持警察的市民到會議場地外的荃灣多層停車場大廈手持國旗和標語，不時高叫「支持警察、嚴正執法」、「支持一哥、購買電槍」等口號。会上，鄧炳強强调沒有“831死人事件”，只有“1111和1113慘案”。

### 手足和你團年集會
立法會議員邵家臻發起「手足，和你團年」活動，呼籲參加者晚上8時到荔枝角收押所外集會，並且攜帶清茶淡飯，與被捕人士一起吃團年飯。集會在晚上約9時45分結束，邵家臻指有8000人出席。

### 香港問題納入中美貿易談判
美國總統特朗普在瑞士達沃斯出席世界經濟論壇時表示，中國人權及香港問題將是中美兩國第二階段經貿談判內容的一部份。

## 23日

### 高鐵西九龍站抗議行動

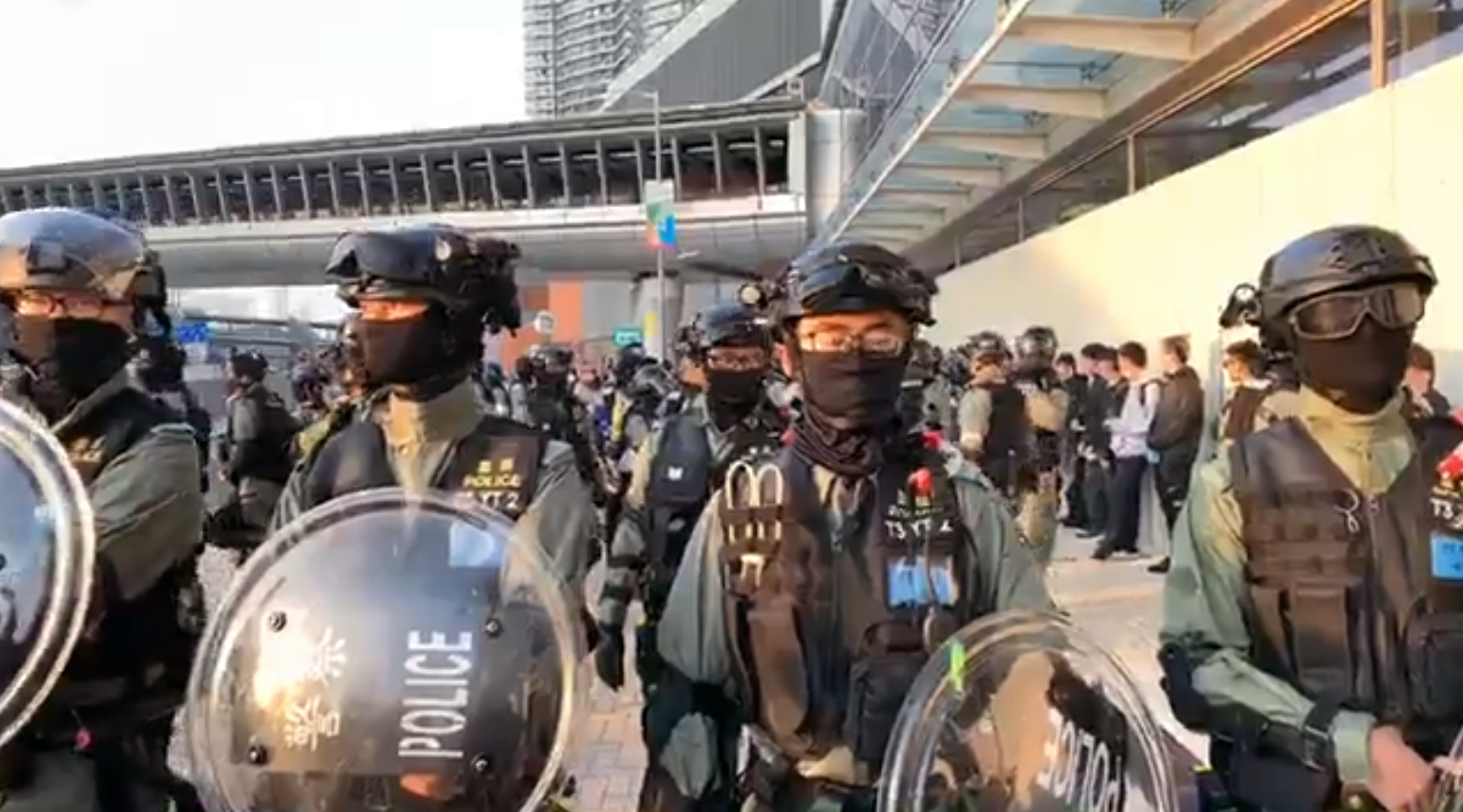
多名防暴警員在柯士甸站外到場戒備，並截查大批黑衣人士

因应2019冠状病毒病疫情，一批身穿黑衣、戴口罩的示威者下午5時到西九龍站外發起「封鎖行動」，聲稱不滿政府繼續讓內地旅客來港，讓肺炎疫情傳入香港。大批防暴警察到場戒備，並截查黑衣人士的證件及隨身物品。較早前，多名油尖旺區議員到西九龍站外請願，要求政府封站並加強口岸檢疫。當區區議會副主席余德寶指，日前已向當局提交文件，要求在高鐵站及直通巴士站強制旅客填寫健康申報表，但對方以「勿引起公眾過分恐慌」為由拒絕。

### 許智峯私人檢控西灣河開槍警企圖謀殺罪
民主黨立法會議員許智峯今日入稟法庭正式提出私人檢控，控告開槍警員交通部警署警長關家榮企圖謀殺罪，並以意圖造成身體嚴重傷害而射擊作交替控罪，為首宗私人刑事檢控警察的案件。

### 中環和你Lunch
有網民發起「和你lunch」示威活動表達訴求，中午1時許，中環國際金融中心商場有上班族響應，10多名市民在商場內集合，各人手持文宣及大叫口號，其後參加者增至40多人。約下午2時，參加者和平散去。

### 順利邨突發行動
有網民發起「順利邨 突發行動」，在觀塘順利邨商場叫口號，其間有示威者縱火，向馬路投擲懷疑汽油彈，一名休班警追截時受傷，其後防暴警趕抵將示威者驅散，並截查多人。

## 24日

### 黃大仙和你Suck

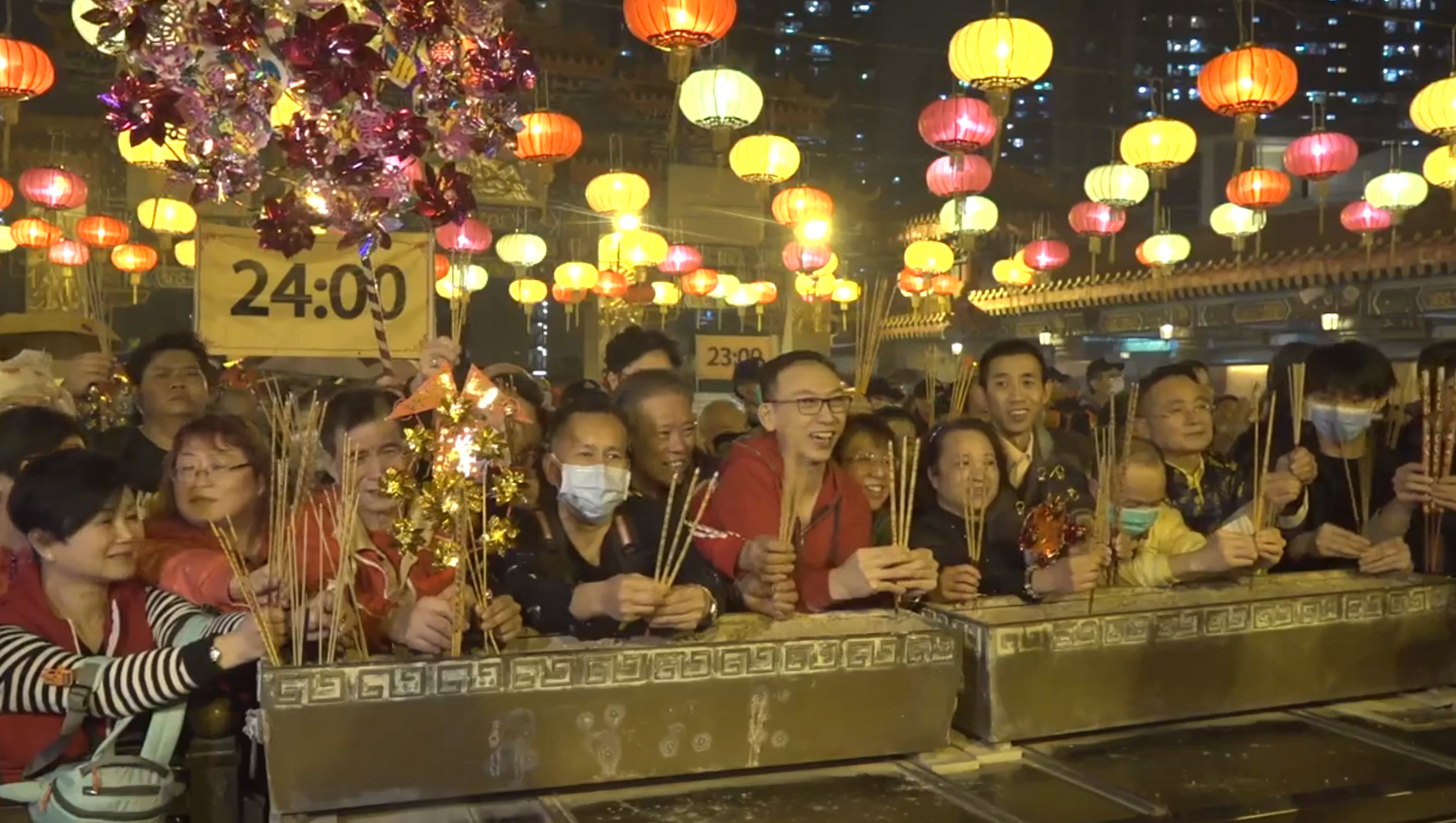
大批善信晚上到黃大仙祠上頭炷香

大批善信晚上到黃大仙祠參拜，踏入子時(晚上11時)，在祠方安排下，讓第一批善信進入祠內上頭炷香，現場隨即有頌經儀式；而黃大仙祠外有警員搜查市民身份證，一度引來市民圍罵，他們大部分戴上口罩。期間有近100名黑衣人在大叫反修例口號，並有市民揮動寫上口號旗幟，防暴警在場戒備，氣氛緊張，其後有2名市民被警員截查，大批黑衣人向警員叫罵；亦有多名立法會議員到場了解情況，警員則向在場市民保持冷靜，而被截查市民及後獲放行。

### 撐在囚手足集會
農曆年三十晚，有不少市民於荔枝角收押所外舉行集會，聲援在囚示威者。有人高舉「和勇不分」、「齊上齊落」標語，又舉起手機亮燈，表示「撐手足、撐到底」。

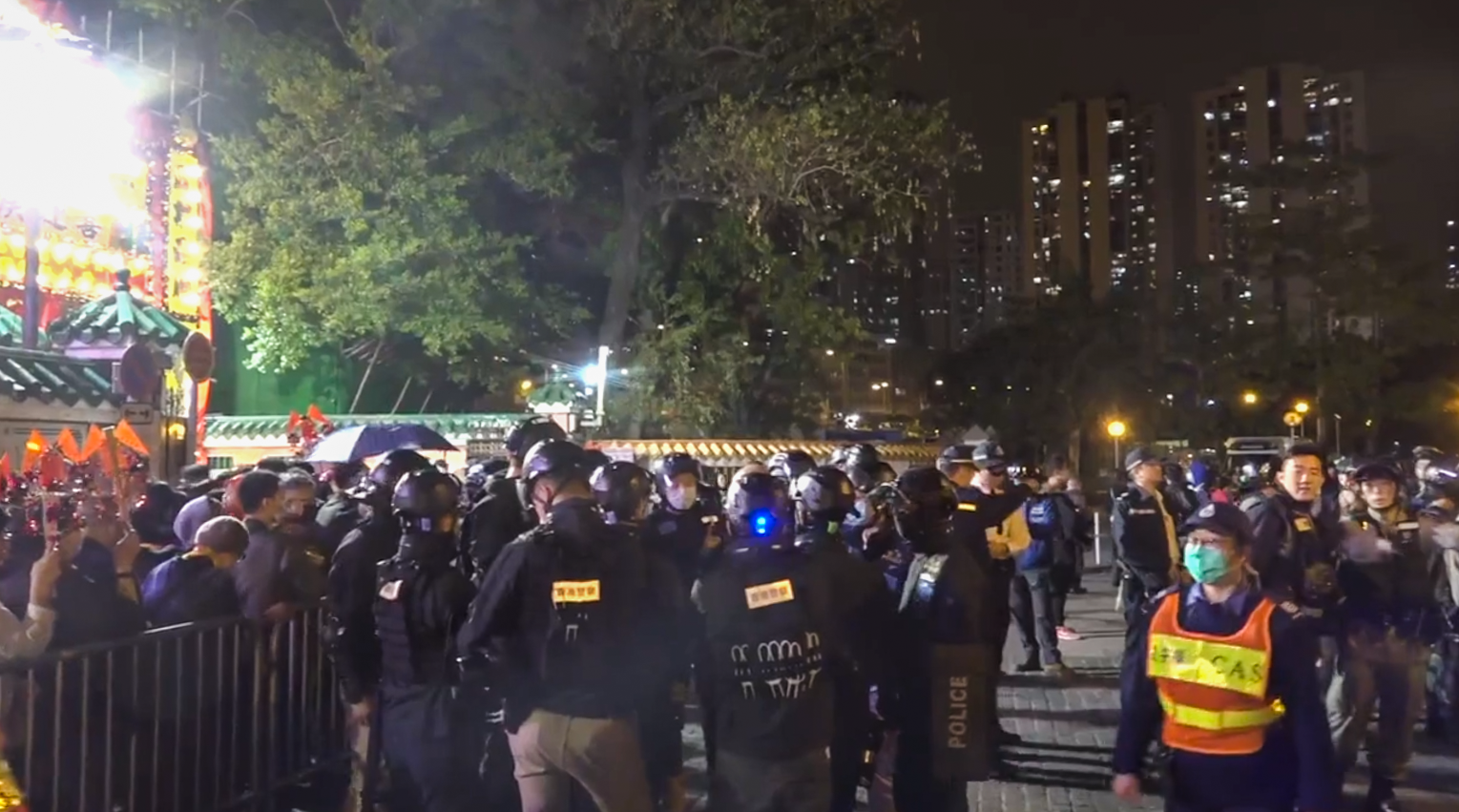
黃大仙祠外有大批警員戒備
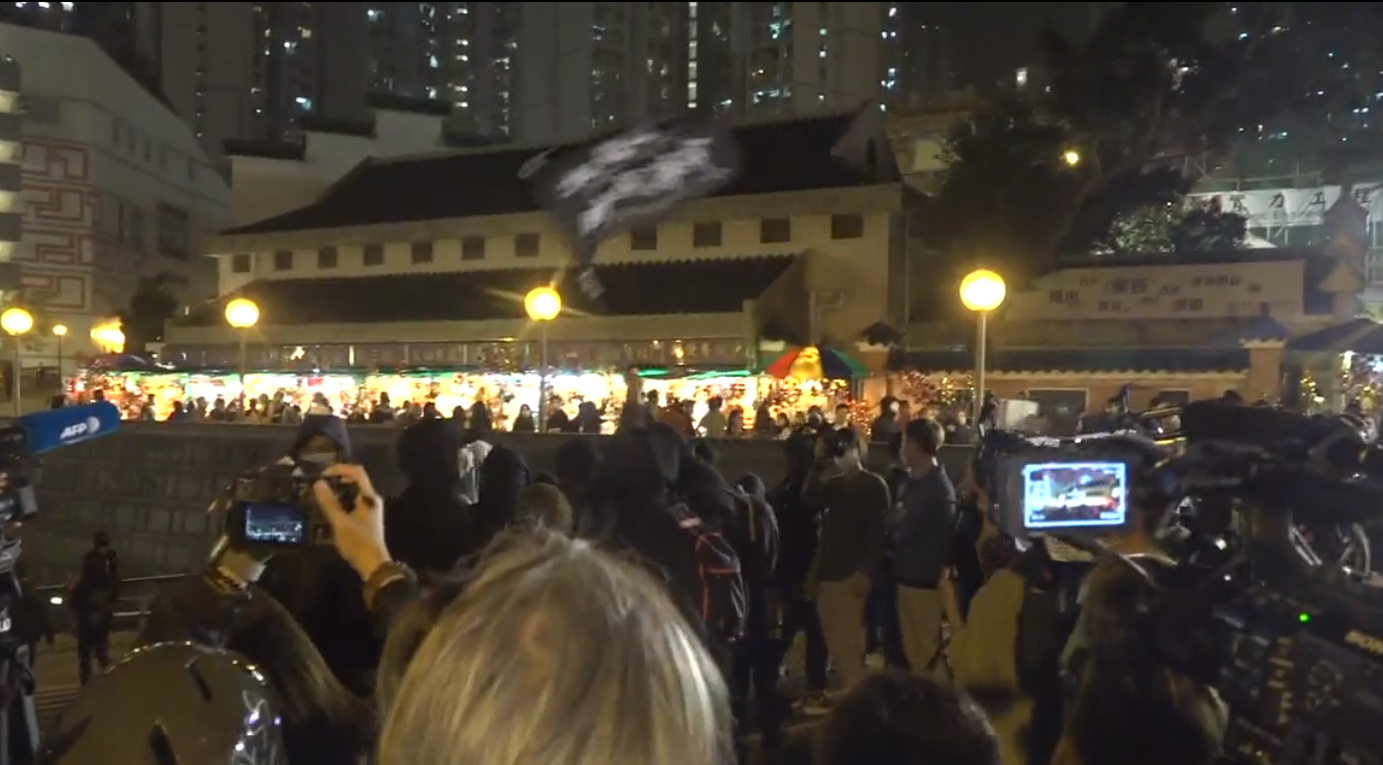
示威者在黃大仙祠外叫口號
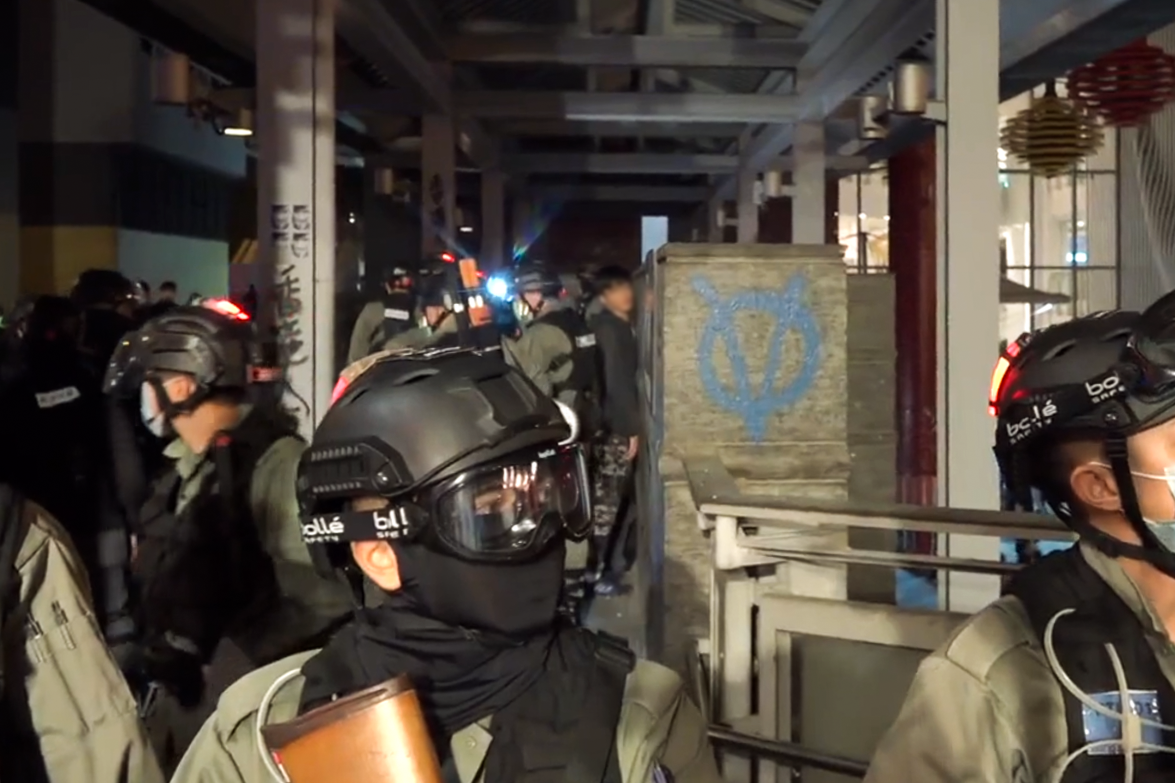
黃大仙祠外有防暴警員搜查市民
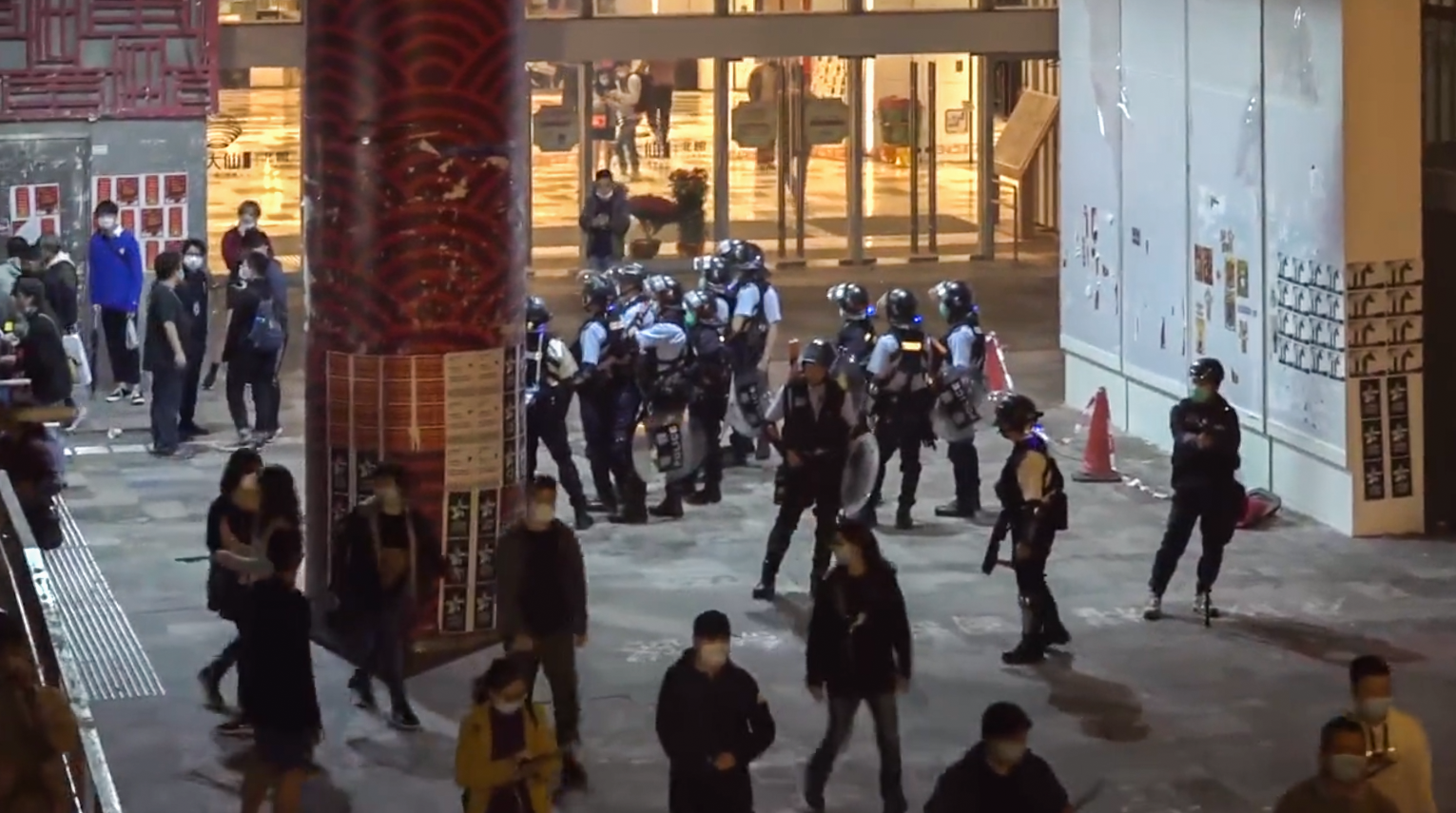
黃大仙中心南館外有多名軍裝警員戒備

## 25日

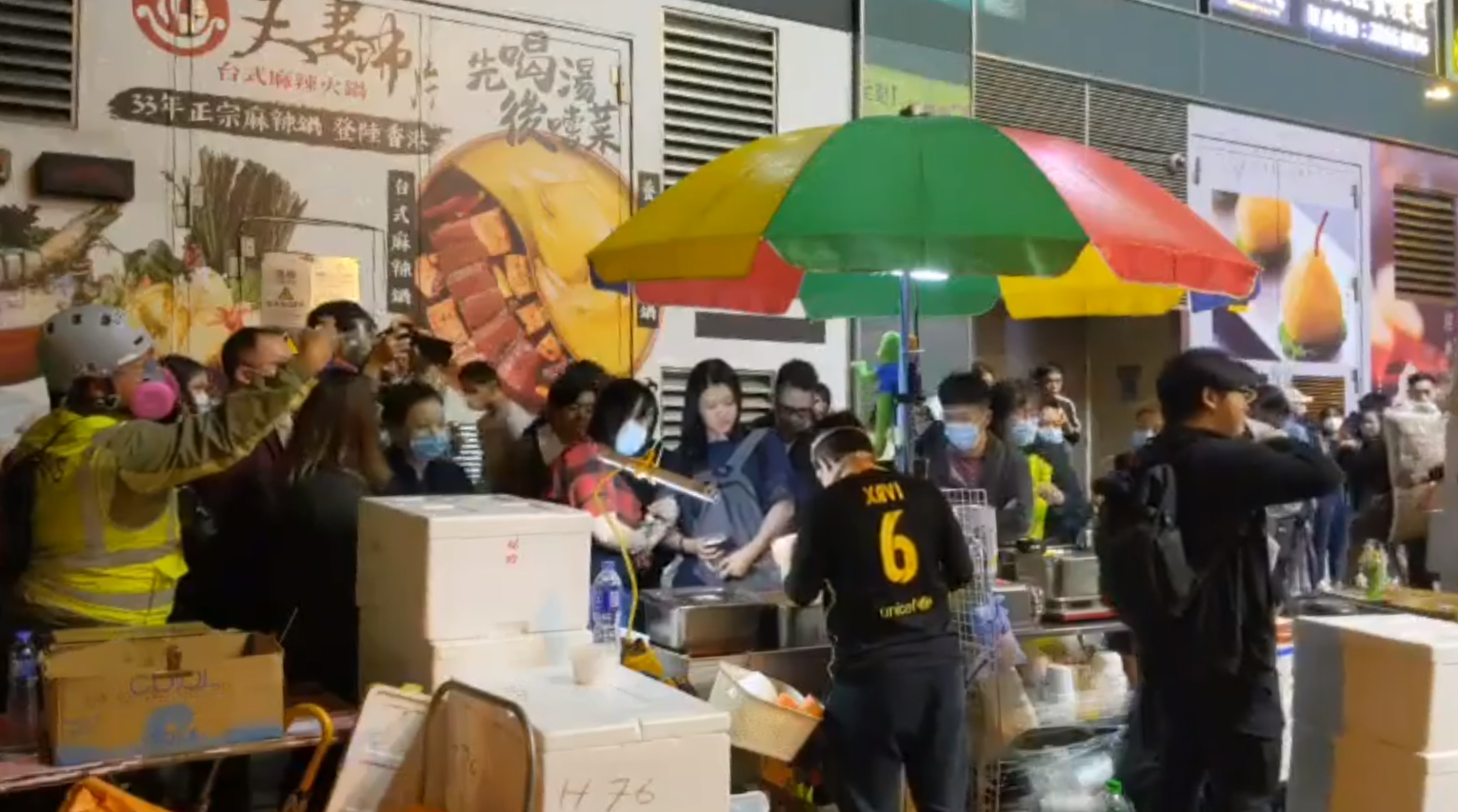
旺角騷亂四週年，砵蘭街則有多個小販開檔售賣熟食

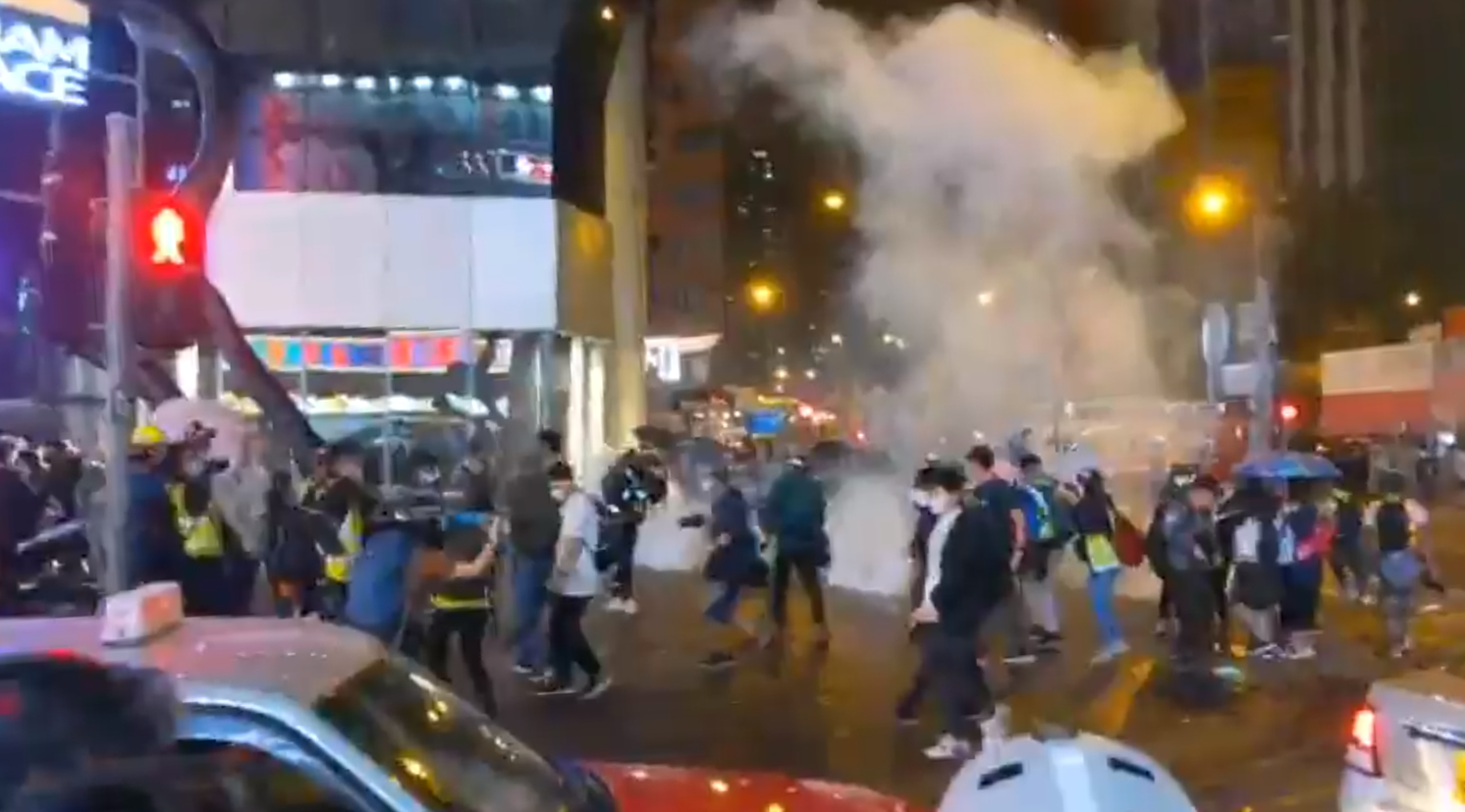
警方在未有舉旗下，向朗豪坊方向擲手投式催淚彈，人群隨即散開

### 民間集會團隊暫停大型集會遊行1個月
曾多次籌辦反修例公眾活動的民間集會團隊下午在Facebook上宣布，因應持續擴大及惡化的2019冠状病毒病疫情，基於公眾健康考慮，決定暫停舉辦大型集會或遊行直至2月24日，小型集會仍將持續。

### 旺角騷亂四週年紀念行動
適逢於2016年年初一至年初二的旺角騷亂發生農曆四週年，有人發起到旺角紀念事件。砵蘭街則有多個小販開檔售賣熟食，亦有不少市民到場購買街頭美食，一批防暴警在彌敦道一帶巡邏戒備，並進行搜查行動，期間警方在彌敦道近豉油街附近曾舉起藍旗，據知有一名男子與在場警員發生口角，其後被警員按低在地上制服並帶走。
在晚上10時許，有黑衣人在山東街和砵蘭街交界一度以垃圾作路障，大批防暴警趕至砵蘭街，帶頭的警車高速衝向聚集馬路上的人群，黑衣人隨即四散，大批防暴警員落車追捕，有黑衣人被制服按在路上。晚上11時，當警員退至亞皆老街戒備準備離開時，有人向警員擲雜物。警方在未有舉旗下，向朗豪坊方向擲手投式催淚彈，人群隨即散開，有人走入仍然營業的商戶躲避。現場多人只佩戴外科口罩，吸入催淚煙不適。

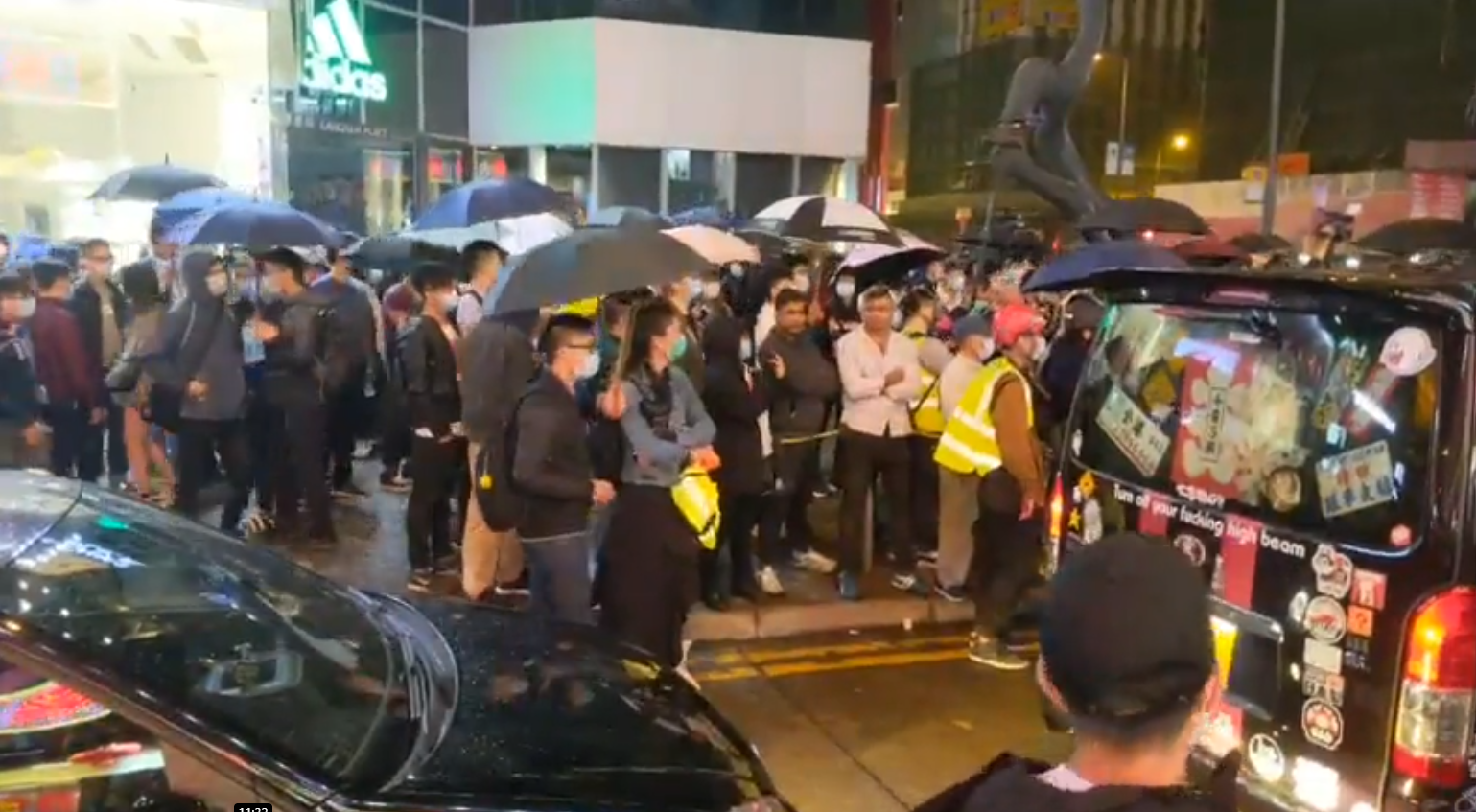
晚上10時許，不少人在山東街和砵蘭街交界舉起雨傘
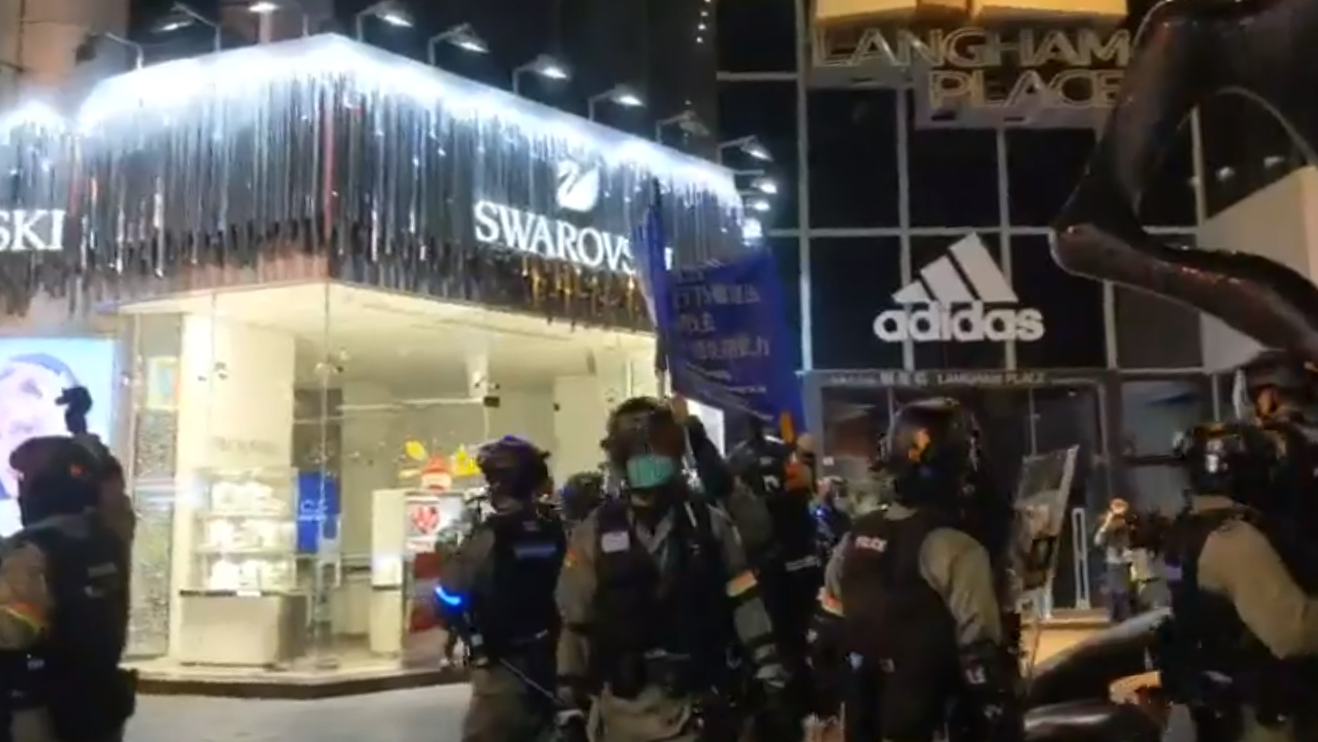
防暴警在朗豪坊對出舉起藍旗
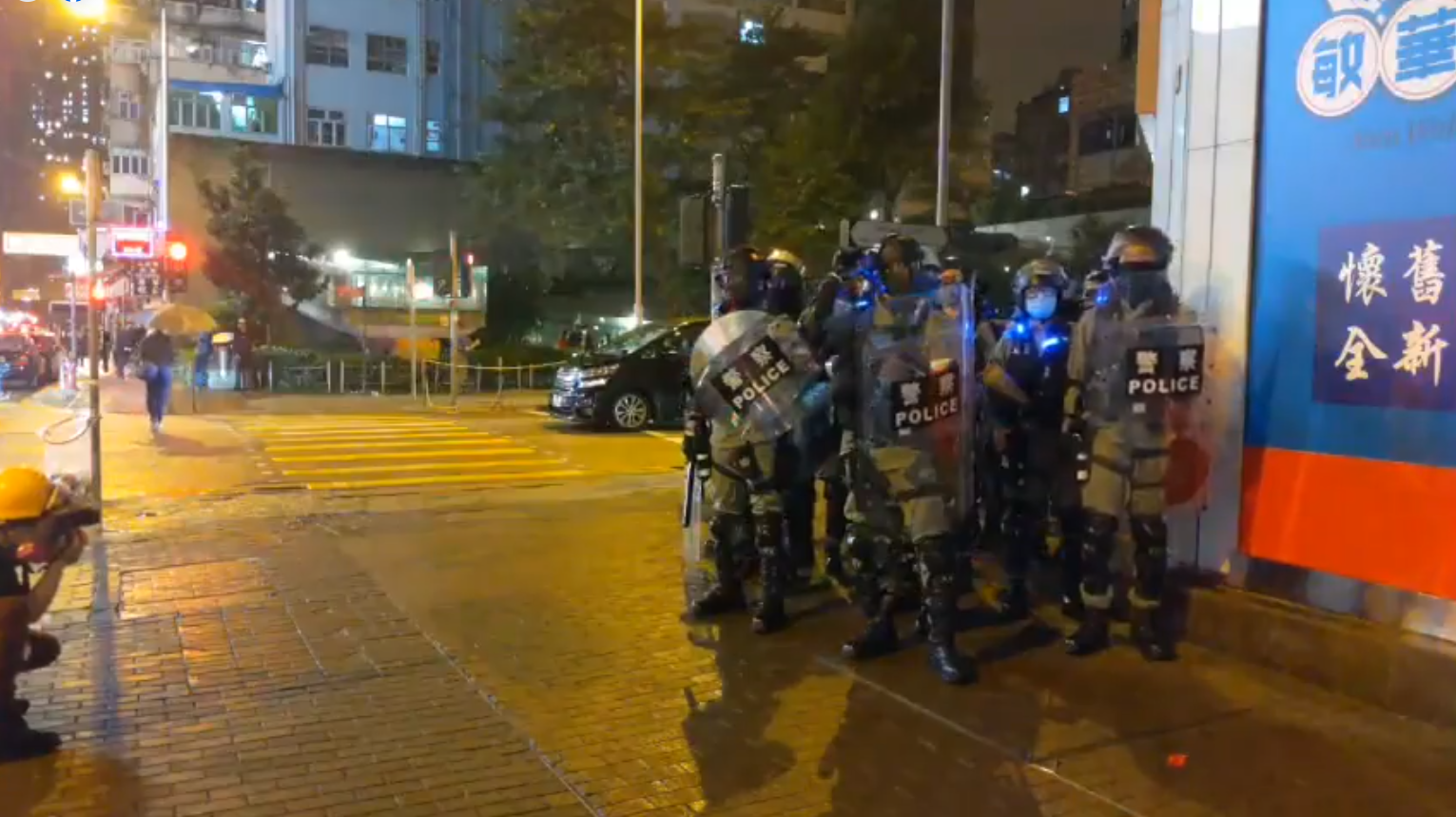
防暴警在上海街
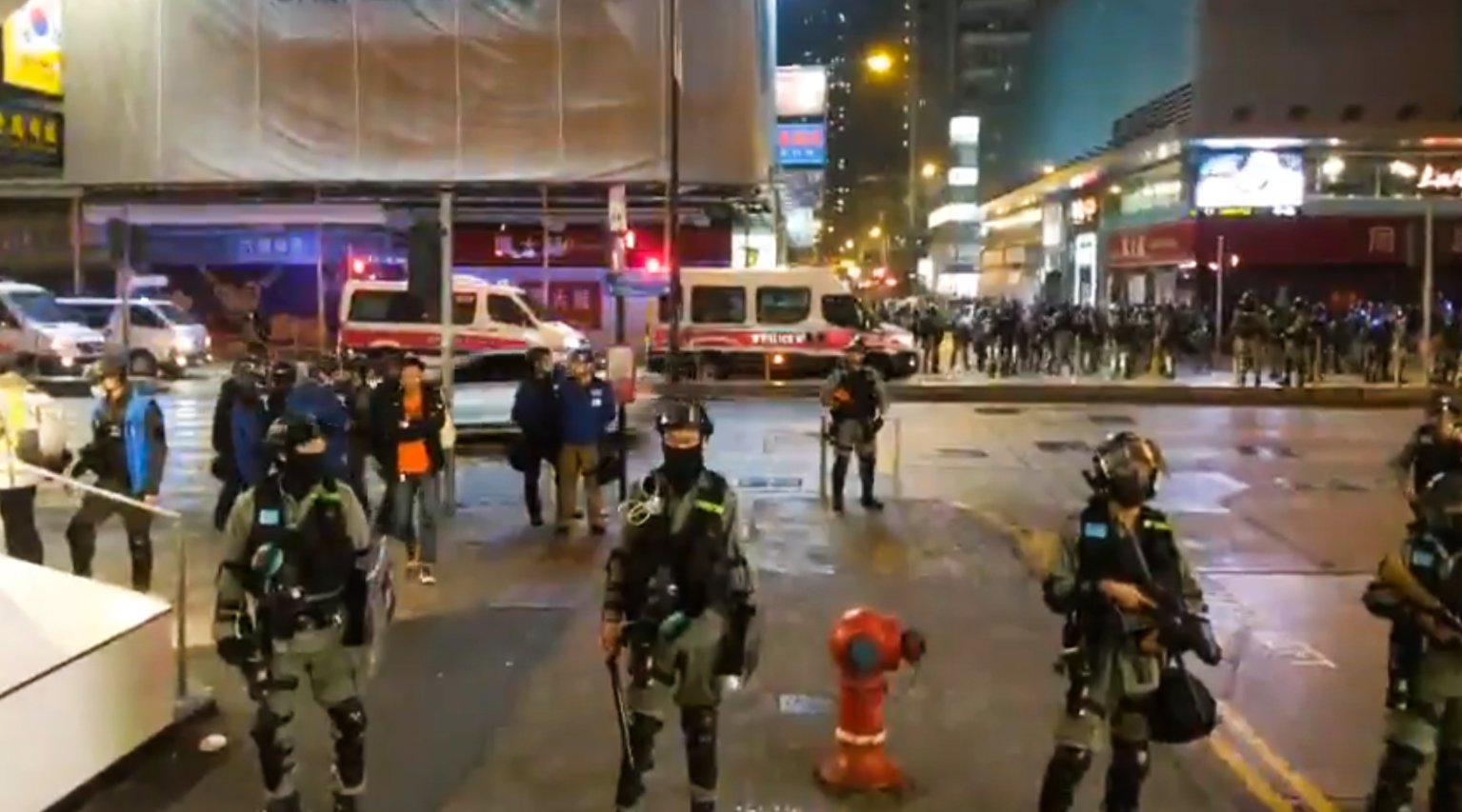
防暴警在彌敦道戒備

### 法庭提堂
1名46歲女子於2020年1月25日在旺角彌敦道外，無合法辯解而與陳列或留下木板及其他物品，對上述公眾地方的人或車輛造成阻礙、不便或危害。被控在公眾地方造成阻礙罪。她否認控罪，案件2020年9月28日在西九龍裁判法院開審。拘捕被告警員鄧寶麟供稱，當時他觀察了被告兩分鐘，雖然被告戴着口罩，但他肯定她曾高叫：「手足，搬啲木板出去！」。辯方質疑警員認錯人，誇大甚至憑空想像證供。法庭裁定表證成立，被告不自辯，也不傳證人，案件押後至10月16日裁決。

## 26日

### 旺角騷亂四週年紀念行動
農曆年初二續有市民到旺角或其他地方，紀念旺角騷亂4周年，而砵蘭街有不少小販擺檔。大批防暴警員及速龍小隊出動，在朗豪坊外施放催淚彈驅散，期間發生激烈衝突，有示威者受傷倒地，需送院治理。晚上約9時，在朗豪坊對出砵蘭街疑有中年男士被示威者「私了」，傷者其後由救護員帶走，網傳一張懷疑屬於該男子的內地身分證，住址為武漢。事件觸發防暴警衝進砵蘭街，導致及後警民對峙，防暴警於砵蘭街數次驅散後，至少拘捕3名市民。其間，警方曾發射催淚彈，並擊中一名示威者頸部，該示威者隨即倒地。另外，據其他報道，現場有一名NBC女記者，被防暴警於朗豪坊附近非禮，該女記者欲索取警員編號不果，更被胡椒噴劑直射；女記者後來痛哭且哮喘發作。
到晚上11時許，約30名示威者佔據砵蘭街近亞皆老街交界及築起傘陣，與防暴警對峙。
至凌晨2時許，砵蘭街一批記者、義務急救員及市民全部被防暴警員截查，總數約200人，其中半數是市民。小販受影響不能營業，警員檢查各人身份證，記者檢查完畢可以即時離開。1月29日，香港警方回应称被襲擊的男子是香港居民，並不是网传的武漢人。
事後一名22歲兼職送貨員的青年被控非法集結、暴動、襲警等7項罪名，案情透露被告從直播新聞中得知旺角朗豪坊一帶需要更多人支援示威者，因此由港鐵粉嶺站「跳閘」乘港鐵往旺角，未有支付任何車資。其後在現場以揚聲器帶領其他人起哄，指示示威者「去個紙皮箱度攞啲椰子掟×班死黑警！」，亦指示示威者用椰子扔向警方。被告在區域法院承認非法集結及暴動兩罪。區域法院法官姚勳智指被告具領導角色，同時指當日暴動規模不小亦不長，最後考慮到被告認罪，就暴動及非法集結分別判監3年及20個月，總刑期為3年。
而一名36歲女司機在旺角上海街近山東街交界因在警員追截一名懷疑縱火者期間突然打開車門，被控阻差辦公，她否認空罪。到2022年6月9日，九龍城法院裁決。裁判官莫子聰指警員證供與影片不符，裁定罪名不成立。不過被告因曾大叫：「後面有一喳（警察）追緊上嚟！」，裁判官認為此番說話是多此一舉和不配合警方的行動，拒絕批出訟費。
一名29歲男子涉在旺角砵蘭街240號至244號外，用腳踢警長導致對方失平衡及小腿紅腫，被控一項襲警罪，被告否認控罪，自辯時亦表示並非蓄意踢警長。到2022年7月20日，九龍城裁判法院裁判官梁雅忻認為案發現場十分擠迫，不排除被告觸碰警長「純屬意外」，最後裁定無罪。

## 27日

### 旺角騷亂四週年紀念行動
農曆年初三繼續有人發起「毋忘魚蛋革命」行動，紀念四年前的旺角騷亂，旺角有熟食小販檔擺賣，氣氛和平。至晚上9時，有近30人在雅蘭中心近旺角站出口聚集及叫口號，但未有任何混亂情況發生。

### 禮賓府請願
社會民主連線和工黨一行約20人在早上遊行到禮賓府請願，抗議警方在反修例風波中的處理手法，認為是警暴，警員不應加薪，批評政府漠視民意，並認為政府施政無能，在處理反修例風波和抗疫上均惹民憤，同時亦批評政府防疫不力，隱瞞疫情及拖延抗疫，要求港府立即實行邊境管制，禁止內地遊客來港，並為醫護人員提供足夠抗疫人手、裝備及資源。團體遞交請願信及2萬多名市民簽名後離開。

## 28日

### 全城連儂日 馬鞍山有5人被截查罰款
有網民在多區發起「全城連儂日」活動，其中有人響應在馬鞍山內張貼宣傳物品，至晚上約10時，有警員於上址一行人天橋發現多人聚集，有人在天橋牆上張貼海報，遂上前截查5名年齡介乎15至33歲的4男1女，並在其中2名男子身上檢獲35張海報及噴膠，其後警方向該5人發出定額罰款通知書。

## 29日

### 中環和你Shop
有網民號召在中環IFC進行「和你Shop」活動。下午1時許，十數人在商場一樓集合，期間手持文宣高叫反修例口號，有商場保安以膠帶封閉商場部分通道。其後，參與者在商場游走，期間亦有人高叫支援醫護抗疫的口號「支援醫護，全民三罷」，商場方面亦有派保安沿途尾隨，至下午約2時30分人群和平散去。

## 30日

### 元朗連儂牆襲擊事件
晚上約11時，西鐵元朗站連儂牆對開有十多人襲擊數名青年，4男2女受傷，兇徒其後向南邊圍方向逃去，大批防暴警隨後到場查看，並封鎖現場及村口一帶展開搜查及截查疑人，而多名反黑組探員亦在場調查搜證，氣氛緊張。眾傷者事後送院治理，遇襲6人分別頭、臉及眼受傷，有人需要縫針。